# Матч за звание чемпиона мира по шахматам 1972
Матч за звание чемпиона мира по шахматам 1972 года между Робертом Фишером и Борисом Спасским состоялся в столице Исландии Рейкьявике. Матч сопровождался скандалами и психологической войной между его участниками и закончился со счётом 12½ : 8½ в пользу Фишера. Этот матч, в котором в разгар холодной войны встретились граждане США и СССР, неоднократно назывался в западной прессе того времени «матчем столетия». Призовой фонд матча впервые в истории шахмат составлял 250 000 долларов.

## Отборочный цикл матча 1972 года
Межзональный турнир состоялся в конце 1970 года в Пальма-де-Майорка. В нём с результатом 18½ очков из 23 победил Бобби Фишер, разделившие 2—4 места Геллер, Ларсен и Хюбнер отстали на целых 3½ очка, также из межзонального турнира вышли Тайманов и Ульман. Кроме них, право на участие в матчах претендентов имели Тигран Петросян, игравший в предыдущем матче на первенство мира, и финалист последнего отборочного цикла Корчной. 
Бобби Фишер выиграл четвертьфинальный матч против Марка Тайманова и полуфинальный матч против Бента Ларсена с уникальным для соревнований такого уровня счетом 6-0. В финальном матче соперником Бобби Фишера стал Тигран Петросян, победивший Хюбнера и Виктора Корчного. 
Осенью 1971 года в Буэнос-Айрес, столице Аргентины Бобби Фишер победил Тиграна Петросяна со счётом 6½:2½ (+5,-1,=3).

## Обстановка накануне матча 1972 года
К началу этого матча шахматисты СССР в течение долгого времени удерживали шахматную корону. После 1948 года, когда матчи за звание чемпиона мира стали проводиться на регулярной основе, все чемпионы мира и все оспаривавшие этот титул в очных матчах претенденты были советскими шахматистами. К тому же матч-турнир 1948 года проводился после смерти в 1946 году Александра Алехина, также русского шахматиста (хотя и не жившего в СССР с начала 1920-х годов), который был чемпионом мира с 1927 года. С появлением эксцентричного 29-летнего американца Фишера в качестве претендента на шахматную корону западный мир получал возможность наконец прервать эту монополию.
Напряжение усугублялось тем, что Фишер неоднократно выступал с критикой советской шахматной системы, например, утверждал, что высокие достижения советских гроссмейстеров в турнирах являются следствием того, что они договариваются о ничьих во встречах между собой, и выступал за введение правил, запрещающих ничьи по соглашению сторон в неясных позициях. Хотя Фишер нередко критиковал также и Америку (известно, например, его высказывание «американцы хотят только таращиться в телевизор и никогда не откроют книгу»), он, несомненно, также ощущал дополнительный груз ответственности из-за того, что матч на первенство мира по шахматам воспринимался как поединок двух политических систем. Также Фишер был широко известен своим резким поведением во время турниров: он постоянно скандалил с организаторами, предъявлял требования, многие из которых по тем временам выглядели непомерно завышенными, а некоторые прямо задевали его оппонентов. Впрочем, по мнению Спасского, высказанному после матча, единственными неэтичными поступками Фишера во время матча были его неявки на церемонию открытия и на вторую партию.

## Подготовка матча 1972 года
Подготовка матча проходила в долгих и трудных переговорах. Бобби Фишер хотел играть в Югославии, Спасский предпочитал Исландию. 20 марта в Амстердаме были подписаны соглашения об условиях проведения матча, по которым он должен был начаться 22 июня в Белграде и продолжиться с 6 августа в Рейкьявике, однако буквально через несколько дней Бобби Фишер предъявил новые требования, выполнять которые организаторы обеих частей матча отказались. Бобби Фишер на это заявил, что не будет играть ни в Белграде, ни в Рейкьявике. В ответ Югославия отозвала своё предложение об организации матча. ФИДЕ направила в шахматную федерацию США ультиматум: либо до 4 апреля будет дана гарантия, что Фишер будет играть матч на условиях амстердамского соглашения, либо ФИДЕ (FIDE)  лишит его права на участие в матче. Ни в заявленный срок, ни позже никаких гарантий дано не было, но ФИДЕ так и не применила к претенденту никаких санкций. Президент ФИДЕ Макс Эйве явно благоволил претенденту и охотно шёл на уступки.
Наконец, 26 апреля шахматная федерация СССР направила в ФИДЕ требование обеспечить проведение всего матча в Рейкьявике на основе ранее согласованного регламента, а в случае отказа Фишера — лишить его права на матч и назначить нового претендента. В противном случае советская сторона отказывалась от дальнейшего сотрудничества с ФИДЕ в организации этого матча. Поставленный перед выбором, Фишер согласился играть в Исландии, но выдвинул условие, чтобы призовой фонд был удвоен. Лондонский финансист Джим Слейтер, узнав об этом, пожертвовал 125 тысяч долларов, и призовой фонд достиг, таким образом, беспрецедентной по тем временами суммы в 250 тысяч долларов (с учётом инфляции соответствует примерно 1,5 миллиона долларов в 2018 году). После этого Бобби Фишер согласился начать матч.
До этого матча Бобби Фишер и Спасский встречались пять раз, из них две встречи окончились вничью, а остальные три выиграл Спасский. Однако после побед в матчах претендентов рейтинг Эло Бобби Фишера составлял наивысшую к тому моменту в истории величину — 2780 единиц, и в матче со Спасским он считался фаворитом.

## Условия матча 1972 года
Матч 1972 года проходил по той же формуле, что и предыдущие матчи на первенство мира:
- Не более 24 партий.
- Побеждает игрок, набравший более 12 очков с учётом ничьих.
- Если один из соперников набирает 12½ очков досрочно, матч прекращается.
- При счёте 12:12 чемпион сохраняет звание.
- Контроль времени — 2½ часа каждому игроку на 40 ходов и по 1 часу на каждые следующие 16 ходов с накоплением времени.
- После первых 40 ходов производится откладывание партии. Отложенная партия доигрывается на следующий день.

Партии начинались в воскресенье, вторник и четверг, под доигрывание отводились соответственно понедельник, среда и пятница. Суббота была днём отдыха.

## Матч 1972 года
Секундантами Бориса Спасского были Ефим Геллер, Николай Крогиус и Иво Ней, секундантом Фишера — Уильям Ломбарди, также в делегацию Бобби Фишера входили юрист Пол Маршалл и представитель шахматной федерации США Фред Крамер. Главным судьёй матча был Лотар Шмид.
| №           | Участники      | Рейтинг     | 1     | 2¹    | 3     | 4     | 5     | 6     | 7     | 8     | 9     | 10    | 11    |
| ----------- | -------------- | ----------- | ----- | ----- | ----- | ----- | ----- | ----- | ----- | ----- | ----- | ----- | ----- |
|             | код дебюта     |             | A56   | -     | A61   | B88   | E41   | D59   | B97   | A39   | D41   | C95   | B97   |
| 1           | Роберт Фишер   | 2785        | 0     | 0     | 1     | ½     | 1     | 1     | ½     | 1     | ½     | 1     | 0     |
| 2           | Борис Спасский | 2660        | 1     | 1     | 0     | ½     | 0     | 0     | ½     | 0     | ½     | 0     | 1     |
| Игровые дни | Игровые дни    | Игровые дни | 11.07 | 13.07 | 16.07 | 18.07 | 20.07 | 23.07 | 25.07 | 27.07 | 01.08 | 03.08 | 06.08 |
| №           | Участники      |             | 12    | 13    | 14    | 15    | 16    | 17    | 18    | 19    | 20    | 21    | Очки  |
|             | код дебюта     |             | D55   | B04   | D37   | B99   | C69   | B09   | B69   | B05   | B68   | B46   |       |
| 1           | Роберт Фишер   |             | ½     | 1     | ½     | ½     | ½     | ½     | ½     | ½     | ½     | 1     | 12½   |
| 2           | Борис Спасский |             | ½     | 0     | ½     | ½     | ½     | ½     | ½     | ½     | ½     | 0     | 8½    |
| Игровые дни | Игровые дни    | Игровые дни | 08.08 | 10.08 | 15.08 | 17.08 | 20.08 | 22.08 | 24.08 | 27.08 | 29.08 | 31.08 |       |

¹) Роберт Фишер не явился на игру

### Открытие матча 1972 года
На церемонию открытия 1 июля 1972 года (во время которой должна была пройти жеребьёвка участников) Фишер не явился, прислав вместо этого по телеграфу множество новых условий, в числе которых были, например, запрет телевизионных камер и требование, чтобы 30 % выручки от продажи билетов достались ему. В течение нескольких дней после открытия казалось, что матч не состоится, поскольку для ФИДЕ было почти невозможно выполнить все условия. Формально Лотар Шмид был обязан засчитать Фишеру поражение за неявку на жеребьёвку, но вместо этого Макс Эйве объявил о переносе жеребьёвки на следующий день, а затем переносил её ещё дважды. Лишь после многочисленных статей в прессе (даже на Западе пресса обвиняла Бобби Фишера в попытке сорвать матч из трусости) и звонка госсекретаря США Генри Киссинджера Фишер согласился отменить ряд своих требований и, наконец, прилетел в Исландию. Многие комментаторы, особенно в СССР, говорили, что такое поведение Фишера было частью плана по оказанию психологического давления на Спасского. Другие, поддерживавшие Фишера, придерживались мнения, что завоевание чемпионского звания было целью всей его жизни, и он хотел, чтобы обстановка была близка к совершенной; также они указывали на то, что поведение Фишера перед матчем мало отличалось от того, которое замечалось за ним в предшествовавшие матчу 10—15 лет. Анатолий Карпов позже предположил, что одной из причин поведения Фишера была свойственная ему боязнь начала турнира (достаточно распространённая среди шахматистов).
Многих удивляла пассивная позиция Спасского. Будучи действующим чемпионом, он имел полное моральное и юридическое право поставить американцу жёсткий ультиматум или просто отказаться играть, потребовав дисквалифицировать претендента. После всех выходок Фишера такой поступок вызвал бы только одобрение. Сам Спасский вспоминал: «Я дважды мог красиво уехать из Исландии, на этом настаивал Спорткомитет». Но желая во что бы то ни стало сыграть матч с Бобби Фишером (возможно, сыграл роль и огромный призовой фонд), чемпион всячески избегал любых действий и высказываний, которые могли бы привести к срыву матча. Лишь после того, как на перенесённую дважды жеребьёвку Бобби Фишер, уже прилетевший к тому моменту в Исландию, не явился, а прислал представителя (что не допускается правилами), Спасский потребовал официальных извинений. На пресс-конференции 6 июля Ефим Геллер от имени советской делегации заявил, что матч может быть начат только после извинений Фишера и признания Максом Эйве, перенёсшим дату первой партии, нарушения правил (Эйве не имел права единоличным решением переносить жеребьёвку и начало матча). Эйве охотно признал свою вину, Фишер был вынужден принести извинения. Спасский попросил перенести первую партию на 11 июля, Фишер не возражал. Так фактическое начало матча оказалось передвинуто на неделю.

### Начало матча. 1 и 2 партия - 0:2 - Спасский идёт вперёд!
Обычно в начальной стадии длинных матчей шахматисты стараются выиграть хотя бы одно лишнее очко, чтобы захватить лидерство. Игрок, добившийся преимущества, может дальше играть спокойнее и осторожнее. Противник же оказывается в положении догоняющего, и вынужден играть агрессивно, рискуя в случае неудачи окончательно отстать от лидера. В матче Спасский-Фишер чемпион получил два очка в первых же двух партиях, практически без затруднений.
|   | a | b | c | d | e | f | g | h |   |
| - | --- | --- | --- | --- | --- | --- | --- | --- | - |
| 8 | f8 чёрный король · a7 чёрная пешка · b7 чёрная пешка · g7 чёрная пешка · h7 чёрная пешка · d6 чёрный слон · e6 чёрная пешка · f6 чёрная пешка · b5 белая пешка · a3 белая пешка · d3 белый король · e3 белая пешка · f2 белая пешка · g2 белая пешка · h2 белая пешка · c1 белый слон | f8 чёрный король · a7 чёрная пешка · b7 чёрная пешка · g7 чёрная пешка · h7 чёрная пешка · d6 чёрный слон · e6 чёрная пешка · f6 чёрная пешка · b5 белая пешка · a3 белая пешка · d3 белый король · e3 белая пешка · f2 белая пешка · g2 белая пешка · h2 белая пешка · c1 белый слон | f8 чёрный король · a7 чёрная пешка · b7 чёрная пешка · g7 чёрная пешка · h7 чёрная пешка · d6 чёрный слон · e6 чёрная пешка · f6 чёрная пешка · b5 белая пешка · a3 белая пешка · d3 белый король · e3 белая пешка · f2 белая пешка · g2 белая пешка · h2 белая пешка · c1 белый слон | f8 чёрный король · a7 чёрная пешка · b7 чёрная пешка · g7 чёрная пешка · h7 чёрная пешка · d6 чёрный слон · e6 чёрная пешка · f6 чёрная пешка · b5 белая пешка · a3 белая пешка · d3 белый король · e3 белая пешка · f2 белая пешка · g2 белая пешка · h2 белая пешка · c1 белый слон | f8 чёрный король · a7 чёрная пешка · b7 чёрная пешка · g7 чёрная пешка · h7 чёрная пешка · d6 чёрный слон · e6 чёрная пешка · f6 чёрная пешка · b5 белая пешка · a3 белая пешка · d3 белый король · e3 белая пешка · f2 белая пешка · g2 белая пешка · h2 белая пешка · c1 белый слон | f8 чёрный король · a7 чёрная пешка · b7 чёрная пешка · g7 чёрная пешка · h7 чёрная пешка · d6 чёрный слон · e6 чёрная пешка · f6 чёрная пешка · b5 белая пешка · a3 белая пешка · d3 белый король · e3 белая пешка · f2 белая пешка · g2 белая пешка · h2 белая пешка · c1 белый слон | f8 чёрный король · a7 чёрная пешка · b7 чёрная пешка · g7 чёрная пешка · h7 чёрная пешка · d6 чёрный слон · e6 чёрная пешка · f6 чёрная пешка · b5 белая пешка · a3 белая пешка · d3 белый король · e3 белая пешка · f2 белая пешка · g2 белая пешка · h2 белая пешка · c1 белый слон | f8 чёрный король · a7 чёрная пешка · b7 чёрная пешка · g7 чёрная пешка · h7 чёрная пешка · d6 чёрный слон · e6 чёрная пешка · f6 чёрная пешка · b5 белая пешка · a3 белая пешка · d3 белый король · e3 белая пешка · f2 белая пешка · g2 белая пешка · h2 белая пешка · c1 белый слон | 8 |
| 7 | f8 чёрный король · a7 чёрная пешка · b7 чёрная пешка · g7 чёрная пешка · h7 чёрная пешка · d6 чёрный слон · e6 чёрная пешка · f6 чёрная пешка · b5 белая пешка · a3 белая пешка · d3 белый король · e3 белая пешка · f2 белая пешка · g2 белая пешка · h2 белая пешка · c1 белый слон | f8 чёрный король · a7 чёрная пешка · b7 чёрная пешка · g7 чёрная пешка · h7 чёрная пешка · d6 чёрный слон · e6 чёрная пешка · f6 чёрная пешка · b5 белая пешка · a3 белая пешка · d3 белый король · e3 белая пешка · f2 белая пешка · g2 белая пешка · h2 белая пешка · c1 белый слон | f8 чёрный король · a7 чёрная пешка · b7 чёрная пешка · g7 чёрная пешка · h7 чёрная пешка · d6 чёрный слон · e6 чёрная пешка · f6 чёрная пешка · b5 белая пешка · a3 белая пешка · d3 белый король · e3 белая пешка · f2 белая пешка · g2 белая пешка · h2 белая пешка · c1 белый слон | f8 чёрный король · a7 чёрная пешка · b7 чёрная пешка · g7 чёрная пешка · h7 чёрная пешка · d6 чёрный слон · e6 чёрная пешка · f6 чёрная пешка · b5 белая пешка · a3 белая пешка · d3 белый король · e3 белая пешка · f2 белая пешка · g2 белая пешка · h2 белая пешка · c1 белый слон | f8 чёрный король · a7 чёрная пешка · b7 чёрная пешка · g7 чёрная пешка · h7 чёрная пешка · d6 чёрный слон · e6 чёрная пешка · f6 чёрная пешка · b5 белая пешка · a3 белая пешка · d3 белый король · e3 белая пешка · f2 белая пешка · g2 белая пешка · h2 белая пешка · c1 белый слон | f8 чёрный король · a7 чёрная пешка · b7 чёрная пешка · g7 чёрная пешка · h7 чёрная пешка · d6 чёрный слон · e6 чёрная пешка · f6 чёрная пешка · b5 белая пешка · a3 белая пешка · d3 белый король · e3 белая пешка · f2 белая пешка · g2 белая пешка · h2 белая пешка · c1 белый слон | f8 чёрный король · a7 чёрная пешка · b7 чёрная пешка · g7 чёрная пешка · h7 чёрная пешка · d6 чёрный слон · e6 чёрная пешка · f6 чёрная пешка · b5 белая пешка · a3 белая пешка · d3 белый король · e3 белая пешка · f2 белая пешка · g2 белая пешка · h2 белая пешка · c1 белый слон | f8 чёрный король · a7 чёрная пешка · b7 чёрная пешка · g7 чёрная пешка · h7 чёрная пешка · d6 чёрный слон · e6 чёрная пешка · f6 чёрная пешка · b5 белая пешка · a3 белая пешка · d3 белый король · e3 белая пешка · f2 белая пешка · g2 белая пешка · h2 белая пешка · c1 белый слон | 7 |
| 6 | f8 чёрный король · a7 чёрная пешка · b7 чёрная пешка · g7 чёрная пешка · h7 чёрная пешка · d6 чёрный слон · e6 чёрная пешка · f6 чёрная пешка · b5 белая пешка · a3 белая пешка · d3 белый король · e3 белая пешка · f2 белая пешка · g2 белая пешка · h2 белая пешка · c1 белый слон | f8 чёрный король · a7 чёрная пешка · b7 чёрная пешка · g7 чёрная пешка · h7 чёрная пешка · d6 чёрный слон · e6 чёрная пешка · f6 чёрная пешка · b5 белая пешка · a3 белая пешка · d3 белый король · e3 белая пешка · f2 белая пешка · g2 белая пешка · h2 белая пешка · c1 белый слон | f8 чёрный король · a7 чёрная пешка · b7 чёрная пешка · g7 чёрная пешка · h7 чёрная пешка · d6 чёрный слон · e6 чёрная пешка · f6 чёрная пешка · b5 белая пешка · a3 белая пешка · d3 белый король · e3 белая пешка · f2 белая пешка · g2 белая пешка · h2 белая пешка · c1 белый слон | f8 чёрный король · a7 чёрная пешка · b7 чёрная пешка · g7 чёрная пешка · h7 чёрная пешка · d6 чёрный слон · e6 чёрная пешка · f6 чёрная пешка · b5 белая пешка · a3 белая пешка · d3 белый король · e3 белая пешка · f2 белая пешка · g2 белая пешка · h2 белая пешка · c1 белый слон | f8 чёрный король · a7 чёрная пешка · b7 чёрная пешка · g7 чёрная пешка · h7 чёрная пешка · d6 чёрный слон · e6 чёрная пешка · f6 чёрная пешка · b5 белая пешка · a3 белая пешка · d3 белый король · e3 белая пешка · f2 белая пешка · g2 белая пешка · h2 белая пешка · c1 белый слон | f8 чёрный король · a7 чёрная пешка · b7 чёрная пешка · g7 чёрная пешка · h7 чёрная пешка · d6 чёрный слон · e6 чёрная пешка · f6 чёрная пешка · b5 белая пешка · a3 белая пешка · d3 белый король · e3 белая пешка · f2 белая пешка · g2 белая пешка · h2 белая пешка · c1 белый слон | f8 чёрный король · a7 чёрная пешка · b7 чёрная пешка · g7 чёрная пешка · h7 чёрная пешка · d6 чёрный слон · e6 чёрная пешка · f6 чёрная пешка · b5 белая пешка · a3 белая пешка · d3 белый король · e3 белая пешка · f2 белая пешка · g2 белая пешка · h2 белая пешка · c1 белый слон | f8 чёрный король · a7 чёрная пешка · b7 чёрная пешка · g7 чёрная пешка · h7 чёрная пешка · d6 чёрный слон · e6 чёрная пешка · f6 чёрная пешка · b5 белая пешка · a3 белая пешка · d3 белый король · e3 белая пешка · f2 белая пешка · g2 белая пешка · h2 белая пешка · c1 белый слон | 6 |
| 5 | f8 чёрный король · a7 чёрная пешка · b7 чёрная пешка · g7 чёрная пешка · h7 чёрная пешка · d6 чёрный слон · e6 чёрная пешка · f6 чёрная пешка · b5 белая пешка · a3 белая пешка · d3 белый король · e3 белая пешка · f2 белая пешка · g2 белая пешка · h2 белая пешка · c1 белый слон | f8 чёрный король · a7 чёрная пешка · b7 чёрная пешка · g7 чёрная пешка · h7 чёрная пешка · d6 чёрный слон · e6 чёрная пешка · f6 чёрная пешка · b5 белая пешка · a3 белая пешка · d3 белый король · e3 белая пешка · f2 белая пешка · g2 белая пешка · h2 белая пешка · c1 белый слон | f8 чёрный король · a7 чёрная пешка · b7 чёрная пешка · g7 чёрная пешка · h7 чёрная пешка · d6 чёрный слон · e6 чёрная пешка · f6 чёрная пешка · b5 белая пешка · a3 белая пешка · d3 белый король · e3 белая пешка · f2 белая пешка · g2 белая пешка · h2 белая пешка · c1 белый слон | f8 чёрный король · a7 чёрная пешка · b7 чёрная пешка · g7 чёрная пешка · h7 чёрная пешка · d6 чёрный слон · e6 чёрная пешка · f6 чёрная пешка · b5 белая пешка · a3 белая пешка · d3 белый король · e3 белая пешка · f2 белая пешка · g2 белая пешка · h2 белая пешка · c1 белый слон | f8 чёрный король · a7 чёрная пешка · b7 чёрная пешка · g7 чёрная пешка · h7 чёрная пешка · d6 чёрный слон · e6 чёрная пешка · f6 чёрная пешка · b5 белая пешка · a3 белая пешка · d3 белый король · e3 белая пешка · f2 белая пешка · g2 белая пешка · h2 белая пешка · c1 белый слон | f8 чёрный король · a7 чёрная пешка · b7 чёрная пешка · g7 чёрная пешка · h7 чёрная пешка · d6 чёрный слон · e6 чёрная пешка · f6 чёрная пешка · b5 белая пешка · a3 белая пешка · d3 белый король · e3 белая пешка · f2 белая пешка · g2 белая пешка · h2 белая пешка · c1 белый слон | f8 чёрный король · a7 чёрная пешка · b7 чёрная пешка · g7 чёрная пешка · h7 чёрная пешка · d6 чёрный слон · e6 чёрная пешка · f6 чёрная пешка · b5 белая пешка · a3 белая пешка · d3 белый король · e3 белая пешка · f2 белая пешка · g2 белая пешка · h2 белая пешка · c1 белый слон | f8 чёрный король · a7 чёрная пешка · b7 чёрная пешка · g7 чёрная пешка · h7 чёрная пешка · d6 чёрный слон · e6 чёрная пешка · f6 чёрная пешка · b5 белая пешка · a3 белая пешка · d3 белый король · e3 белая пешка · f2 белая пешка · g2 белая пешка · h2 белая пешка · c1 белый слон | 5 |
| 4 | f8 чёрный король · a7 чёрная пешка · b7 чёрная пешка · g7 чёрная пешка · h7 чёрная пешка · d6 чёрный слон · e6 чёрная пешка · f6 чёрная пешка · b5 белая пешка · a3 белая пешка · d3 белый король · e3 белая пешка · f2 белая пешка · g2 белая пешка · h2 белая пешка · c1 белый слон | f8 чёрный король · a7 чёрная пешка · b7 чёрная пешка · g7 чёрная пешка · h7 чёрная пешка · d6 чёрный слон · e6 чёрная пешка · f6 чёрная пешка · b5 белая пешка · a3 белая пешка · d3 белый король · e3 белая пешка · f2 белая пешка · g2 белая пешка · h2 белая пешка · c1 белый слон | f8 чёрный король · a7 чёрная пешка · b7 чёрная пешка · g7 чёрная пешка · h7 чёрная пешка · d6 чёрный слон · e6 чёрная пешка · f6 чёрная пешка · b5 белая пешка · a3 белая пешка · d3 белый король · e3 белая пешка · f2 белая пешка · g2 белая пешка · h2 белая пешка · c1 белый слон | f8 чёрный король · a7 чёрная пешка · b7 чёрная пешка · g7 чёрная пешка · h7 чёрная пешка · d6 чёрный слон · e6 чёрная пешка · f6 чёрная пешка · b5 белая пешка · a3 белая пешка · d3 белый король · e3 белая пешка · f2 белая пешка · g2 белая пешка · h2 белая пешка · c1 белый слон | f8 чёрный король · a7 чёрная пешка · b7 чёрная пешка · g7 чёрная пешка · h7 чёрная пешка · d6 чёрный слон · e6 чёрная пешка · f6 чёрная пешка · b5 белая пешка · a3 белая пешка · d3 белый король · e3 белая пешка · f2 белая пешка · g2 белая пешка · h2 белая пешка · c1 белый слон | f8 чёрный король · a7 чёрная пешка · b7 чёрная пешка · g7 чёрная пешка · h7 чёрная пешка · d6 чёрный слон · e6 чёрная пешка · f6 чёрная пешка · b5 белая пешка · a3 белая пешка · d3 белый король · e3 белая пешка · f2 белая пешка · g2 белая пешка · h2 белая пешка · c1 белый слон | f8 чёрный король · a7 чёрная пешка · b7 чёрная пешка · g7 чёрная пешка · h7 чёрная пешка · d6 чёрный слон · e6 чёрная пешка · f6 чёрная пешка · b5 белая пешка · a3 белая пешка · d3 белый король · e3 белая пешка · f2 белая пешка · g2 белая пешка · h2 белая пешка · c1 белый слон | f8 чёрный король · a7 чёрная пешка · b7 чёрная пешка · g7 чёрная пешка · h7 чёрная пешка · d6 чёрный слон · e6 чёрная пешка · f6 чёрная пешка · b5 белая пешка · a3 белая пешка · d3 белый король · e3 белая пешка · f2 белая пешка · g2 белая пешка · h2 белая пешка · c1 белый слон | 4 |
| 3 | f8 чёрный король · a7 чёрная пешка · b7 чёрная пешка · g7 чёрная пешка · h7 чёрная пешка · d6 чёрный слон · e6 чёрная пешка · f6 чёрная пешка · b5 белая пешка · a3 белая пешка · d3 белый король · e3 белая пешка · f2 белая пешка · g2 белая пешка · h2 белая пешка · c1 белый слон | f8 чёрный король · a7 чёрная пешка · b7 чёрная пешка · g7 чёрная пешка · h7 чёрная пешка · d6 чёрный слон · e6 чёрная пешка · f6 чёрная пешка · b5 белая пешка · a3 белая пешка · d3 белый король · e3 белая пешка · f2 белая пешка · g2 белая пешка · h2 белая пешка · c1 белый слон | f8 чёрный король · a7 чёрная пешка · b7 чёрная пешка · g7 чёрная пешка · h7 чёрная пешка · d6 чёрный слон · e6 чёрная пешка · f6 чёрная пешка · b5 белая пешка · a3 белая пешка · d3 белый король · e3 белая пешка · f2 белая пешка · g2 белая пешка · h2 белая пешка · c1 белый слон | f8 чёрный король · a7 чёрная пешка · b7 чёрная пешка · g7 чёрная пешка · h7 чёрная пешка · d6 чёрный слон · e6 чёрная пешка · f6 чёрная пешка · b5 белая пешка · a3 белая пешка · d3 белый король · e3 белая пешка · f2 белая пешка · g2 белая пешка · h2 белая пешка · c1 белый слон | f8 чёрный король · a7 чёрная пешка · b7 чёрная пешка · g7 чёрная пешка · h7 чёрная пешка · d6 чёрный слон · e6 чёрная пешка · f6 чёрная пешка · b5 белая пешка · a3 белая пешка · d3 белый король · e3 белая пешка · f2 белая пешка · g2 белая пешка · h2 белая пешка · c1 белый слон | f8 чёрный король · a7 чёрная пешка · b7 чёрная пешка · g7 чёрная пешка · h7 чёрная пешка · d6 чёрный слон · e6 чёрная пешка · f6 чёрная пешка · b5 белая пешка · a3 белая пешка · d3 белый король · e3 белая пешка · f2 белая пешка · g2 белая пешка · h2 белая пешка · c1 белый слон | f8 чёрный король · a7 чёрная пешка · b7 чёрная пешка · g7 чёрная пешка · h7 чёрная пешка · d6 чёрный слон · e6 чёрная пешка · f6 чёрная пешка · b5 белая пешка · a3 белая пешка · d3 белый король · e3 белая пешка · f2 белая пешка · g2 белая пешка · h2 белая пешка · c1 белый слон | f8 чёрный король · a7 чёрная пешка · b7 чёрная пешка · g7 чёрная пешка · h7 чёрная пешка · d6 чёрный слон · e6 чёрная пешка · f6 чёрная пешка · b5 белая пешка · a3 белая пешка · d3 белый король · e3 белая пешка · f2 белая пешка · g2 белая пешка · h2 белая пешка · c1 белый слон | 3 |
| 2 | f8 чёрный король · a7 чёрная пешка · b7 чёрная пешка · g7 чёрная пешка · h7 чёрная пешка · d6 чёрный слон · e6 чёрная пешка · f6 чёрная пешка · b5 белая пешка · a3 белая пешка · d3 белый король · e3 белая пешка · f2 белая пешка · g2 белая пешка · h2 белая пешка · c1 белый слон | f8 чёрный король · a7 чёрная пешка · b7 чёрная пешка · g7 чёрная пешка · h7 чёрная пешка · d6 чёрный слон · e6 чёрная пешка · f6 чёрная пешка · b5 белая пешка · a3 белая пешка · d3 белый король · e3 белая пешка · f2 белая пешка · g2 белая пешка · h2 белая пешка · c1 белый слон | f8 чёрный король · a7 чёрная пешка · b7 чёрная пешка · g7 чёрная пешка · h7 чёрная пешка · d6 чёрный слон · e6 чёрная пешка · f6 чёрная пешка · b5 белая пешка · a3 белая пешка · d3 белый король · e3 белая пешка · f2 белая пешка · g2 белая пешка · h2 белая пешка · c1 белый слон | f8 чёрный король · a7 чёрная пешка · b7 чёрная пешка · g7 чёрная пешка · h7 чёрная пешка · d6 чёрный слон · e6 чёрная пешка · f6 чёрная пешка · b5 белая пешка · a3 белая пешка · d3 белый король · e3 белая пешка · f2 белая пешка · g2 белая пешка · h2 белая пешка · c1 белый слон | f8 чёрный король · a7 чёрная пешка · b7 чёрная пешка · g7 чёрная пешка · h7 чёрная пешка · d6 чёрный слон · e6 чёрная пешка · f6 чёрная пешка · b5 белая пешка · a3 белая пешка · d3 белый король · e3 белая пешка · f2 белая пешка · g2 белая пешка · h2 белая пешка · c1 белый слон | f8 чёрный король · a7 чёрная пешка · b7 чёрная пешка · g7 чёрная пешка · h7 чёрная пешка · d6 чёрный слон · e6 чёрная пешка · f6 чёрная пешка · b5 белая пешка · a3 белая пешка · d3 белый король · e3 белая пешка · f2 белая пешка · g2 белая пешка · h2 белая пешка · c1 белый слон | f8 чёрный король · a7 чёрная пешка · b7 чёрная пешка · g7 чёрная пешка · h7 чёрная пешка · d6 чёрный слон · e6 чёрная пешка · f6 чёрная пешка · b5 белая пешка · a3 белая пешка · d3 белый король · e3 белая пешка · f2 белая пешка · g2 белая пешка · h2 белая пешка · c1 белый слон | f8 чёрный король · a7 чёрная пешка · b7 чёрная пешка · g7 чёрная пешка · h7 чёрная пешка · d6 чёрный слон · e6 чёрная пешка · f6 чёрная пешка · b5 белая пешка · a3 белая пешка · d3 белый король · e3 белая пешка · f2 белая пешка · g2 белая пешка · h2 белая пешка · c1 белый слон | 2 |
| 1 | f8 чёрный король · a7 чёрная пешка · b7 чёрная пешка · g7 чёрная пешка · h7 чёрная пешка · d6 чёрный слон · e6 чёрная пешка · f6 чёрная пешка · b5 белая пешка · a3 белая пешка · d3 белый король · e3 белая пешка · f2 белая пешка · g2 белая пешка · h2 белая пешка · c1 белый слон | f8 чёрный король · a7 чёрная пешка · b7 чёрная пешка · g7 чёрная пешка · h7 чёрная пешка · d6 чёрный слон · e6 чёрная пешка · f6 чёрная пешка · b5 белая пешка · a3 белая пешка · d3 белый король · e3 белая пешка · f2 белая пешка · g2 белая пешка · h2 белая пешка · c1 белый слон | f8 чёрный король · a7 чёрная пешка · b7 чёрная пешка · g7 чёрная пешка · h7 чёрная пешка · d6 чёрный слон · e6 чёрная пешка · f6 чёрная пешка · b5 белая пешка · a3 белая пешка · d3 белый король · e3 белая пешка · f2 белая пешка · g2 белая пешка · h2 белая пешка · c1 белый слон | f8 чёрный король · a7 чёрная пешка · b7 чёрная пешка · g7 чёрная пешка · h7 чёрная пешка · d6 чёрный слон · e6 чёрная пешка · f6 чёрная пешка · b5 белая пешка · a3 белая пешка · d3 белый король · e3 белая пешка · f2 белая пешка · g2 белая пешка · h2 белая пешка · c1 белый слон | f8 чёрный король · a7 чёрная пешка · b7 чёрная пешка · g7 чёрная пешка · h7 чёрная пешка · d6 чёрный слон · e6 чёрная пешка · f6 чёрная пешка · b5 белая пешка · a3 белая пешка · d3 белый король · e3 белая пешка · f2 белая пешка · g2 белая пешка · h2 белая пешка · c1 белый слон | f8 чёрный король · a7 чёрная пешка · b7 чёрная пешка · g7 чёрная пешка · h7 чёрная пешка · d6 чёрный слон · e6 чёрная пешка · f6 чёрная пешка · b5 белая пешка · a3 белая пешка · d3 белый король · e3 белая пешка · f2 белая пешка · g2 белая пешка · h2 белая пешка · c1 белый слон | f8 чёрный король · a7 чёрная пешка · b7 чёрная пешка · g7 чёрная пешка · h7 чёрная пешка · d6 чёрный слон · e6 чёрная пешка · f6 чёрная пешка · b5 белая пешка · a3 белая пешка · d3 белый король · e3 белая пешка · f2 белая пешка · g2 белая пешка · h2 белая пешка · c1 белый слон | f8 чёрный король · a7 чёрная пешка · b7 чёрная пешка · g7 чёрная пешка · h7 чёрная пешка · d6 чёрный слон · e6 чёрная пешка · f6 чёрная пешка · b5 белая пешка · a3 белая пешка · d3 белый король · e3 белая пешка · f2 белая пешка · g2 белая пешка · h2 белая пешка · c1 белый слон | 1 |
|   | a | b | c | d | e | f | g | h |   |

В первой партии, где Спасский играл белыми, а Фишер — чёрными, была разыграна защита Нимцовича. После обычного в этом дебюте размена фигур была достигнута позиция на диаграмме после хода Спасского 29. b5. Позиция выглядела довольно безжизненной и вполне ничейной, однако Фишер допустил грубую ошибку, сыграв 29. … С:h2?. Высказывалось много предположений о том, почему Фишер сделал этот ход. Анатолий Карпов предполагал, что причиной была самоуверенность Фишера. Гарри Каспаров указывал, что после сыгранного затем в партии 30. g3 h5 31. Кре2 h4 32. Крf3 Фишер, скорее всего, планировал 32. … h3 33. Крg4 Сg1 34. Кр: h3 С:f2, но не сразу увидел продолжение 35. Сd2, захлопывающего ловушку, в которой оказался чёрный слон. Экс-чемпион мира среди шахматных программ «Stockfish 6» рекомендует вместо 30. … h5 ход Крe7!, считая позицию ничейной.
Фишер продолжил активную игру в эндшпиле с двумя пешками за слона и имел хорошие шансы на ничью. После ошибки Спасского на 36-м ходу, согласно анализу Каспарова, позиция стала ничейной, но достижение ничьей требовало от чёрных исключительно точной игры, и ответной неточностью на 39-м ходу Фишер её упустил. Перед откладыванием партии было уже ясно, что спасти её Фишеру не удастся. На 56 ходу он признал своё поражение.
После этого проигрыша Бобби Фишер предъявил новые требования к организаторам, утверждая, что обстановка мешает ему играть и все телевизионные камеры должны быть убраны. Когда организаторы отказались удовлетворить эти требования, Фишер не явился на вторую партию, и ему было засчитано техническое поражение. Апелляция американской делегации на это решение была отклонена. Многие наблюдатели считали, что Фишер уедет в Чикаго из Исландии, Спасский - в Ленинград, и матч будет окончен со счётом 2:0. Однако Фишер не сделал этого и остался в Рейкьявике. Ходили слухи, что это было связано с ещё одним звонком Генри Киссинджера; кроме того, Бобби Фишер 14 июля получил множество телеграмм, включая две от Спасского в свою поддержку.
Через несколько дней Спасский неожиданно согласился играть третью партию в закрытом помещении, без зрителей, с лишь одной установленной в помещении камерой с дистанционным управлением. Некоторые шахматные историки считают, что такое указание было дано советским руководством, опасавшимся, что зачёт технического поражения Фишеру не будет восприниматься на Западе как честная победа Спасского; другие указывают, что Спасскому всегда был дорог спортивный дух, и он просто хотел играть, и к тому же очень уважал Фишера. Сам Спасский в своих воспоминаниях совершенно определённо говорил, что решение о продолжении матча он принял сам, причём вопреки рекомендациям чиновников Спорткомитета и советам друзей. Однако это решение оказалось роковым для него.

### Бобби Фишер выигрывает первую партию в матче 1972 года
|   | a | b | c | d | e | f | g | h |   |
| - | --- | --- | --- | --- | --- | --- | --- | --- | - |
| 8 | a8 чёрная ладья · c8 чёрный слон · d8 чёрный ферзь · e8 чёрная ладья · g8 чёрный король · a7 чёрная пешка · b7 чёрная пешка · d7 чёрный конь · f7 чёрная пешка · g7 чёрный слон · h7 чёрная пешка · d6 чёрная пешка · f6 чёрный конь · g6 чёрная пешка · c5 чёрная пешка · d5 белая пешка · e4 белая пешка · c3 белый конь · a2 белая пешка · b2 белая пешка · c2 белый ферзь · d2 белый конь · e2 белый слон · f2 белая пешка · g2 белая пешка · h2 белая пешка · a1 белая ладья · c1 белый слон · f1 белая ладья · g1 белый король | a8 чёрная ладья · c8 чёрный слон · d8 чёрный ферзь · e8 чёрная ладья · g8 чёрный король · a7 чёрная пешка · b7 чёрная пешка · d7 чёрный конь · f7 чёрная пешка · g7 чёрный слон · h7 чёрная пешка · d6 чёрная пешка · f6 чёрный конь · g6 чёрная пешка · c5 чёрная пешка · d5 белая пешка · e4 белая пешка · c3 белый конь · a2 белая пешка · b2 белая пешка · c2 белый ферзь · d2 белый конь · e2 белый слон · f2 белая пешка · g2 белая пешка · h2 белая пешка · a1 белая ладья · c1 белый слон · f1 белая ладья · g1 белый король | a8 чёрная ладья · c8 чёрный слон · d8 чёрный ферзь · e8 чёрная ладья · g8 чёрный король · a7 чёрная пешка · b7 чёрная пешка · d7 чёрный конь · f7 чёрная пешка · g7 чёрный слон · h7 чёрная пешка · d6 чёрная пешка · f6 чёрный конь · g6 чёрная пешка · c5 чёрная пешка · d5 белая пешка · e4 белая пешка · c3 белый конь · a2 белая пешка · b2 белая пешка · c2 белый ферзь · d2 белый конь · e2 белый слон · f2 белая пешка · g2 белая пешка · h2 белая пешка · a1 белая ладья · c1 белый слон · f1 белая ладья · g1 белый король | a8 чёрная ладья · c8 чёрный слон · d8 чёрный ферзь · e8 чёрная ладья · g8 чёрный король · a7 чёрная пешка · b7 чёрная пешка · d7 чёрный конь · f7 чёрная пешка · g7 чёрный слон · h7 чёрная пешка · d6 чёрная пешка · f6 чёрный конь · g6 чёрная пешка · c5 чёрная пешка · d5 белая пешка · e4 белая пешка · c3 белый конь · a2 белая пешка · b2 белая пешка · c2 белый ферзь · d2 белый конь · e2 белый слон · f2 белая пешка · g2 белая пешка · h2 белая пешка · a1 белая ладья · c1 белый слон · f1 белая ладья · g1 белый король | a8 чёрная ладья · c8 чёрный слон · d8 чёрный ферзь · e8 чёрная ладья · g8 чёрный король · a7 чёрная пешка · b7 чёрная пешка · d7 чёрный конь · f7 чёрная пешка · g7 чёрный слон · h7 чёрная пешка · d6 чёрная пешка · f6 чёрный конь · g6 чёрная пешка · c5 чёрная пешка · d5 белая пешка · e4 белая пешка · c3 белый конь · a2 белая пешка · b2 белая пешка · c2 белый ферзь · d2 белый конь · e2 белый слон · f2 белая пешка · g2 белая пешка · h2 белая пешка · a1 белая ладья · c1 белый слон · f1 белая ладья · g1 белый король | a8 чёрная ладья · c8 чёрный слон · d8 чёрный ферзь · e8 чёрная ладья · g8 чёрный король · a7 чёрная пешка · b7 чёрная пешка · d7 чёрный конь · f7 чёрная пешка · g7 чёрный слон · h7 чёрная пешка · d6 чёрная пешка · f6 чёрный конь · g6 чёрная пешка · c5 чёрная пешка · d5 белая пешка · e4 белая пешка · c3 белый конь · a2 белая пешка · b2 белая пешка · c2 белый ферзь · d2 белый конь · e2 белый слон · f2 белая пешка · g2 белая пешка · h2 белая пешка · a1 белая ладья · c1 белый слон · f1 белая ладья · g1 белый король | a8 чёрная ладья · c8 чёрный слон · d8 чёрный ферзь · e8 чёрная ладья · g8 чёрный король · a7 чёрная пешка · b7 чёрная пешка · d7 чёрный конь · f7 чёрная пешка · g7 чёрный слон · h7 чёрная пешка · d6 чёрная пешка · f6 чёрный конь · g6 чёрная пешка · c5 чёрная пешка · d5 белая пешка · e4 белая пешка · c3 белый конь · a2 белая пешка · b2 белая пешка · c2 белый ферзь · d2 белый конь · e2 белый слон · f2 белая пешка · g2 белая пешка · h2 белая пешка · a1 белая ладья · c1 белый слон · f1 белая ладья · g1 белый король | a8 чёрная ладья · c8 чёрный слон · d8 чёрный ферзь · e8 чёрная ладья · g8 чёрный король · a7 чёрная пешка · b7 чёрная пешка · d7 чёрный конь · f7 чёрная пешка · g7 чёрный слон · h7 чёрная пешка · d6 чёрная пешка · f6 чёрный конь · g6 чёрная пешка · c5 чёрная пешка · d5 белая пешка · e4 белая пешка · c3 белый конь · a2 белая пешка · b2 белая пешка · c2 белый ферзь · d2 белый конь · e2 белый слон · f2 белая пешка · g2 белая пешка · h2 белая пешка · a1 белая ладья · c1 белый слон · f1 белая ладья · g1 белый король | 8 |
| 7 | a8 чёрная ладья · c8 чёрный слон · d8 чёрный ферзь · e8 чёрная ладья · g8 чёрный король · a7 чёрная пешка · b7 чёрная пешка · d7 чёрный конь · f7 чёрная пешка · g7 чёрный слон · h7 чёрная пешка · d6 чёрная пешка · f6 чёрный конь · g6 чёрная пешка · c5 чёрная пешка · d5 белая пешка · e4 белая пешка · c3 белый конь · a2 белая пешка · b2 белая пешка · c2 белый ферзь · d2 белый конь · e2 белый слон · f2 белая пешка · g2 белая пешка · h2 белая пешка · a1 белая ладья · c1 белый слон · f1 белая ладья · g1 белый король | a8 чёрная ладья · c8 чёрный слон · d8 чёрный ферзь · e8 чёрная ладья · g8 чёрный король · a7 чёрная пешка · b7 чёрная пешка · d7 чёрный конь · f7 чёрная пешка · g7 чёрный слон · h7 чёрная пешка · d6 чёрная пешка · f6 чёрный конь · g6 чёрная пешка · c5 чёрная пешка · d5 белая пешка · e4 белая пешка · c3 белый конь · a2 белая пешка · b2 белая пешка · c2 белый ферзь · d2 белый конь · e2 белый слон · f2 белая пешка · g2 белая пешка · h2 белая пешка · a1 белая ладья · c1 белый слон · f1 белая ладья · g1 белый король | a8 чёрная ладья · c8 чёрный слон · d8 чёрный ферзь · e8 чёрная ладья · g8 чёрный король · a7 чёрная пешка · b7 чёрная пешка · d7 чёрный конь · f7 чёрная пешка · g7 чёрный слон · h7 чёрная пешка · d6 чёрная пешка · f6 чёрный конь · g6 чёрная пешка · c5 чёрная пешка · d5 белая пешка · e4 белая пешка · c3 белый конь · a2 белая пешка · b2 белая пешка · c2 белый ферзь · d2 белый конь · e2 белый слон · f2 белая пешка · g2 белая пешка · h2 белая пешка · a1 белая ладья · c1 белый слон · f1 белая ладья · g1 белый король | a8 чёрная ладья · c8 чёрный слон · d8 чёрный ферзь · e8 чёрная ладья · g8 чёрный король · a7 чёрная пешка · b7 чёрная пешка · d7 чёрный конь · f7 чёрная пешка · g7 чёрный слон · h7 чёрная пешка · d6 чёрная пешка · f6 чёрный конь · g6 чёрная пешка · c5 чёрная пешка · d5 белая пешка · e4 белая пешка · c3 белый конь · a2 белая пешка · b2 белая пешка · c2 белый ферзь · d2 белый конь · e2 белый слон · f2 белая пешка · g2 белая пешка · h2 белая пешка · a1 белая ладья · c1 белый слон · f1 белая ладья · g1 белый король | a8 чёрная ладья · c8 чёрный слон · d8 чёрный ферзь · e8 чёрная ладья · g8 чёрный король · a7 чёрная пешка · b7 чёрная пешка · d7 чёрный конь · f7 чёрная пешка · g7 чёрный слон · h7 чёрная пешка · d6 чёрная пешка · f6 чёрный конь · g6 чёрная пешка · c5 чёрная пешка · d5 белая пешка · e4 белая пешка · c3 белый конь · a2 белая пешка · b2 белая пешка · c2 белый ферзь · d2 белый конь · e2 белый слон · f2 белая пешка · g2 белая пешка · h2 белая пешка · a1 белая ладья · c1 белый слон · f1 белая ладья · g1 белый король | a8 чёрная ладья · c8 чёрный слон · d8 чёрный ферзь · e8 чёрная ладья · g8 чёрный король · a7 чёрная пешка · b7 чёрная пешка · d7 чёрный конь · f7 чёрная пешка · g7 чёрный слон · h7 чёрная пешка · d6 чёрная пешка · f6 чёрный конь · g6 чёрная пешка · c5 чёрная пешка · d5 белая пешка · e4 белая пешка · c3 белый конь · a2 белая пешка · b2 белая пешка · c2 белый ферзь · d2 белый конь · e2 белый слон · f2 белая пешка · g2 белая пешка · h2 белая пешка · a1 белая ладья · c1 белый слон · f1 белая ладья · g1 белый король | a8 чёрная ладья · c8 чёрный слон · d8 чёрный ферзь · e8 чёрная ладья · g8 чёрный король · a7 чёрная пешка · b7 чёрная пешка · d7 чёрный конь · f7 чёрная пешка · g7 чёрный слон · h7 чёрная пешка · d6 чёрная пешка · f6 чёрный конь · g6 чёрная пешка · c5 чёрная пешка · d5 белая пешка · e4 белая пешка · c3 белый конь · a2 белая пешка · b2 белая пешка · c2 белый ферзь · d2 белый конь · e2 белый слон · f2 белая пешка · g2 белая пешка · h2 белая пешка · a1 белая ладья · c1 белый слон · f1 белая ладья · g1 белый король | a8 чёрная ладья · c8 чёрный слон · d8 чёрный ферзь · e8 чёрная ладья · g8 чёрный король · a7 чёрная пешка · b7 чёрная пешка · d7 чёрный конь · f7 чёрная пешка · g7 чёрный слон · h7 чёрная пешка · d6 чёрная пешка · f6 чёрный конь · g6 чёрная пешка · c5 чёрная пешка · d5 белая пешка · e4 белая пешка · c3 белый конь · a2 белая пешка · b2 белая пешка · c2 белый ферзь · d2 белый конь · e2 белый слон · f2 белая пешка · g2 белая пешка · h2 белая пешка · a1 белая ладья · c1 белый слон · f1 белая ладья · g1 белый король | 7 |
| 6 | a8 чёрная ладья · c8 чёрный слон · d8 чёрный ферзь · e8 чёрная ладья · g8 чёрный король · a7 чёрная пешка · b7 чёрная пешка · d7 чёрный конь · f7 чёрная пешка · g7 чёрный слон · h7 чёрная пешка · d6 чёрная пешка · f6 чёрный конь · g6 чёрная пешка · c5 чёрная пешка · d5 белая пешка · e4 белая пешка · c3 белый конь · a2 белая пешка · b2 белая пешка · c2 белый ферзь · d2 белый конь · e2 белый слон · f2 белая пешка · g2 белая пешка · h2 белая пешка · a1 белая ладья · c1 белый слон · f1 белая ладья · g1 белый король | a8 чёрная ладья · c8 чёрный слон · d8 чёрный ферзь · e8 чёрная ладья · g8 чёрный король · a7 чёрная пешка · b7 чёрная пешка · d7 чёрный конь · f7 чёрная пешка · g7 чёрный слон · h7 чёрная пешка · d6 чёрная пешка · f6 чёрный конь · g6 чёрная пешка · c5 чёрная пешка · d5 белая пешка · e4 белая пешка · c3 белый конь · a2 белая пешка · b2 белая пешка · c2 белый ферзь · d2 белый конь · e2 белый слон · f2 белая пешка · g2 белая пешка · h2 белая пешка · a1 белая ладья · c1 белый слон · f1 белая ладья · g1 белый король | a8 чёрная ладья · c8 чёрный слон · d8 чёрный ферзь · e8 чёрная ладья · g8 чёрный король · a7 чёрная пешка · b7 чёрная пешка · d7 чёрный конь · f7 чёрная пешка · g7 чёрный слон · h7 чёрная пешка · d6 чёрная пешка · f6 чёрный конь · g6 чёрная пешка · c5 чёрная пешка · d5 белая пешка · e4 белая пешка · c3 белый конь · a2 белая пешка · b2 белая пешка · c2 белый ферзь · d2 белый конь · e2 белый слон · f2 белая пешка · g2 белая пешка · h2 белая пешка · a1 белая ладья · c1 белый слон · f1 белая ладья · g1 белый король | a8 чёрная ладья · c8 чёрный слон · d8 чёрный ферзь · e8 чёрная ладья · g8 чёрный король · a7 чёрная пешка · b7 чёрная пешка · d7 чёрный конь · f7 чёрная пешка · g7 чёрный слон · h7 чёрная пешка · d6 чёрная пешка · f6 чёрный конь · g6 чёрная пешка · c5 чёрная пешка · d5 белая пешка · e4 белая пешка · c3 белый конь · a2 белая пешка · b2 белая пешка · c2 белый ферзь · d2 белый конь · e2 белый слон · f2 белая пешка · g2 белая пешка · h2 белая пешка · a1 белая ладья · c1 белый слон · f1 белая ладья · g1 белый король | a8 чёрная ладья · c8 чёрный слон · d8 чёрный ферзь · e8 чёрная ладья · g8 чёрный король · a7 чёрная пешка · b7 чёрная пешка · d7 чёрный конь · f7 чёрная пешка · g7 чёрный слон · h7 чёрная пешка · d6 чёрная пешка · f6 чёрный конь · g6 чёрная пешка · c5 чёрная пешка · d5 белая пешка · e4 белая пешка · c3 белый конь · a2 белая пешка · b2 белая пешка · c2 белый ферзь · d2 белый конь · e2 белый слон · f2 белая пешка · g2 белая пешка · h2 белая пешка · a1 белая ладья · c1 белый слон · f1 белая ладья · g1 белый король | a8 чёрная ладья · c8 чёрный слон · d8 чёрный ферзь · e8 чёрная ладья · g8 чёрный король · a7 чёрная пешка · b7 чёрная пешка · d7 чёрный конь · f7 чёрная пешка · g7 чёрный слон · h7 чёрная пешка · d6 чёрная пешка · f6 чёрный конь · g6 чёрная пешка · c5 чёрная пешка · d5 белая пешка · e4 белая пешка · c3 белый конь · a2 белая пешка · b2 белая пешка · c2 белый ферзь · d2 белый конь · e2 белый слон · f2 белая пешка · g2 белая пешка · h2 белая пешка · a1 белая ладья · c1 белый слон · f1 белая ладья · g1 белый король | a8 чёрная ладья · c8 чёрный слон · d8 чёрный ферзь · e8 чёрная ладья · g8 чёрный король · a7 чёрная пешка · b7 чёрная пешка · d7 чёрный конь · f7 чёрная пешка · g7 чёрный слон · h7 чёрная пешка · d6 чёрная пешка · f6 чёрный конь · g6 чёрная пешка · c5 чёрная пешка · d5 белая пешка · e4 белая пешка · c3 белый конь · a2 белая пешка · b2 белая пешка · c2 белый ферзь · d2 белый конь · e2 белый слон · f2 белая пешка · g2 белая пешка · h2 белая пешка · a1 белая ладья · c1 белый слон · f1 белая ладья · g1 белый король | a8 чёрная ладья · c8 чёрный слон · d8 чёрный ферзь · e8 чёрная ладья · g8 чёрный король · a7 чёрная пешка · b7 чёрная пешка · d7 чёрный конь · f7 чёрная пешка · g7 чёрный слон · h7 чёрная пешка · d6 чёрная пешка · f6 чёрный конь · g6 чёрная пешка · c5 чёрная пешка · d5 белая пешка · e4 белая пешка · c3 белый конь · a2 белая пешка · b2 белая пешка · c2 белый ферзь · d2 белый конь · e2 белый слон · f2 белая пешка · g2 белая пешка · h2 белая пешка · a1 белая ладья · c1 белый слон · f1 белая ладья · g1 белый король | 6 |
| 5 | a8 чёрная ладья · c8 чёрный слон · d8 чёрный ферзь · e8 чёрная ладья · g8 чёрный король · a7 чёрная пешка · b7 чёрная пешка · d7 чёрный конь · f7 чёрная пешка · g7 чёрный слон · h7 чёрная пешка · d6 чёрная пешка · f6 чёрный конь · g6 чёрная пешка · c5 чёрная пешка · d5 белая пешка · e4 белая пешка · c3 белый конь · a2 белая пешка · b2 белая пешка · c2 белый ферзь · d2 белый конь · e2 белый слон · f2 белая пешка · g2 белая пешка · h2 белая пешка · a1 белая ладья · c1 белый слон · f1 белая ладья · g1 белый король | a8 чёрная ладья · c8 чёрный слон · d8 чёрный ферзь · e8 чёрная ладья · g8 чёрный король · a7 чёрная пешка · b7 чёрная пешка · d7 чёрный конь · f7 чёрная пешка · g7 чёрный слон · h7 чёрная пешка · d6 чёрная пешка · f6 чёрный конь · g6 чёрная пешка · c5 чёрная пешка · d5 белая пешка · e4 белая пешка · c3 белый конь · a2 белая пешка · b2 белая пешка · c2 белый ферзь · d2 белый конь · e2 белый слон · f2 белая пешка · g2 белая пешка · h2 белая пешка · a1 белая ладья · c1 белый слон · f1 белая ладья · g1 белый король | a8 чёрная ладья · c8 чёрный слон · d8 чёрный ферзь · e8 чёрная ладья · g8 чёрный король · a7 чёрная пешка · b7 чёрная пешка · d7 чёрный конь · f7 чёрная пешка · g7 чёрный слон · h7 чёрная пешка · d6 чёрная пешка · f6 чёрный конь · g6 чёрная пешка · c5 чёрная пешка · d5 белая пешка · e4 белая пешка · c3 белый конь · a2 белая пешка · b2 белая пешка · c2 белый ферзь · d2 белый конь · e2 белый слон · f2 белая пешка · g2 белая пешка · h2 белая пешка · a1 белая ладья · c1 белый слон · f1 белая ладья · g1 белый король | a8 чёрная ладья · c8 чёрный слон · d8 чёрный ферзь · e8 чёрная ладья · g8 чёрный король · a7 чёрная пешка · b7 чёрная пешка · d7 чёрный конь · f7 чёрная пешка · g7 чёрный слон · h7 чёрная пешка · d6 чёрная пешка · f6 чёрный конь · g6 чёрная пешка · c5 чёрная пешка · d5 белая пешка · e4 белая пешка · c3 белый конь · a2 белая пешка · b2 белая пешка · c2 белый ферзь · d2 белый конь · e2 белый слон · f2 белая пешка · g2 белая пешка · h2 белая пешка · a1 белая ладья · c1 белый слон · f1 белая ладья · g1 белый король | a8 чёрная ладья · c8 чёрный слон · d8 чёрный ферзь · e8 чёрная ладья · g8 чёрный король · a7 чёрная пешка · b7 чёрная пешка · d7 чёрный конь · f7 чёрная пешка · g7 чёрный слон · h7 чёрная пешка · d6 чёрная пешка · f6 чёрный конь · g6 чёрная пешка · c5 чёрная пешка · d5 белая пешка · e4 белая пешка · c3 белый конь · a2 белая пешка · b2 белая пешка · c2 белый ферзь · d2 белый конь · e2 белый слон · f2 белая пешка · g2 белая пешка · h2 белая пешка · a1 белая ладья · c1 белый слон · f1 белая ладья · g1 белый король | a8 чёрная ладья · c8 чёрный слон · d8 чёрный ферзь · e8 чёрная ладья · g8 чёрный король · a7 чёрная пешка · b7 чёрная пешка · d7 чёрный конь · f7 чёрная пешка · g7 чёрный слон · h7 чёрная пешка · d6 чёрная пешка · f6 чёрный конь · g6 чёрная пешка · c5 чёрная пешка · d5 белая пешка · e4 белая пешка · c3 белый конь · a2 белая пешка · b2 белая пешка · c2 белый ферзь · d2 белый конь · e2 белый слон · f2 белая пешка · g2 белая пешка · h2 белая пешка · a1 белая ладья · c1 белый слон · f1 белая ладья · g1 белый король | a8 чёрная ладья · c8 чёрный слон · d8 чёрный ферзь · e8 чёрная ладья · g8 чёрный король · a7 чёрная пешка · b7 чёрная пешка · d7 чёрный конь · f7 чёрная пешка · g7 чёрный слон · h7 чёрная пешка · d6 чёрная пешка · f6 чёрный конь · g6 чёрная пешка · c5 чёрная пешка · d5 белая пешка · e4 белая пешка · c3 белый конь · a2 белая пешка · b2 белая пешка · c2 белый ферзь · d2 белый конь · e2 белый слон · f2 белая пешка · g2 белая пешка · h2 белая пешка · a1 белая ладья · c1 белый слон · f1 белая ладья · g1 белый король | a8 чёрная ладья · c8 чёрный слон · d8 чёрный ферзь · e8 чёрная ладья · g8 чёрный король · a7 чёрная пешка · b7 чёрная пешка · d7 чёрный конь · f7 чёрная пешка · g7 чёрный слон · h7 чёрная пешка · d6 чёрная пешка · f6 чёрный конь · g6 чёрная пешка · c5 чёрная пешка · d5 белая пешка · e4 белая пешка · c3 белый конь · a2 белая пешка · b2 белая пешка · c2 белый ферзь · d2 белый конь · e2 белый слон · f2 белая пешка · g2 белая пешка · h2 белая пешка · a1 белая ладья · c1 белый слон · f1 белая ладья · g1 белый король | 5 |
| 4 | a8 чёрная ладья · c8 чёрный слон · d8 чёрный ферзь · e8 чёрная ладья · g8 чёрный король · a7 чёрная пешка · b7 чёрная пешка · d7 чёрный конь · f7 чёрная пешка · g7 чёрный слон · h7 чёрная пешка · d6 чёрная пешка · f6 чёрный конь · g6 чёрная пешка · c5 чёрная пешка · d5 белая пешка · e4 белая пешка · c3 белый конь · a2 белая пешка · b2 белая пешка · c2 белый ферзь · d2 белый конь · e2 белый слон · f2 белая пешка · g2 белая пешка · h2 белая пешка · a1 белая ладья · c1 белый слон · f1 белая ладья · g1 белый король | a8 чёрная ладья · c8 чёрный слон · d8 чёрный ферзь · e8 чёрная ладья · g8 чёрный король · a7 чёрная пешка · b7 чёрная пешка · d7 чёрный конь · f7 чёрная пешка · g7 чёрный слон · h7 чёрная пешка · d6 чёрная пешка · f6 чёрный конь · g6 чёрная пешка · c5 чёрная пешка · d5 белая пешка · e4 белая пешка · c3 белый конь · a2 белая пешка · b2 белая пешка · c2 белый ферзь · d2 белый конь · e2 белый слон · f2 белая пешка · g2 белая пешка · h2 белая пешка · a1 белая ладья · c1 белый слон · f1 белая ладья · g1 белый король | a8 чёрная ладья · c8 чёрный слон · d8 чёрный ферзь · e8 чёрная ладья · g8 чёрный король · a7 чёрная пешка · b7 чёрная пешка · d7 чёрный конь · f7 чёрная пешка · g7 чёрный слон · h7 чёрная пешка · d6 чёрная пешка · f6 чёрный конь · g6 чёрная пешка · c5 чёрная пешка · d5 белая пешка · e4 белая пешка · c3 белый конь · a2 белая пешка · b2 белая пешка · c2 белый ферзь · d2 белый конь · e2 белый слон · f2 белая пешка · g2 белая пешка · h2 белая пешка · a1 белая ладья · c1 белый слон · f1 белая ладья · g1 белый король | a8 чёрная ладья · c8 чёрный слон · d8 чёрный ферзь · e8 чёрная ладья · g8 чёрный король · a7 чёрная пешка · b7 чёрная пешка · d7 чёрный конь · f7 чёрная пешка · g7 чёрный слон · h7 чёрная пешка · d6 чёрная пешка · f6 чёрный конь · g6 чёрная пешка · c5 чёрная пешка · d5 белая пешка · e4 белая пешка · c3 белый конь · a2 белая пешка · b2 белая пешка · c2 белый ферзь · d2 белый конь · e2 белый слон · f2 белая пешка · g2 белая пешка · h2 белая пешка · a1 белая ладья · c1 белый слон · f1 белая ладья · g1 белый король | a8 чёрная ладья · c8 чёрный слон · d8 чёрный ферзь · e8 чёрная ладья · g8 чёрный король · a7 чёрная пешка · b7 чёрная пешка · d7 чёрный конь · f7 чёрная пешка · g7 чёрный слон · h7 чёрная пешка · d6 чёрная пешка · f6 чёрный конь · g6 чёрная пешка · c5 чёрная пешка · d5 белая пешка · e4 белая пешка · c3 белый конь · a2 белая пешка · b2 белая пешка · c2 белый ферзь · d2 белый конь · e2 белый слон · f2 белая пешка · g2 белая пешка · h2 белая пешка · a1 белая ладья · c1 белый слон · f1 белая ладья · g1 белый король | a8 чёрная ладья · c8 чёрный слон · d8 чёрный ферзь · e8 чёрная ладья · g8 чёрный король · a7 чёрная пешка · b7 чёрная пешка · d7 чёрный конь · f7 чёрная пешка · g7 чёрный слон · h7 чёрная пешка · d6 чёрная пешка · f6 чёрный конь · g6 чёрная пешка · c5 чёрная пешка · d5 белая пешка · e4 белая пешка · c3 белый конь · a2 белая пешка · b2 белая пешка · c2 белый ферзь · d2 белый конь · e2 белый слон · f2 белая пешка · g2 белая пешка · h2 белая пешка · a1 белая ладья · c1 белый слон · f1 белая ладья · g1 белый король | a8 чёрная ладья · c8 чёрный слон · d8 чёрный ферзь · e8 чёрная ладья · g8 чёрный король · a7 чёрная пешка · b7 чёрная пешка · d7 чёрный конь · f7 чёрная пешка · g7 чёрный слон · h7 чёрная пешка · d6 чёрная пешка · f6 чёрный конь · g6 чёрная пешка · c5 чёрная пешка · d5 белая пешка · e4 белая пешка · c3 белый конь · a2 белая пешка · b2 белая пешка · c2 белый ферзь · d2 белый конь · e2 белый слон · f2 белая пешка · g2 белая пешка · h2 белая пешка · a1 белая ладья · c1 белый слон · f1 белая ладья · g1 белый король | a8 чёрная ладья · c8 чёрный слон · d8 чёрный ферзь · e8 чёрная ладья · g8 чёрный король · a7 чёрная пешка · b7 чёрная пешка · d7 чёрный конь · f7 чёрная пешка · g7 чёрный слон · h7 чёрная пешка · d6 чёрная пешка · f6 чёрный конь · g6 чёрная пешка · c5 чёрная пешка · d5 белая пешка · e4 белая пешка · c3 белый конь · a2 белая пешка · b2 белая пешка · c2 белый ферзь · d2 белый конь · e2 белый слон · f2 белая пешка · g2 белая пешка · h2 белая пешка · a1 белая ладья · c1 белый слон · f1 белая ладья · g1 белый король | 4 |
| 3 | a8 чёрная ладья · c8 чёрный слон · d8 чёрный ферзь · e8 чёрная ладья · g8 чёрный король · a7 чёрная пешка · b7 чёрная пешка · d7 чёрный конь · f7 чёрная пешка · g7 чёрный слон · h7 чёрная пешка · d6 чёрная пешка · f6 чёрный конь · g6 чёрная пешка · c5 чёрная пешка · d5 белая пешка · e4 белая пешка · c3 белый конь · a2 белая пешка · b2 белая пешка · c2 белый ферзь · d2 белый конь · e2 белый слон · f2 белая пешка · g2 белая пешка · h2 белая пешка · a1 белая ладья · c1 белый слон · f1 белая ладья · g1 белый король | a8 чёрная ладья · c8 чёрный слон · d8 чёрный ферзь · e8 чёрная ладья · g8 чёрный король · a7 чёрная пешка · b7 чёрная пешка · d7 чёрный конь · f7 чёрная пешка · g7 чёрный слон · h7 чёрная пешка · d6 чёрная пешка · f6 чёрный конь · g6 чёрная пешка · c5 чёрная пешка · d5 белая пешка · e4 белая пешка · c3 белый конь · a2 белая пешка · b2 белая пешка · c2 белый ферзь · d2 белый конь · e2 белый слон · f2 белая пешка · g2 белая пешка · h2 белая пешка · a1 белая ладья · c1 белый слон · f1 белая ладья · g1 белый король | a8 чёрная ладья · c8 чёрный слон · d8 чёрный ферзь · e8 чёрная ладья · g8 чёрный король · a7 чёрная пешка · b7 чёрная пешка · d7 чёрный конь · f7 чёрная пешка · g7 чёрный слон · h7 чёрная пешка · d6 чёрная пешка · f6 чёрный конь · g6 чёрная пешка · c5 чёрная пешка · d5 белая пешка · e4 белая пешка · c3 белый конь · a2 белая пешка · b2 белая пешка · c2 белый ферзь · d2 белый конь · e2 белый слон · f2 белая пешка · g2 белая пешка · h2 белая пешка · a1 белая ладья · c1 белый слон · f1 белая ладья · g1 белый король | a8 чёрная ладья · c8 чёрный слон · d8 чёрный ферзь · e8 чёрная ладья · g8 чёрный король · a7 чёрная пешка · b7 чёрная пешка · d7 чёрный конь · f7 чёрная пешка · g7 чёрный слон · h7 чёрная пешка · d6 чёрная пешка · f6 чёрный конь · g6 чёрная пешка · c5 чёрная пешка · d5 белая пешка · e4 белая пешка · c3 белый конь · a2 белая пешка · b2 белая пешка · c2 белый ферзь · d2 белый конь · e2 белый слон · f2 белая пешка · g2 белая пешка · h2 белая пешка · a1 белая ладья · c1 белый слон · f1 белая ладья · g1 белый король | a8 чёрная ладья · c8 чёрный слон · d8 чёрный ферзь · e8 чёрная ладья · g8 чёрный король · a7 чёрная пешка · b7 чёрная пешка · d7 чёрный конь · f7 чёрная пешка · g7 чёрный слон · h7 чёрная пешка · d6 чёрная пешка · f6 чёрный конь · g6 чёрная пешка · c5 чёрная пешка · d5 белая пешка · e4 белая пешка · c3 белый конь · a2 белая пешка · b2 белая пешка · c2 белый ферзь · d2 белый конь · e2 белый слон · f2 белая пешка · g2 белая пешка · h2 белая пешка · a1 белая ладья · c1 белый слон · f1 белая ладья · g1 белый король | a8 чёрная ладья · c8 чёрный слон · d8 чёрный ферзь · e8 чёрная ладья · g8 чёрный король · a7 чёрная пешка · b7 чёрная пешка · d7 чёрный конь · f7 чёрная пешка · g7 чёрный слон · h7 чёрная пешка · d6 чёрная пешка · f6 чёрный конь · g6 чёрная пешка · c5 чёрная пешка · d5 белая пешка · e4 белая пешка · c3 белый конь · a2 белая пешка · b2 белая пешка · c2 белый ферзь · d2 белый конь · e2 белый слон · f2 белая пешка · g2 белая пешка · h2 белая пешка · a1 белая ладья · c1 белый слон · f1 белая ладья · g1 белый король | a8 чёрная ладья · c8 чёрный слон · d8 чёрный ферзь · e8 чёрная ладья · g8 чёрный король · a7 чёрная пешка · b7 чёрная пешка · d7 чёрный конь · f7 чёрная пешка · g7 чёрный слон · h7 чёрная пешка · d6 чёрная пешка · f6 чёрный конь · g6 чёрная пешка · c5 чёрная пешка · d5 белая пешка · e4 белая пешка · c3 белый конь · a2 белая пешка · b2 белая пешка · c2 белый ферзь · d2 белый конь · e2 белый слон · f2 белая пешка · g2 белая пешка · h2 белая пешка · a1 белая ладья · c1 белый слон · f1 белая ладья · g1 белый король | a8 чёрная ладья · c8 чёрный слон · d8 чёрный ферзь · e8 чёрная ладья · g8 чёрный король · a7 чёрная пешка · b7 чёрная пешка · d7 чёрный конь · f7 чёрная пешка · g7 чёрный слон · h7 чёрная пешка · d6 чёрная пешка · f6 чёрный конь · g6 чёрная пешка · c5 чёрная пешка · d5 белая пешка · e4 белая пешка · c3 белый конь · a2 белая пешка · b2 белая пешка · c2 белый ферзь · d2 белый конь · e2 белый слон · f2 белая пешка · g2 белая пешка · h2 белая пешка · a1 белая ладья · c1 белый слон · f1 белая ладья · g1 белый король | 3 |
| 2 | a8 чёрная ладья · c8 чёрный слон · d8 чёрный ферзь · e8 чёрная ладья · g8 чёрный король · a7 чёрная пешка · b7 чёрная пешка · d7 чёрный конь · f7 чёрная пешка · g7 чёрный слон · h7 чёрная пешка · d6 чёрная пешка · f6 чёрный конь · g6 чёрная пешка · c5 чёрная пешка · d5 белая пешка · e4 белая пешка · c3 белый конь · a2 белая пешка · b2 белая пешка · c2 белый ферзь · d2 белый конь · e2 белый слон · f2 белая пешка · g2 белая пешка · h2 белая пешка · a1 белая ладья · c1 белый слон · f1 белая ладья · g1 белый король | a8 чёрная ладья · c8 чёрный слон · d8 чёрный ферзь · e8 чёрная ладья · g8 чёрный король · a7 чёрная пешка · b7 чёрная пешка · d7 чёрный конь · f7 чёрная пешка · g7 чёрный слон · h7 чёрная пешка · d6 чёрная пешка · f6 чёрный конь · g6 чёрная пешка · c5 чёрная пешка · d5 белая пешка · e4 белая пешка · c3 белый конь · a2 белая пешка · b2 белая пешка · c2 белый ферзь · d2 белый конь · e2 белый слон · f2 белая пешка · g2 белая пешка · h2 белая пешка · a1 белая ладья · c1 белый слон · f1 белая ладья · g1 белый король | a8 чёрная ладья · c8 чёрный слон · d8 чёрный ферзь · e8 чёрная ладья · g8 чёрный король · a7 чёрная пешка · b7 чёрная пешка · d7 чёрный конь · f7 чёрная пешка · g7 чёрный слон · h7 чёрная пешка · d6 чёрная пешка · f6 чёрный конь · g6 чёрная пешка · c5 чёрная пешка · d5 белая пешка · e4 белая пешка · c3 белый конь · a2 белая пешка · b2 белая пешка · c2 белый ферзь · d2 белый конь · e2 белый слон · f2 белая пешка · g2 белая пешка · h2 белая пешка · a1 белая ладья · c1 белый слон · f1 белая ладья · g1 белый король | a8 чёрная ладья · c8 чёрный слон · d8 чёрный ферзь · e8 чёрная ладья · g8 чёрный король · a7 чёрная пешка · b7 чёрная пешка · d7 чёрный конь · f7 чёрная пешка · g7 чёрный слон · h7 чёрная пешка · d6 чёрная пешка · f6 чёрный конь · g6 чёрная пешка · c5 чёрная пешка · d5 белая пешка · e4 белая пешка · c3 белый конь · a2 белая пешка · b2 белая пешка · c2 белый ферзь · d2 белый конь · e2 белый слон · f2 белая пешка · g2 белая пешка · h2 белая пешка · a1 белая ладья · c1 белый слон · f1 белая ладья · g1 белый король | a8 чёрная ладья · c8 чёрный слон · d8 чёрный ферзь · e8 чёрная ладья · g8 чёрный король · a7 чёрная пешка · b7 чёрная пешка · d7 чёрный конь · f7 чёрная пешка · g7 чёрный слон · h7 чёрная пешка · d6 чёрная пешка · f6 чёрный конь · g6 чёрная пешка · c5 чёрная пешка · d5 белая пешка · e4 белая пешка · c3 белый конь · a2 белая пешка · b2 белая пешка · c2 белый ферзь · d2 белый конь · e2 белый слон · f2 белая пешка · g2 белая пешка · h2 белая пешка · a1 белая ладья · c1 белый слон · f1 белая ладья · g1 белый король | a8 чёрная ладья · c8 чёрный слон · d8 чёрный ферзь · e8 чёрная ладья · g8 чёрный король · a7 чёрная пешка · b7 чёрная пешка · d7 чёрный конь · f7 чёрная пешка · g7 чёрный слон · h7 чёрная пешка · d6 чёрная пешка · f6 чёрный конь · g6 чёрная пешка · c5 чёрная пешка · d5 белая пешка · e4 белая пешка · c3 белый конь · a2 белая пешка · b2 белая пешка · c2 белый ферзь · d2 белый конь · e2 белый слон · f2 белая пешка · g2 белая пешка · h2 белая пешка · a1 белая ладья · c1 белый слон · f1 белая ладья · g1 белый король | a8 чёрная ладья · c8 чёрный слон · d8 чёрный ферзь · e8 чёрная ладья · g8 чёрный король · a7 чёрная пешка · b7 чёрная пешка · d7 чёрный конь · f7 чёрная пешка · g7 чёрный слон · h7 чёрная пешка · d6 чёрная пешка · f6 чёрный конь · g6 чёрная пешка · c5 чёрная пешка · d5 белая пешка · e4 белая пешка · c3 белый конь · a2 белая пешка · b2 белая пешка · c2 белый ферзь · d2 белый конь · e2 белый слон · f2 белая пешка · g2 белая пешка · h2 белая пешка · a1 белая ладья · c1 белый слон · f1 белая ладья · g1 белый король | a8 чёрная ладья · c8 чёрный слон · d8 чёрный ферзь · e8 чёрная ладья · g8 чёрный король · a7 чёрная пешка · b7 чёрная пешка · d7 чёрный конь · f7 чёрная пешка · g7 чёрный слон · h7 чёрная пешка · d6 чёрная пешка · f6 чёрный конь · g6 чёрная пешка · c5 чёрная пешка · d5 белая пешка · e4 белая пешка · c3 белый конь · a2 белая пешка · b2 белая пешка · c2 белый ферзь · d2 белый конь · e2 белый слон · f2 белая пешка · g2 белая пешка · h2 белая пешка · a1 белая ладья · c1 белый слон · f1 белая ладья · g1 белый король | 2 |
| 1 | a8 чёрная ладья · c8 чёрный слон · d8 чёрный ферзь · e8 чёрная ладья · g8 чёрный король · a7 чёрная пешка · b7 чёрная пешка · d7 чёрный конь · f7 чёрная пешка · g7 чёрный слон · h7 чёрная пешка · d6 чёрная пешка · f6 чёрный конь · g6 чёрная пешка · c5 чёрная пешка · d5 белая пешка · e4 белая пешка · c3 белый конь · a2 белая пешка · b2 белая пешка · c2 белый ферзь · d2 белый конь · e2 белый слон · f2 белая пешка · g2 белая пешка · h2 белая пешка · a1 белая ладья · c1 белый слон · f1 белая ладья · g1 белый король | a8 чёрная ладья · c8 чёрный слон · d8 чёрный ферзь · e8 чёрная ладья · g8 чёрный король · a7 чёрная пешка · b7 чёрная пешка · d7 чёрный конь · f7 чёрная пешка · g7 чёрный слон · h7 чёрная пешка · d6 чёрная пешка · f6 чёрный конь · g6 чёрная пешка · c5 чёрная пешка · d5 белая пешка · e4 белая пешка · c3 белый конь · a2 белая пешка · b2 белая пешка · c2 белый ферзь · d2 белый конь · e2 белый слон · f2 белая пешка · g2 белая пешка · h2 белая пешка · a1 белая ладья · c1 белый слон · f1 белая ладья · g1 белый король | a8 чёрная ладья · c8 чёрный слон · d8 чёрный ферзь · e8 чёрная ладья · g8 чёрный король · a7 чёрная пешка · b7 чёрная пешка · d7 чёрный конь · f7 чёрная пешка · g7 чёрный слон · h7 чёрная пешка · d6 чёрная пешка · f6 чёрный конь · g6 чёрная пешка · c5 чёрная пешка · d5 белая пешка · e4 белая пешка · c3 белый конь · a2 белая пешка · b2 белая пешка · c2 белый ферзь · d2 белый конь · e2 белый слон · f2 белая пешка · g2 белая пешка · h2 белая пешка · a1 белая ладья · c1 белый слон · f1 белая ладья · g1 белый король | a8 чёрная ладья · c8 чёрный слон · d8 чёрный ферзь · e8 чёрная ладья · g8 чёрный король · a7 чёрная пешка · b7 чёрная пешка · d7 чёрный конь · f7 чёрная пешка · g7 чёрный слон · h7 чёрная пешка · d6 чёрная пешка · f6 чёрный конь · g6 чёрная пешка · c5 чёрная пешка · d5 белая пешка · e4 белая пешка · c3 белый конь · a2 белая пешка · b2 белая пешка · c2 белый ферзь · d2 белый конь · e2 белый слон · f2 белая пешка · g2 белая пешка · h2 белая пешка · a1 белая ладья · c1 белый слон · f1 белая ладья · g1 белый король | a8 чёрная ладья · c8 чёрный слон · d8 чёрный ферзь · e8 чёрная ладья · g8 чёрный король · a7 чёрная пешка · b7 чёрная пешка · d7 чёрный конь · f7 чёрная пешка · g7 чёрный слон · h7 чёрная пешка · d6 чёрная пешка · f6 чёрный конь · g6 чёрная пешка · c5 чёрная пешка · d5 белая пешка · e4 белая пешка · c3 белый конь · a2 белая пешка · b2 белая пешка · c2 белый ферзь · d2 белый конь · e2 белый слон · f2 белая пешка · g2 белая пешка · h2 белая пешка · a1 белая ладья · c1 белый слон · f1 белая ладья · g1 белый король | a8 чёрная ладья · c8 чёрный слон · d8 чёрный ферзь · e8 чёрная ладья · g8 чёрный король · a7 чёрная пешка · b7 чёрная пешка · d7 чёрный конь · f7 чёрная пешка · g7 чёрный слон · h7 чёрная пешка · d6 чёрная пешка · f6 чёрный конь · g6 чёрная пешка · c5 чёрная пешка · d5 белая пешка · e4 белая пешка · c3 белый конь · a2 белая пешка · b2 белая пешка · c2 белый ферзь · d2 белый конь · e2 белый слон · f2 белая пешка · g2 белая пешка · h2 белая пешка · a1 белая ладья · c1 белый слон · f1 белая ладья · g1 белый король | a8 чёрная ладья · c8 чёрный слон · d8 чёрный ферзь · e8 чёрная ладья · g8 чёрный король · a7 чёрная пешка · b7 чёрная пешка · d7 чёрный конь · f7 чёрная пешка · g7 чёрный слон · h7 чёрная пешка · d6 чёрная пешка · f6 чёрный конь · g6 чёрная пешка · c5 чёрная пешка · d5 белая пешка · e4 белая пешка · c3 белый конь · a2 белая пешка · b2 белая пешка · c2 белый ферзь · d2 белый конь · e2 белый слон · f2 белая пешка · g2 белая пешка · h2 белая пешка · a1 белая ладья · c1 белый слон · f1 белая ладья · g1 белый король | a8 чёрная ладья · c8 чёрный слон · d8 чёрный ферзь · e8 чёрная ладья · g8 чёрный король · a7 чёрная пешка · b7 чёрная пешка · d7 чёрный конь · f7 чёрная пешка · g7 чёрный слон · h7 чёрная пешка · d6 чёрная пешка · f6 чёрный конь · g6 чёрная пешка · c5 чёрная пешка · d5 белая пешка · e4 белая пешка · c3 белый конь · a2 белая пешка · b2 белая пешка · c2 белый ферзь · d2 белый конь · e2 белый слон · f2 белая пешка · g2 белая пешка · h2 белая пешка · a1 белая ладья · c1 белый слон · f1 белая ладья · g1 белый король | 1 |
|   | a | b | c | d | e | f | g | h |   |

В третьей партии матча 1972 года, где Фишер снова играл чёрными, была разыграна защита Бенони. После 1. d4 Kf6 2. c4 e6 3. Kf3 c5 4. d5 ed 5. cd d6 6. Кc3 g6 7. Кd2 Кbd7 8. e4 Сg7 9. Сe2 O-O 10. O-O Лe8 11. Фc2 Фишер продемонстрировал отличное интуитивное понимание позиции, сыграв 11. … Кh5!. Этот психологически сильнейший ход позволял белым расстроить пешечные структуры чёрных на королевском фланге и выглядел поэтому как минимум странным, однако Фишер предполагал, что его атака на королевском фланге позволит ему иметь хорошую контригру, и не ошибся — угрозы чёрных на королевском фланге позволили получить преимущество. В итоге вся партия прошла под диктовку чёрных.
Борис Спасский продолжил партию в том же пассивном стиле, в котором он играл первую партию (и которым характеризовалась практически вся его игра с того времени, как он стал чемпионом мира). Он проиграл третью партию после 12. C:h5 gh 13. Кc4 Кe5 14. Кe3 Фh4 15. Сd2 Кg4 16. К:g4 hg 17. Сf4 Фf6 18. g3 Сd7 19. a4 b6 20. Лfe1 a6 21. Лe2 b5 22. Лae1 Фg6 23. b3 Лe7 24. Фd3 Лb8 25. ab ab 26. b4 c4 27. Фd2 Лbe8 28. Лe3 h5 29. Л3e2 Крh7 30. Лe3 Крg8 31. Л3e2 С:c3! 32. Ф:c3 Л:e4 33. Л:e4 Л:e4 34. Л:e4 Ф:e4 35. Сh6 Фg6 36. Сc1 Фb1 37. Крf1 Сf5 38. Кре2 Фe4+ 39. Фe3 Фc2+ 40. Фd2 Фb3 41. Фd4 Сd3+. 0-1 Белые сдались.
|   | a | b | c | d | e | f | g | h |   |
| - | --- | --- | --- | --- | --- | --- | --- | --- | - |
| 8 | f8 чёрный король · d7 чёрный слон · g7 чёрная пешка · b6 чёрная пешка · g6 чёрный ферзь · h6 чёрная пешка · a5 чёрная пешка · c5 чёрная пешка · d5 белая пешка · e5 чёрная пешка · g5 чёрная пешка · a4 белая пешка · c4 белая пешка · e4 белая пешка · f4 чёрный конь · c3 белая пешка · d3 белый ферзь · g2 белая пешка · h2 белая пешка · d1 белый слон · e1 белый слон · g1 белый король | f8 чёрный король · d7 чёрный слон · g7 чёрная пешка · b6 чёрная пешка · g6 чёрный ферзь · h6 чёрная пешка · a5 чёрная пешка · c5 чёрная пешка · d5 белая пешка · e5 чёрная пешка · g5 чёрная пешка · a4 белая пешка · c4 белая пешка · e4 белая пешка · f4 чёрный конь · c3 белая пешка · d3 белый ферзь · g2 белая пешка · h2 белая пешка · d1 белый слон · e1 белый слон · g1 белый король | f8 чёрный король · d7 чёрный слон · g7 чёрная пешка · b6 чёрная пешка · g6 чёрный ферзь · h6 чёрная пешка · a5 чёрная пешка · c5 чёрная пешка · d5 белая пешка · e5 чёрная пешка · g5 чёрная пешка · a4 белая пешка · c4 белая пешка · e4 белая пешка · f4 чёрный конь · c3 белая пешка · d3 белый ферзь · g2 белая пешка · h2 белая пешка · d1 белый слон · e1 белый слон · g1 белый король | f8 чёрный король · d7 чёрный слон · g7 чёрная пешка · b6 чёрная пешка · g6 чёрный ферзь · h6 чёрная пешка · a5 чёрная пешка · c5 чёрная пешка · d5 белая пешка · e5 чёрная пешка · g5 чёрная пешка · a4 белая пешка · c4 белая пешка · e4 белая пешка · f4 чёрный конь · c3 белая пешка · d3 белый ферзь · g2 белая пешка · h2 белая пешка · d1 белый слон · e1 белый слон · g1 белый король | f8 чёрный король · d7 чёрный слон · g7 чёрная пешка · b6 чёрная пешка · g6 чёрный ферзь · h6 чёрная пешка · a5 чёрная пешка · c5 чёрная пешка · d5 белая пешка · e5 чёрная пешка · g5 чёрная пешка · a4 белая пешка · c4 белая пешка · e4 белая пешка · f4 чёрный конь · c3 белая пешка · d3 белый ферзь · g2 белая пешка · h2 белая пешка · d1 белый слон · e1 белый слон · g1 белый король | f8 чёрный король · d7 чёрный слон · g7 чёрная пешка · b6 чёрная пешка · g6 чёрный ферзь · h6 чёрная пешка · a5 чёрная пешка · c5 чёрная пешка · d5 белая пешка · e5 чёрная пешка · g5 чёрная пешка · a4 белая пешка · c4 белая пешка · e4 белая пешка · f4 чёрный конь · c3 белая пешка · d3 белый ферзь · g2 белая пешка · h2 белая пешка · d1 белый слон · e1 белый слон · g1 белый король | f8 чёрный король · d7 чёрный слон · g7 чёрная пешка · b6 чёрная пешка · g6 чёрный ферзь · h6 чёрная пешка · a5 чёрная пешка · c5 чёрная пешка · d5 белая пешка · e5 чёрная пешка · g5 чёрная пешка · a4 белая пешка · c4 белая пешка · e4 белая пешка · f4 чёрный конь · c3 белая пешка · d3 белый ферзь · g2 белая пешка · h2 белая пешка · d1 белый слон · e1 белый слон · g1 белый король | f8 чёрный король · d7 чёрный слон · g7 чёрная пешка · b6 чёрная пешка · g6 чёрный ферзь · h6 чёрная пешка · a5 чёрная пешка · c5 чёрная пешка · d5 белая пешка · e5 чёрная пешка · g5 чёрная пешка · a4 белая пешка · c4 белая пешка · e4 белая пешка · f4 чёрный конь · c3 белая пешка · d3 белый ферзь · g2 белая пешка · h2 белая пешка · d1 белый слон · e1 белый слон · g1 белый король | 8 |
| 7 | f8 чёрный король · d7 чёрный слон · g7 чёрная пешка · b6 чёрная пешка · g6 чёрный ферзь · h6 чёрная пешка · a5 чёрная пешка · c5 чёрная пешка · d5 белая пешка · e5 чёрная пешка · g5 чёрная пешка · a4 белая пешка · c4 белая пешка · e4 белая пешка · f4 чёрный конь · c3 белая пешка · d3 белый ферзь · g2 белая пешка · h2 белая пешка · d1 белый слон · e1 белый слон · g1 белый король | f8 чёрный король · d7 чёрный слон · g7 чёрная пешка · b6 чёрная пешка · g6 чёрный ферзь · h6 чёрная пешка · a5 чёрная пешка · c5 чёрная пешка · d5 белая пешка · e5 чёрная пешка · g5 чёрная пешка · a4 белая пешка · c4 белая пешка · e4 белая пешка · f4 чёрный конь · c3 белая пешка · d3 белый ферзь · g2 белая пешка · h2 белая пешка · d1 белый слон · e1 белый слон · g1 белый король | f8 чёрный король · d7 чёрный слон · g7 чёрная пешка · b6 чёрная пешка · g6 чёрный ферзь · h6 чёрная пешка · a5 чёрная пешка · c5 чёрная пешка · d5 белая пешка · e5 чёрная пешка · g5 чёрная пешка · a4 белая пешка · c4 белая пешка · e4 белая пешка · f4 чёрный конь · c3 белая пешка · d3 белый ферзь · g2 белая пешка · h2 белая пешка · d1 белый слон · e1 белый слон · g1 белый король | f8 чёрный король · d7 чёрный слон · g7 чёрная пешка · b6 чёрная пешка · g6 чёрный ферзь · h6 чёрная пешка · a5 чёрная пешка · c5 чёрная пешка · d5 белая пешка · e5 чёрная пешка · g5 чёрная пешка · a4 белая пешка · c4 белая пешка · e4 белая пешка · f4 чёрный конь · c3 белая пешка · d3 белый ферзь · g2 белая пешка · h2 белая пешка · d1 белый слон · e1 белый слон · g1 белый король | f8 чёрный король · d7 чёрный слон · g7 чёрная пешка · b6 чёрная пешка · g6 чёрный ферзь · h6 чёрная пешка · a5 чёрная пешка · c5 чёрная пешка · d5 белая пешка · e5 чёрная пешка · g5 чёрная пешка · a4 белая пешка · c4 белая пешка · e4 белая пешка · f4 чёрный конь · c3 белая пешка · d3 белый ферзь · g2 белая пешка · h2 белая пешка · d1 белый слон · e1 белый слон · g1 белый король | f8 чёрный король · d7 чёрный слон · g7 чёрная пешка · b6 чёрная пешка · g6 чёрный ферзь · h6 чёрная пешка · a5 чёрная пешка · c5 чёрная пешка · d5 белая пешка · e5 чёрная пешка · g5 чёрная пешка · a4 белая пешка · c4 белая пешка · e4 белая пешка · f4 чёрный конь · c3 белая пешка · d3 белый ферзь · g2 белая пешка · h2 белая пешка · d1 белый слон · e1 белый слон · g1 белый король | f8 чёрный король · d7 чёрный слон · g7 чёрная пешка · b6 чёрная пешка · g6 чёрный ферзь · h6 чёрная пешка · a5 чёрная пешка · c5 чёрная пешка · d5 белая пешка · e5 чёрная пешка · g5 чёрная пешка · a4 белая пешка · c4 белая пешка · e4 белая пешка · f4 чёрный конь · c3 белая пешка · d3 белый ферзь · g2 белая пешка · h2 белая пешка · d1 белый слон · e1 белый слон · g1 белый король | f8 чёрный король · d7 чёрный слон · g7 чёрная пешка · b6 чёрная пешка · g6 чёрный ферзь · h6 чёрная пешка · a5 чёрная пешка · c5 чёрная пешка · d5 белая пешка · e5 чёрная пешка · g5 чёрная пешка · a4 белая пешка · c4 белая пешка · e4 белая пешка · f4 чёрный конь · c3 белая пешка · d3 белый ферзь · g2 белая пешка · h2 белая пешка · d1 белый слон · e1 белый слон · g1 белый король | 7 |
| 6 | f8 чёрный король · d7 чёрный слон · g7 чёрная пешка · b6 чёрная пешка · g6 чёрный ферзь · h6 чёрная пешка · a5 чёрная пешка · c5 чёрная пешка · d5 белая пешка · e5 чёрная пешка · g5 чёрная пешка · a4 белая пешка · c4 белая пешка · e4 белая пешка · f4 чёрный конь · c3 белая пешка · d3 белый ферзь · g2 белая пешка · h2 белая пешка · d1 белый слон · e1 белый слон · g1 белый король | f8 чёрный король · d7 чёрный слон · g7 чёрная пешка · b6 чёрная пешка · g6 чёрный ферзь · h6 чёрная пешка · a5 чёрная пешка · c5 чёрная пешка · d5 белая пешка · e5 чёрная пешка · g5 чёрная пешка · a4 белая пешка · c4 белая пешка · e4 белая пешка · f4 чёрный конь · c3 белая пешка · d3 белый ферзь · g2 белая пешка · h2 белая пешка · d1 белый слон · e1 белый слон · g1 белый король | f8 чёрный король · d7 чёрный слон · g7 чёрная пешка · b6 чёрная пешка · g6 чёрный ферзь · h6 чёрная пешка · a5 чёрная пешка · c5 чёрная пешка · d5 белая пешка · e5 чёрная пешка · g5 чёрная пешка · a4 белая пешка · c4 белая пешка · e4 белая пешка · f4 чёрный конь · c3 белая пешка · d3 белый ферзь · g2 белая пешка · h2 белая пешка · d1 белый слон · e1 белый слон · g1 белый король | f8 чёрный король · d7 чёрный слон · g7 чёрная пешка · b6 чёрная пешка · g6 чёрный ферзь · h6 чёрная пешка · a5 чёрная пешка · c5 чёрная пешка · d5 белая пешка · e5 чёрная пешка · g5 чёрная пешка · a4 белая пешка · c4 белая пешка · e4 белая пешка · f4 чёрный конь · c3 белая пешка · d3 белый ферзь · g2 белая пешка · h2 белая пешка · d1 белый слон · e1 белый слон · g1 белый король | f8 чёрный король · d7 чёрный слон · g7 чёрная пешка · b6 чёрная пешка · g6 чёрный ферзь · h6 чёрная пешка · a5 чёрная пешка · c5 чёрная пешка · d5 белая пешка · e5 чёрная пешка · g5 чёрная пешка · a4 белая пешка · c4 белая пешка · e4 белая пешка · f4 чёрный конь · c3 белая пешка · d3 белый ферзь · g2 белая пешка · h2 белая пешка · d1 белый слон · e1 белый слон · g1 белый король | f8 чёрный король · d7 чёрный слон · g7 чёрная пешка · b6 чёрная пешка · g6 чёрный ферзь · h6 чёрная пешка · a5 чёрная пешка · c5 чёрная пешка · d5 белая пешка · e5 чёрная пешка · g5 чёрная пешка · a4 белая пешка · c4 белая пешка · e4 белая пешка · f4 чёрный конь · c3 белая пешка · d3 белый ферзь · g2 белая пешка · h2 белая пешка · d1 белый слон · e1 белый слон · g1 белый король | f8 чёрный король · d7 чёрный слон · g7 чёрная пешка · b6 чёрная пешка · g6 чёрный ферзь · h6 чёрная пешка · a5 чёрная пешка · c5 чёрная пешка · d5 белая пешка · e5 чёрная пешка · g5 чёрная пешка · a4 белая пешка · c4 белая пешка · e4 белая пешка · f4 чёрный конь · c3 белая пешка · d3 белый ферзь · g2 белая пешка · h2 белая пешка · d1 белый слон · e1 белый слон · g1 белый король | f8 чёрный король · d7 чёрный слон · g7 чёрная пешка · b6 чёрная пешка · g6 чёрный ферзь · h6 чёрная пешка · a5 чёрная пешка · c5 чёрная пешка · d5 белая пешка · e5 чёрная пешка · g5 чёрная пешка · a4 белая пешка · c4 белая пешка · e4 белая пешка · f4 чёрный конь · c3 белая пешка · d3 белый ферзь · g2 белая пешка · h2 белая пешка · d1 белый слон · e1 белый слон · g1 белый король | 6 |
| 5 | f8 чёрный король · d7 чёрный слон · g7 чёрная пешка · b6 чёрная пешка · g6 чёрный ферзь · h6 чёрная пешка · a5 чёрная пешка · c5 чёрная пешка · d5 белая пешка · e5 чёрная пешка · g5 чёрная пешка · a4 белая пешка · c4 белая пешка · e4 белая пешка · f4 чёрный конь · c3 белая пешка · d3 белый ферзь · g2 белая пешка · h2 белая пешка · d1 белый слон · e1 белый слон · g1 белый король | f8 чёрный король · d7 чёрный слон · g7 чёрная пешка · b6 чёрная пешка · g6 чёрный ферзь · h6 чёрная пешка · a5 чёрная пешка · c5 чёрная пешка · d5 белая пешка · e5 чёрная пешка · g5 чёрная пешка · a4 белая пешка · c4 белая пешка · e4 белая пешка · f4 чёрный конь · c3 белая пешка · d3 белый ферзь · g2 белая пешка · h2 белая пешка · d1 белый слон · e1 белый слон · g1 белый король | f8 чёрный король · d7 чёрный слон · g7 чёрная пешка · b6 чёрная пешка · g6 чёрный ферзь · h6 чёрная пешка · a5 чёрная пешка · c5 чёрная пешка · d5 белая пешка · e5 чёрная пешка · g5 чёрная пешка · a4 белая пешка · c4 белая пешка · e4 белая пешка · f4 чёрный конь · c3 белая пешка · d3 белый ферзь · g2 белая пешка · h2 белая пешка · d1 белый слон · e1 белый слон · g1 белый король | f8 чёрный король · d7 чёрный слон · g7 чёрная пешка · b6 чёрная пешка · g6 чёрный ферзь · h6 чёрная пешка · a5 чёрная пешка · c5 чёрная пешка · d5 белая пешка · e5 чёрная пешка · g5 чёрная пешка · a4 белая пешка · c4 белая пешка · e4 белая пешка · f4 чёрный конь · c3 белая пешка · d3 белый ферзь · g2 белая пешка · h2 белая пешка · d1 белый слон · e1 белый слон · g1 белый король | f8 чёрный король · d7 чёрный слон · g7 чёрная пешка · b6 чёрная пешка · g6 чёрный ферзь · h6 чёрная пешка · a5 чёрная пешка · c5 чёрная пешка · d5 белая пешка · e5 чёрная пешка · g5 чёрная пешка · a4 белая пешка · c4 белая пешка · e4 белая пешка · f4 чёрный конь · c3 белая пешка · d3 белый ферзь · g2 белая пешка · h2 белая пешка · d1 белый слон · e1 белый слон · g1 белый король | f8 чёрный король · d7 чёрный слон · g7 чёрная пешка · b6 чёрная пешка · g6 чёрный ферзь · h6 чёрная пешка · a5 чёрная пешка · c5 чёрная пешка · d5 белая пешка · e5 чёрная пешка · g5 чёрная пешка · a4 белая пешка · c4 белая пешка · e4 белая пешка · f4 чёрный конь · c3 белая пешка · d3 белый ферзь · g2 белая пешка · h2 белая пешка · d1 белый слон · e1 белый слон · g1 белый король | f8 чёрный король · d7 чёрный слон · g7 чёрная пешка · b6 чёрная пешка · g6 чёрный ферзь · h6 чёрная пешка · a5 чёрная пешка · c5 чёрная пешка · d5 белая пешка · e5 чёрная пешка · g5 чёрная пешка · a4 белая пешка · c4 белая пешка · e4 белая пешка · f4 чёрный конь · c3 белая пешка · d3 белый ферзь · g2 белая пешка · h2 белая пешка · d1 белый слон · e1 белый слон · g1 белый король | f8 чёрный король · d7 чёрный слон · g7 чёрная пешка · b6 чёрная пешка · g6 чёрный ферзь · h6 чёрная пешка · a5 чёрная пешка · c5 чёрная пешка · d5 белая пешка · e5 чёрная пешка · g5 чёрная пешка · a4 белая пешка · c4 белая пешка · e4 белая пешка · f4 чёрный конь · c3 белая пешка · d3 белый ферзь · g2 белая пешка · h2 белая пешка · d1 белый слон · e1 белый слон · g1 белый король | 5 |
| 4 | f8 чёрный король · d7 чёрный слон · g7 чёрная пешка · b6 чёрная пешка · g6 чёрный ферзь · h6 чёрная пешка · a5 чёрная пешка · c5 чёрная пешка · d5 белая пешка · e5 чёрная пешка · g5 чёрная пешка · a4 белая пешка · c4 белая пешка · e4 белая пешка · f4 чёрный конь · c3 белая пешка · d3 белый ферзь · g2 белая пешка · h2 белая пешка · d1 белый слон · e1 белый слон · g1 белый король | f8 чёрный король · d7 чёрный слон · g7 чёрная пешка · b6 чёрная пешка · g6 чёрный ферзь · h6 чёрная пешка · a5 чёрная пешка · c5 чёрная пешка · d5 белая пешка · e5 чёрная пешка · g5 чёрная пешка · a4 белая пешка · c4 белая пешка · e4 белая пешка · f4 чёрный конь · c3 белая пешка · d3 белый ферзь · g2 белая пешка · h2 белая пешка · d1 белый слон · e1 белый слон · g1 белый король | f8 чёрный король · d7 чёрный слон · g7 чёрная пешка · b6 чёрная пешка · g6 чёрный ферзь · h6 чёрная пешка · a5 чёрная пешка · c5 чёрная пешка · d5 белая пешка · e5 чёрная пешка · g5 чёрная пешка · a4 белая пешка · c4 белая пешка · e4 белая пешка · f4 чёрный конь · c3 белая пешка · d3 белый ферзь · g2 белая пешка · h2 белая пешка · d1 белый слон · e1 белый слон · g1 белый король | f8 чёрный король · d7 чёрный слон · g7 чёрная пешка · b6 чёрная пешка · g6 чёрный ферзь · h6 чёрная пешка · a5 чёрная пешка · c5 чёрная пешка · d5 белая пешка · e5 чёрная пешка · g5 чёрная пешка · a4 белая пешка · c4 белая пешка · e4 белая пешка · f4 чёрный конь · c3 белая пешка · d3 белый ферзь · g2 белая пешка · h2 белая пешка · d1 белый слон · e1 белый слон · g1 белый король | f8 чёрный король · d7 чёрный слон · g7 чёрная пешка · b6 чёрная пешка · g6 чёрный ферзь · h6 чёрная пешка · a5 чёрная пешка · c5 чёрная пешка · d5 белая пешка · e5 чёрная пешка · g5 чёрная пешка · a4 белая пешка · c4 белая пешка · e4 белая пешка · f4 чёрный конь · c3 белая пешка · d3 белый ферзь · g2 белая пешка · h2 белая пешка · d1 белый слон · e1 белый слон · g1 белый король | f8 чёрный король · d7 чёрный слон · g7 чёрная пешка · b6 чёрная пешка · g6 чёрный ферзь · h6 чёрная пешка · a5 чёрная пешка · c5 чёрная пешка · d5 белая пешка · e5 чёрная пешка · g5 чёрная пешка · a4 белая пешка · c4 белая пешка · e4 белая пешка · f4 чёрный конь · c3 белая пешка · d3 белый ферзь · g2 белая пешка · h2 белая пешка · d1 белый слон · e1 белый слон · g1 белый король | f8 чёрный король · d7 чёрный слон · g7 чёрная пешка · b6 чёрная пешка · g6 чёрный ферзь · h6 чёрная пешка · a5 чёрная пешка · c5 чёрная пешка · d5 белая пешка · e5 чёрная пешка · g5 чёрная пешка · a4 белая пешка · c4 белая пешка · e4 белая пешка · f4 чёрный конь · c3 белая пешка · d3 белый ферзь · g2 белая пешка · h2 белая пешка · d1 белый слон · e1 белый слон · g1 белый король | f8 чёрный король · d7 чёрный слон · g7 чёрная пешка · b6 чёрная пешка · g6 чёрный ферзь · h6 чёрная пешка · a5 чёрная пешка · c5 чёрная пешка · d5 белая пешка · e5 чёрная пешка · g5 чёрная пешка · a4 белая пешка · c4 белая пешка · e4 белая пешка · f4 чёрный конь · c3 белая пешка · d3 белый ферзь · g2 белая пешка · h2 белая пешка · d1 белый слон · e1 белый слон · g1 белый король | 4 |
| 3 | f8 чёрный король · d7 чёрный слон · g7 чёрная пешка · b6 чёрная пешка · g6 чёрный ферзь · h6 чёрная пешка · a5 чёрная пешка · c5 чёрная пешка · d5 белая пешка · e5 чёрная пешка · g5 чёрная пешка · a4 белая пешка · c4 белая пешка · e4 белая пешка · f4 чёрный конь · c3 белая пешка · d3 белый ферзь · g2 белая пешка · h2 белая пешка · d1 белый слон · e1 белый слон · g1 белый король | f8 чёрный король · d7 чёрный слон · g7 чёрная пешка · b6 чёрная пешка · g6 чёрный ферзь · h6 чёрная пешка · a5 чёрная пешка · c5 чёрная пешка · d5 белая пешка · e5 чёрная пешка · g5 чёрная пешка · a4 белая пешка · c4 белая пешка · e4 белая пешка · f4 чёрный конь · c3 белая пешка · d3 белый ферзь · g2 белая пешка · h2 белая пешка · d1 белый слон · e1 белый слон · g1 белый король | f8 чёрный король · d7 чёрный слон · g7 чёрная пешка · b6 чёрная пешка · g6 чёрный ферзь · h6 чёрная пешка · a5 чёрная пешка · c5 чёрная пешка · d5 белая пешка · e5 чёрная пешка · g5 чёрная пешка · a4 белая пешка · c4 белая пешка · e4 белая пешка · f4 чёрный конь · c3 белая пешка · d3 белый ферзь · g2 белая пешка · h2 белая пешка · d1 белый слон · e1 белый слон · g1 белый король | f8 чёрный король · d7 чёрный слон · g7 чёрная пешка · b6 чёрная пешка · g6 чёрный ферзь · h6 чёрная пешка · a5 чёрная пешка · c5 чёрная пешка · d5 белая пешка · e5 чёрная пешка · g5 чёрная пешка · a4 белая пешка · c4 белая пешка · e4 белая пешка · f4 чёрный конь · c3 белая пешка · d3 белый ферзь · g2 белая пешка · h2 белая пешка · d1 белый слон · e1 белый слон · g1 белый король | f8 чёрный король · d7 чёрный слон · g7 чёрная пешка · b6 чёрная пешка · g6 чёрный ферзь · h6 чёрная пешка · a5 чёрная пешка · c5 чёрная пешка · d5 белая пешка · e5 чёрная пешка · g5 чёрная пешка · a4 белая пешка · c4 белая пешка · e4 белая пешка · f4 чёрный конь · c3 белая пешка · d3 белый ферзь · g2 белая пешка · h2 белая пешка · d1 белый слон · e1 белый слон · g1 белый король | f8 чёрный король · d7 чёрный слон · g7 чёрная пешка · b6 чёрная пешка · g6 чёрный ферзь · h6 чёрная пешка · a5 чёрная пешка · c5 чёрная пешка · d5 белая пешка · e5 чёрная пешка · g5 чёрная пешка · a4 белая пешка · c4 белая пешка · e4 белая пешка · f4 чёрный конь · c3 белая пешка · d3 белый ферзь · g2 белая пешка · h2 белая пешка · d1 белый слон · e1 белый слон · g1 белый король | f8 чёрный король · d7 чёрный слон · g7 чёрная пешка · b6 чёрная пешка · g6 чёрный ферзь · h6 чёрная пешка · a5 чёрная пешка · c5 чёрная пешка · d5 белая пешка · e5 чёрная пешка · g5 чёрная пешка · a4 белая пешка · c4 белая пешка · e4 белая пешка · f4 чёрный конь · c3 белая пешка · d3 белый ферзь · g2 белая пешка · h2 белая пешка · d1 белый слон · e1 белый слон · g1 белый король | f8 чёрный король · d7 чёрный слон · g7 чёрная пешка · b6 чёрная пешка · g6 чёрный ферзь · h6 чёрная пешка · a5 чёрная пешка · c5 чёрная пешка · d5 белая пешка · e5 чёрная пешка · g5 чёрная пешка · a4 белая пешка · c4 белая пешка · e4 белая пешка · f4 чёрный конь · c3 белая пешка · d3 белый ферзь · g2 белая пешка · h2 белая пешка · d1 белый слон · e1 белый слон · g1 белый король | 3 |
| 2 | f8 чёрный король · d7 чёрный слон · g7 чёрная пешка · b6 чёрная пешка · g6 чёрный ферзь · h6 чёрная пешка · a5 чёрная пешка · c5 чёрная пешка · d5 белая пешка · e5 чёрная пешка · g5 чёрная пешка · a4 белая пешка · c4 белая пешка · e4 белая пешка · f4 чёрный конь · c3 белая пешка · d3 белый ферзь · g2 белая пешка · h2 белая пешка · d1 белый слон · e1 белый слон · g1 белый король | f8 чёрный король · d7 чёрный слон · g7 чёрная пешка · b6 чёрная пешка · g6 чёрный ферзь · h6 чёрная пешка · a5 чёрная пешка · c5 чёрная пешка · d5 белая пешка · e5 чёрная пешка · g5 чёрная пешка · a4 белая пешка · c4 белая пешка · e4 белая пешка · f4 чёрный конь · c3 белая пешка · d3 белый ферзь · g2 белая пешка · h2 белая пешка · d1 белый слон · e1 белый слон · g1 белый король | f8 чёрный король · d7 чёрный слон · g7 чёрная пешка · b6 чёрная пешка · g6 чёрный ферзь · h6 чёрная пешка · a5 чёрная пешка · c5 чёрная пешка · d5 белая пешка · e5 чёрная пешка · g5 чёрная пешка · a4 белая пешка · c4 белая пешка · e4 белая пешка · f4 чёрный конь · c3 белая пешка · d3 белый ферзь · g2 белая пешка · h2 белая пешка · d1 белый слон · e1 белый слон · g1 белый король | f8 чёрный король · d7 чёрный слон · g7 чёрная пешка · b6 чёрная пешка · g6 чёрный ферзь · h6 чёрная пешка · a5 чёрная пешка · c5 чёрная пешка · d5 белая пешка · e5 чёрная пешка · g5 чёрная пешка · a4 белая пешка · c4 белая пешка · e4 белая пешка · f4 чёрный конь · c3 белая пешка · d3 белый ферзь · g2 белая пешка · h2 белая пешка · d1 белый слон · e1 белый слон · g1 белый король | f8 чёрный король · d7 чёрный слон · g7 чёрная пешка · b6 чёрная пешка · g6 чёрный ферзь · h6 чёрная пешка · a5 чёрная пешка · c5 чёрная пешка · d5 белая пешка · e5 чёрная пешка · g5 чёрная пешка · a4 белая пешка · c4 белая пешка · e4 белая пешка · f4 чёрный конь · c3 белая пешка · d3 белый ферзь · g2 белая пешка · h2 белая пешка · d1 белый слон · e1 белый слон · g1 белый король | f8 чёрный король · d7 чёрный слон · g7 чёрная пешка · b6 чёрная пешка · g6 чёрный ферзь · h6 чёрная пешка · a5 чёрная пешка · c5 чёрная пешка · d5 белая пешка · e5 чёрная пешка · g5 чёрная пешка · a4 белая пешка · c4 белая пешка · e4 белая пешка · f4 чёрный конь · c3 белая пешка · d3 белый ферзь · g2 белая пешка · h2 белая пешка · d1 белый слон · e1 белый слон · g1 белый король | f8 чёрный король · d7 чёрный слон · g7 чёрная пешка · b6 чёрная пешка · g6 чёрный ферзь · h6 чёрная пешка · a5 чёрная пешка · c5 чёрная пешка · d5 белая пешка · e5 чёрная пешка · g5 чёрная пешка · a4 белая пешка · c4 белая пешка · e4 белая пешка · f4 чёрный конь · c3 белая пешка · d3 белый ферзь · g2 белая пешка · h2 белая пешка · d1 белый слон · e1 белый слон · g1 белый король | f8 чёрный король · d7 чёрный слон · g7 чёрная пешка · b6 чёрная пешка · g6 чёрный ферзь · h6 чёрная пешка · a5 чёрная пешка · c5 чёрная пешка · d5 белая пешка · e5 чёрная пешка · g5 чёрная пешка · a4 белая пешка · c4 белая пешка · e4 белая пешка · f4 чёрный конь · c3 белая пешка · d3 белый ферзь · g2 белая пешка · h2 белая пешка · d1 белый слон · e1 белый слон · g1 белый король | 2 |
| 1 | f8 чёрный король · d7 чёрный слон · g7 чёрная пешка · b6 чёрная пешка · g6 чёрный ферзь · h6 чёрная пешка · a5 чёрная пешка · c5 чёрная пешка · d5 белая пешка · e5 чёрная пешка · g5 чёрная пешка · a4 белая пешка · c4 белая пешка · e4 белая пешка · f4 чёрный конь · c3 белая пешка · d3 белый ферзь · g2 белая пешка · h2 белая пешка · d1 белый слон · e1 белый слон · g1 белый король | f8 чёрный король · d7 чёрный слон · g7 чёрная пешка · b6 чёрная пешка · g6 чёрный ферзь · h6 чёрная пешка · a5 чёрная пешка · c5 чёрная пешка · d5 белая пешка · e5 чёрная пешка · g5 чёрная пешка · a4 белая пешка · c4 белая пешка · e4 белая пешка · f4 чёрный конь · c3 белая пешка · d3 белый ферзь · g2 белая пешка · h2 белая пешка · d1 белый слон · e1 белый слон · g1 белый король | f8 чёрный король · d7 чёрный слон · g7 чёрная пешка · b6 чёрная пешка · g6 чёрный ферзь · h6 чёрная пешка · a5 чёрная пешка · c5 чёрная пешка · d5 белая пешка · e5 чёрная пешка · g5 чёрная пешка · a4 белая пешка · c4 белая пешка · e4 белая пешка · f4 чёрный конь · c3 белая пешка · d3 белый ферзь · g2 белая пешка · h2 белая пешка · d1 белый слон · e1 белый слон · g1 белый король | f8 чёрный король · d7 чёрный слон · g7 чёрная пешка · b6 чёрная пешка · g6 чёрный ферзь · h6 чёрная пешка · a5 чёрная пешка · c5 чёрная пешка · d5 белая пешка · e5 чёрная пешка · g5 чёрная пешка · a4 белая пешка · c4 белая пешка · e4 белая пешка · f4 чёрный конь · c3 белая пешка · d3 белый ферзь · g2 белая пешка · h2 белая пешка · d1 белый слон · e1 белый слон · g1 белый король | f8 чёрный король · d7 чёрный слон · g7 чёрная пешка · b6 чёрная пешка · g6 чёрный ферзь · h6 чёрная пешка · a5 чёрная пешка · c5 чёрная пешка · d5 белая пешка · e5 чёрная пешка · g5 чёрная пешка · a4 белая пешка · c4 белая пешка · e4 белая пешка · f4 чёрный конь · c3 белая пешка · d3 белый ферзь · g2 белая пешка · h2 белая пешка · d1 белый слон · e1 белый слон · g1 белый король | f8 чёрный король · d7 чёрный слон · g7 чёрная пешка · b6 чёрная пешка · g6 чёрный ферзь · h6 чёрная пешка · a5 чёрная пешка · c5 чёрная пешка · d5 белая пешка · e5 чёрная пешка · g5 чёрная пешка · a4 белая пешка · c4 белая пешка · e4 белая пешка · f4 чёрный конь · c3 белая пешка · d3 белый ферзь · g2 белая пешка · h2 белая пешка · d1 белый слон · e1 белый слон · g1 белый король | f8 чёрный король · d7 чёрный слон · g7 чёрная пешка · b6 чёрная пешка · g6 чёрный ферзь · h6 чёрная пешка · a5 чёрная пешка · c5 чёрная пешка · d5 белая пешка · e5 чёрная пешка · g5 чёрная пешка · a4 белая пешка · c4 белая пешка · e4 белая пешка · f4 чёрный конь · c3 белая пешка · d3 белый ферзь · g2 белая пешка · h2 белая пешка · d1 белый слон · e1 белый слон · g1 белый король | f8 чёрный король · d7 чёрный слон · g7 чёрная пешка · b6 чёрная пешка · g6 чёрный ферзь · h6 чёрная пешка · a5 чёрная пешка · c5 чёрная пешка · d5 белая пешка · e5 чёрная пешка · g5 чёрная пешка · a4 белая пешка · c4 белая пешка · e4 белая пешка · f4 чёрный конь · c3 белая пешка · d3 белый ферзь · g2 белая пешка · h2 белая пешка · d1 белый слон · e1 белый слон · g1 белый король | 1 |
|   | a | b | c | d | e | f | g | h |   |

В четвёртой партии Борис Спасский чёрными разыграл сицилианскую защиту. Благодаря тому, что он обладал великолепной дебютной подготовкой и перед матчем изучил манеру игры Бобби Фишера, ему удалось, пожертвовав в дебюте пешку, получить сильную атаку. Однако довести своё преимущество до победы он так и не смог, и партия окончилась вничью.
В пятой партии была снова разыграна защита Нимцовича, и Борис Спасский продолжил пассивную игру и в этой партии. После не очень хорошей игры он оказался в позиции, изображённой на диаграмме. Позиция была плохой для белых, и Спасский, скорее всего, так или иначе проиграл бы партию, но он подарил её Фишеру, сыграв в этой позиции 27. Фc2??. После ответа чёрных 27. … С:a4! белые сдались, поскольку дальше могло последовать, например, 28. Фd2 (или 28. Фb1, но не 28. Ф:a4 Ф:e4 с последующим неизбежным матом) С:d1 29. Ф:d1 Ф:e4 30. Фd2 a4 с безнадёжной позицией для белых.
После этой победы Бобби Фишера счёт в матче сравнялся, и хотя по правилам ФИДЕ (FIDE) при равном счёте в конце матча чемпион сохранял свой титул, негативный для Фишера эффект от начала матча был нивелирован, и уверенность некоторых экспертов в том, что Фишеру по силам выиграть матч, сильно возросла.

### Бобби Фишер начинает 6-ю партию ходом с2-с4
|   | a | b | c | d | e | f | g | h |   |
| - | --- | --- | --- | --- | --- | --- | --- | --- | - |
| 8 | e8 чёрный ферзь · h8 чёрный король · c7 чёрная ладья · e7 чёрная ладья · g7 чёрная пешка · e6 белая пешка · f6 чёрный конь · h6 чёрная пешка · a5 чёрная пешка · c5 чёрная пешка · f5 белая ладья · a4 белая пешка · d4 чёрная пешка · e4 белый ферзь · h4 белая пешка · b3 белая пешка · d3 белый слон · f3 белая ладья · g2 белая пешка · g1 белый король | e8 чёрный ферзь · h8 чёрный король · c7 чёрная ладья · e7 чёрная ладья · g7 чёрная пешка · e6 белая пешка · f6 чёрный конь · h6 чёрная пешка · a5 чёрная пешка · c5 чёрная пешка · f5 белая ладья · a4 белая пешка · d4 чёрная пешка · e4 белый ферзь · h4 белая пешка · b3 белая пешка · d3 белый слон · f3 белая ладья · g2 белая пешка · g1 белый король | e8 чёрный ферзь · h8 чёрный король · c7 чёрная ладья · e7 чёрная ладья · g7 чёрная пешка · e6 белая пешка · f6 чёрный конь · h6 чёрная пешка · a5 чёрная пешка · c5 чёрная пешка · f5 белая ладья · a4 белая пешка · d4 чёрная пешка · e4 белый ферзь · h4 белая пешка · b3 белая пешка · d3 белый слон · f3 белая ладья · g2 белая пешка · g1 белый король | e8 чёрный ферзь · h8 чёрный король · c7 чёрная ладья · e7 чёрная ладья · g7 чёрная пешка · e6 белая пешка · f6 чёрный конь · h6 чёрная пешка · a5 чёрная пешка · c5 чёрная пешка · f5 белая ладья · a4 белая пешка · d4 чёрная пешка · e4 белый ферзь · h4 белая пешка · b3 белая пешка · d3 белый слон · f3 белая ладья · g2 белая пешка · g1 белый король | e8 чёрный ферзь · h8 чёрный король · c7 чёрная ладья · e7 чёрная ладья · g7 чёрная пешка · e6 белая пешка · f6 чёрный конь · h6 чёрная пешка · a5 чёрная пешка · c5 чёрная пешка · f5 белая ладья · a4 белая пешка · d4 чёрная пешка · e4 белый ферзь · h4 белая пешка · b3 белая пешка · d3 белый слон · f3 белая ладья · g2 белая пешка · g1 белый король | e8 чёрный ферзь · h8 чёрный король · c7 чёрная ладья · e7 чёрная ладья · g7 чёрная пешка · e6 белая пешка · f6 чёрный конь · h6 чёрная пешка · a5 чёрная пешка · c5 чёрная пешка · f5 белая ладья · a4 белая пешка · d4 чёрная пешка · e4 белый ферзь · h4 белая пешка · b3 белая пешка · d3 белый слон · f3 белая ладья · g2 белая пешка · g1 белый король | e8 чёрный ферзь · h8 чёрный король · c7 чёрная ладья · e7 чёрная ладья · g7 чёрная пешка · e6 белая пешка · f6 чёрный конь · h6 чёрная пешка · a5 чёрная пешка · c5 чёрная пешка · f5 белая ладья · a4 белая пешка · d4 чёрная пешка · e4 белый ферзь · h4 белая пешка · b3 белая пешка · d3 белый слон · f3 белая ладья · g2 белая пешка · g1 белый король | e8 чёрный ферзь · h8 чёрный король · c7 чёрная ладья · e7 чёрная ладья · g7 чёрная пешка · e6 белая пешка · f6 чёрный конь · h6 чёрная пешка · a5 чёрная пешка · c5 чёрная пешка · f5 белая ладья · a4 белая пешка · d4 чёрная пешка · e4 белый ферзь · h4 белая пешка · b3 белая пешка · d3 белый слон · f3 белая ладья · g2 белая пешка · g1 белый король | 8 |
| 7 | e8 чёрный ферзь · h8 чёрный король · c7 чёрная ладья · e7 чёрная ладья · g7 чёрная пешка · e6 белая пешка · f6 чёрный конь · h6 чёрная пешка · a5 чёрная пешка · c5 чёрная пешка · f5 белая ладья · a4 белая пешка · d4 чёрная пешка · e4 белый ферзь · h4 белая пешка · b3 белая пешка · d3 белый слон · f3 белая ладья · g2 белая пешка · g1 белый король | e8 чёрный ферзь · h8 чёрный король · c7 чёрная ладья · e7 чёрная ладья · g7 чёрная пешка · e6 белая пешка · f6 чёрный конь · h6 чёрная пешка · a5 чёрная пешка · c5 чёрная пешка · f5 белая ладья · a4 белая пешка · d4 чёрная пешка · e4 белый ферзь · h4 белая пешка · b3 белая пешка · d3 белый слон · f3 белая ладья · g2 белая пешка · g1 белый король | e8 чёрный ферзь · h8 чёрный король · c7 чёрная ладья · e7 чёрная ладья · g7 чёрная пешка · e6 белая пешка · f6 чёрный конь · h6 чёрная пешка · a5 чёрная пешка · c5 чёрная пешка · f5 белая ладья · a4 белая пешка · d4 чёрная пешка · e4 белый ферзь · h4 белая пешка · b3 белая пешка · d3 белый слон · f3 белая ладья · g2 белая пешка · g1 белый король | e8 чёрный ферзь · h8 чёрный король · c7 чёрная ладья · e7 чёрная ладья · g7 чёрная пешка · e6 белая пешка · f6 чёрный конь · h6 чёрная пешка · a5 чёрная пешка · c5 чёрная пешка · f5 белая ладья · a4 белая пешка · d4 чёрная пешка · e4 белый ферзь · h4 белая пешка · b3 белая пешка · d3 белый слон · f3 белая ладья · g2 белая пешка · g1 белый король | e8 чёрный ферзь · h8 чёрный король · c7 чёрная ладья · e7 чёрная ладья · g7 чёрная пешка · e6 белая пешка · f6 чёрный конь · h6 чёрная пешка · a5 чёрная пешка · c5 чёрная пешка · f5 белая ладья · a4 белая пешка · d4 чёрная пешка · e4 белый ферзь · h4 белая пешка · b3 белая пешка · d3 белый слон · f3 белая ладья · g2 белая пешка · g1 белый король | e8 чёрный ферзь · h8 чёрный король · c7 чёрная ладья · e7 чёрная ладья · g7 чёрная пешка · e6 белая пешка · f6 чёрный конь · h6 чёрная пешка · a5 чёрная пешка · c5 чёрная пешка · f5 белая ладья · a4 белая пешка · d4 чёрная пешка · e4 белый ферзь · h4 белая пешка · b3 белая пешка · d3 белый слон · f3 белая ладья · g2 белая пешка · g1 белый король | e8 чёрный ферзь · h8 чёрный король · c7 чёрная ладья · e7 чёрная ладья · g7 чёрная пешка · e6 белая пешка · f6 чёрный конь · h6 чёрная пешка · a5 чёрная пешка · c5 чёрная пешка · f5 белая ладья · a4 белая пешка · d4 чёрная пешка · e4 белый ферзь · h4 белая пешка · b3 белая пешка · d3 белый слон · f3 белая ладья · g2 белая пешка · g1 белый король | e8 чёрный ферзь · h8 чёрный король · c7 чёрная ладья · e7 чёрная ладья · g7 чёрная пешка · e6 белая пешка · f6 чёрный конь · h6 чёрная пешка · a5 чёрная пешка · c5 чёрная пешка · f5 белая ладья · a4 белая пешка · d4 чёрная пешка · e4 белый ферзь · h4 белая пешка · b3 белая пешка · d3 белый слон · f3 белая ладья · g2 белая пешка · g1 белый король | 7 |
| 6 | e8 чёрный ферзь · h8 чёрный король · c7 чёрная ладья · e7 чёрная ладья · g7 чёрная пешка · e6 белая пешка · f6 чёрный конь · h6 чёрная пешка · a5 чёрная пешка · c5 чёрная пешка · f5 белая ладья · a4 белая пешка · d4 чёрная пешка · e4 белый ферзь · h4 белая пешка · b3 белая пешка · d3 белый слон · f3 белая ладья · g2 белая пешка · g1 белый король | e8 чёрный ферзь · h8 чёрный король · c7 чёрная ладья · e7 чёрная ладья · g7 чёрная пешка · e6 белая пешка · f6 чёрный конь · h6 чёрная пешка · a5 чёрная пешка · c5 чёрная пешка · f5 белая ладья · a4 белая пешка · d4 чёрная пешка · e4 белый ферзь · h4 белая пешка · b3 белая пешка · d3 белый слон · f3 белая ладья · g2 белая пешка · g1 белый король | e8 чёрный ферзь · h8 чёрный король · c7 чёрная ладья · e7 чёрная ладья · g7 чёрная пешка · e6 белая пешка · f6 чёрный конь · h6 чёрная пешка · a5 чёрная пешка · c5 чёрная пешка · f5 белая ладья · a4 белая пешка · d4 чёрная пешка · e4 белый ферзь · h4 белая пешка · b3 белая пешка · d3 белый слон · f3 белая ладья · g2 белая пешка · g1 белый король | e8 чёрный ферзь · h8 чёрный король · c7 чёрная ладья · e7 чёрная ладья · g7 чёрная пешка · e6 белая пешка · f6 чёрный конь · h6 чёрная пешка · a5 чёрная пешка · c5 чёрная пешка · f5 белая ладья · a4 белая пешка · d4 чёрная пешка · e4 белый ферзь · h4 белая пешка · b3 белая пешка · d3 белый слон · f3 белая ладья · g2 белая пешка · g1 белый король | e8 чёрный ферзь · h8 чёрный король · c7 чёрная ладья · e7 чёрная ладья · g7 чёрная пешка · e6 белая пешка · f6 чёрный конь · h6 чёрная пешка · a5 чёрная пешка · c5 чёрная пешка · f5 белая ладья · a4 белая пешка · d4 чёрная пешка · e4 белый ферзь · h4 белая пешка · b3 белая пешка · d3 белый слон · f3 белая ладья · g2 белая пешка · g1 белый король | e8 чёрный ферзь · h8 чёрный король · c7 чёрная ладья · e7 чёрная ладья · g7 чёрная пешка · e6 белая пешка · f6 чёрный конь · h6 чёрная пешка · a5 чёрная пешка · c5 чёрная пешка · f5 белая ладья · a4 белая пешка · d4 чёрная пешка · e4 белый ферзь · h4 белая пешка · b3 белая пешка · d3 белый слон · f3 белая ладья · g2 белая пешка · g1 белый король | e8 чёрный ферзь · h8 чёрный король · c7 чёрная ладья · e7 чёрная ладья · g7 чёрная пешка · e6 белая пешка · f6 чёрный конь · h6 чёрная пешка · a5 чёрная пешка · c5 чёрная пешка · f5 белая ладья · a4 белая пешка · d4 чёрная пешка · e4 белый ферзь · h4 белая пешка · b3 белая пешка · d3 белый слон · f3 белая ладья · g2 белая пешка · g1 белый король | e8 чёрный ферзь · h8 чёрный король · c7 чёрная ладья · e7 чёрная ладья · g7 чёрная пешка · e6 белая пешка · f6 чёрный конь · h6 чёрная пешка · a5 чёрная пешка · c5 чёрная пешка · f5 белая ладья · a4 белая пешка · d4 чёрная пешка · e4 белый ферзь · h4 белая пешка · b3 белая пешка · d3 белый слон · f3 белая ладья · g2 белая пешка · g1 белый король | 6 |
| 5 | e8 чёрный ферзь · h8 чёрный король · c7 чёрная ладья · e7 чёрная ладья · g7 чёрная пешка · e6 белая пешка · f6 чёрный конь · h6 чёрная пешка · a5 чёрная пешка · c5 чёрная пешка · f5 белая ладья · a4 белая пешка · d4 чёрная пешка · e4 белый ферзь · h4 белая пешка · b3 белая пешка · d3 белый слон · f3 белая ладья · g2 белая пешка · g1 белый король | e8 чёрный ферзь · h8 чёрный король · c7 чёрная ладья · e7 чёрная ладья · g7 чёрная пешка · e6 белая пешка · f6 чёрный конь · h6 чёрная пешка · a5 чёрная пешка · c5 чёрная пешка · f5 белая ладья · a4 белая пешка · d4 чёрная пешка · e4 белый ферзь · h4 белая пешка · b3 белая пешка · d3 белый слон · f3 белая ладья · g2 белая пешка · g1 белый король | e8 чёрный ферзь · h8 чёрный король · c7 чёрная ладья · e7 чёрная ладья · g7 чёрная пешка · e6 белая пешка · f6 чёрный конь · h6 чёрная пешка · a5 чёрная пешка · c5 чёрная пешка · f5 белая ладья · a4 белая пешка · d4 чёрная пешка · e4 белый ферзь · h4 белая пешка · b3 белая пешка · d3 белый слон · f3 белая ладья · g2 белая пешка · g1 белый король | e8 чёрный ферзь · h8 чёрный король · c7 чёрная ладья · e7 чёрная ладья · g7 чёрная пешка · e6 белая пешка · f6 чёрный конь · h6 чёрная пешка · a5 чёрная пешка · c5 чёрная пешка · f5 белая ладья · a4 белая пешка · d4 чёрная пешка · e4 белый ферзь · h4 белая пешка · b3 белая пешка · d3 белый слон · f3 белая ладья · g2 белая пешка · g1 белый король | e8 чёрный ферзь · h8 чёрный король · c7 чёрная ладья · e7 чёрная ладья · g7 чёрная пешка · e6 белая пешка · f6 чёрный конь · h6 чёрная пешка · a5 чёрная пешка · c5 чёрная пешка · f5 белая ладья · a4 белая пешка · d4 чёрная пешка · e4 белый ферзь · h4 белая пешка · b3 белая пешка · d3 белый слон · f3 белая ладья · g2 белая пешка · g1 белый король | e8 чёрный ферзь · h8 чёрный король · c7 чёрная ладья · e7 чёрная ладья · g7 чёрная пешка · e6 белая пешка · f6 чёрный конь · h6 чёрная пешка · a5 чёрная пешка · c5 чёрная пешка · f5 белая ладья · a4 белая пешка · d4 чёрная пешка · e4 белый ферзь · h4 белая пешка · b3 белая пешка · d3 белый слон · f3 белая ладья · g2 белая пешка · g1 белый король | e8 чёрный ферзь · h8 чёрный король · c7 чёрная ладья · e7 чёрная ладья · g7 чёрная пешка · e6 белая пешка · f6 чёрный конь · h6 чёрная пешка · a5 чёрная пешка · c5 чёрная пешка · f5 белая ладья · a4 белая пешка · d4 чёрная пешка · e4 белый ферзь · h4 белая пешка · b3 белая пешка · d3 белый слон · f3 белая ладья · g2 белая пешка · g1 белый король | e8 чёрный ферзь · h8 чёрный король · c7 чёрная ладья · e7 чёрная ладья · g7 чёрная пешка · e6 белая пешка · f6 чёрный конь · h6 чёрная пешка · a5 чёрная пешка · c5 чёрная пешка · f5 белая ладья · a4 белая пешка · d4 чёрная пешка · e4 белый ферзь · h4 белая пешка · b3 белая пешка · d3 белый слон · f3 белая ладья · g2 белая пешка · g1 белый король | 5 |
| 4 | e8 чёрный ферзь · h8 чёрный король · c7 чёрная ладья · e7 чёрная ладья · g7 чёрная пешка · e6 белая пешка · f6 чёрный конь · h6 чёрная пешка · a5 чёрная пешка · c5 чёрная пешка · f5 белая ладья · a4 белая пешка · d4 чёрная пешка · e4 белый ферзь · h4 белая пешка · b3 белая пешка · d3 белый слон · f3 белая ладья · g2 белая пешка · g1 белый король | e8 чёрный ферзь · h8 чёрный король · c7 чёрная ладья · e7 чёрная ладья · g7 чёрная пешка · e6 белая пешка · f6 чёрный конь · h6 чёрная пешка · a5 чёрная пешка · c5 чёрная пешка · f5 белая ладья · a4 белая пешка · d4 чёрная пешка · e4 белый ферзь · h4 белая пешка · b3 белая пешка · d3 белый слон · f3 белая ладья · g2 белая пешка · g1 белый король | e8 чёрный ферзь · h8 чёрный король · c7 чёрная ладья · e7 чёрная ладья · g7 чёрная пешка · e6 белая пешка · f6 чёрный конь · h6 чёрная пешка · a5 чёрная пешка · c5 чёрная пешка · f5 белая ладья · a4 белая пешка · d4 чёрная пешка · e4 белый ферзь · h4 белая пешка · b3 белая пешка · d3 белый слон · f3 белая ладья · g2 белая пешка · g1 белый король | e8 чёрный ферзь · h8 чёрный король · c7 чёрная ладья · e7 чёрная ладья · g7 чёрная пешка · e6 белая пешка · f6 чёрный конь · h6 чёрная пешка · a5 чёрная пешка · c5 чёрная пешка · f5 белая ладья · a4 белая пешка · d4 чёрная пешка · e4 белый ферзь · h4 белая пешка · b3 белая пешка · d3 белый слон · f3 белая ладья · g2 белая пешка · g1 белый король | e8 чёрный ферзь · h8 чёрный король · c7 чёрная ладья · e7 чёрная ладья · g7 чёрная пешка · e6 белая пешка · f6 чёрный конь · h6 чёрная пешка · a5 чёрная пешка · c5 чёрная пешка · f5 белая ладья · a4 белая пешка · d4 чёрная пешка · e4 белый ферзь · h4 белая пешка · b3 белая пешка · d3 белый слон · f3 белая ладья · g2 белая пешка · g1 белый король | e8 чёрный ферзь · h8 чёрный король · c7 чёрная ладья · e7 чёрная ладья · g7 чёрная пешка · e6 белая пешка · f6 чёрный конь · h6 чёрная пешка · a5 чёрная пешка · c5 чёрная пешка · f5 белая ладья · a4 белая пешка · d4 чёрная пешка · e4 белый ферзь · h4 белая пешка · b3 белая пешка · d3 белый слон · f3 белая ладья · g2 белая пешка · g1 белый король | e8 чёрный ферзь · h8 чёрный король · c7 чёрная ладья · e7 чёрная ладья · g7 чёрная пешка · e6 белая пешка · f6 чёрный конь · h6 чёрная пешка · a5 чёрная пешка · c5 чёрная пешка · f5 белая ладья · a4 белая пешка · d4 чёрная пешка · e4 белый ферзь · h4 белая пешка · b3 белая пешка · d3 белый слон · f3 белая ладья · g2 белая пешка · g1 белый король | e8 чёрный ферзь · h8 чёрный король · c7 чёрная ладья · e7 чёрная ладья · g7 чёрная пешка · e6 белая пешка · f6 чёрный конь · h6 чёрная пешка · a5 чёрная пешка · c5 чёрная пешка · f5 белая ладья · a4 белая пешка · d4 чёрная пешка · e4 белый ферзь · h4 белая пешка · b3 белая пешка · d3 белый слон · f3 белая ладья · g2 белая пешка · g1 белый король | 4 |
| 3 | e8 чёрный ферзь · h8 чёрный король · c7 чёрная ладья · e7 чёрная ладья · g7 чёрная пешка · e6 белая пешка · f6 чёрный конь · h6 чёрная пешка · a5 чёрная пешка · c5 чёрная пешка · f5 белая ладья · a4 белая пешка · d4 чёрная пешка · e4 белый ферзь · h4 белая пешка · b3 белая пешка · d3 белый слон · f3 белая ладья · g2 белая пешка · g1 белый король | e8 чёрный ферзь · h8 чёрный король · c7 чёрная ладья · e7 чёрная ладья · g7 чёрная пешка · e6 белая пешка · f6 чёрный конь · h6 чёрная пешка · a5 чёрная пешка · c5 чёрная пешка · f5 белая ладья · a4 белая пешка · d4 чёрная пешка · e4 белый ферзь · h4 белая пешка · b3 белая пешка · d3 белый слон · f3 белая ладья · g2 белая пешка · g1 белый король | e8 чёрный ферзь · h8 чёрный король · c7 чёрная ладья · e7 чёрная ладья · g7 чёрная пешка · e6 белая пешка · f6 чёрный конь · h6 чёрная пешка · a5 чёрная пешка · c5 чёрная пешка · f5 белая ладья · a4 белая пешка · d4 чёрная пешка · e4 белый ферзь · h4 белая пешка · b3 белая пешка · d3 белый слон · f3 белая ладья · g2 белая пешка · g1 белый король | e8 чёрный ферзь · h8 чёрный король · c7 чёрная ладья · e7 чёрная ладья · g7 чёрная пешка · e6 белая пешка · f6 чёрный конь · h6 чёрная пешка · a5 чёрная пешка · c5 чёрная пешка · f5 белая ладья · a4 белая пешка · d4 чёрная пешка · e4 белый ферзь · h4 белая пешка · b3 белая пешка · d3 белый слон · f3 белая ладья · g2 белая пешка · g1 белый король | e8 чёрный ферзь · h8 чёрный король · c7 чёрная ладья · e7 чёрная ладья · g7 чёрная пешка · e6 белая пешка · f6 чёрный конь · h6 чёрная пешка · a5 чёрная пешка · c5 чёрная пешка · f5 белая ладья · a4 белая пешка · d4 чёрная пешка · e4 белый ферзь · h4 белая пешка · b3 белая пешка · d3 белый слон · f3 белая ладья · g2 белая пешка · g1 белый король | e8 чёрный ферзь · h8 чёрный король · c7 чёрная ладья · e7 чёрная ладья · g7 чёрная пешка · e6 белая пешка · f6 чёрный конь · h6 чёрная пешка · a5 чёрная пешка · c5 чёрная пешка · f5 белая ладья · a4 белая пешка · d4 чёрная пешка · e4 белый ферзь · h4 белая пешка · b3 белая пешка · d3 белый слон · f3 белая ладья · g2 белая пешка · g1 белый король | e8 чёрный ферзь · h8 чёрный король · c7 чёрная ладья · e7 чёрная ладья · g7 чёрная пешка · e6 белая пешка · f6 чёрный конь · h6 чёрная пешка · a5 чёрная пешка · c5 чёрная пешка · f5 белая ладья · a4 белая пешка · d4 чёрная пешка · e4 белый ферзь · h4 белая пешка · b3 белая пешка · d3 белый слон · f3 белая ладья · g2 белая пешка · g1 белый король | e8 чёрный ферзь · h8 чёрный король · c7 чёрная ладья · e7 чёрная ладья · g7 чёрная пешка · e6 белая пешка · f6 чёрный конь · h6 чёрная пешка · a5 чёрная пешка · c5 чёрная пешка · f5 белая ладья · a4 белая пешка · d4 чёрная пешка · e4 белый ферзь · h4 белая пешка · b3 белая пешка · d3 белый слон · f3 белая ладья · g2 белая пешка · g1 белый король | 3 |
| 2 | e8 чёрный ферзь · h8 чёрный король · c7 чёрная ладья · e7 чёрная ладья · g7 чёрная пешка · e6 белая пешка · f6 чёрный конь · h6 чёрная пешка · a5 чёрная пешка · c5 чёрная пешка · f5 белая ладья · a4 белая пешка · d4 чёрная пешка · e4 белый ферзь · h4 белая пешка · b3 белая пешка · d3 белый слон · f3 белая ладья · g2 белая пешка · g1 белый король | e8 чёрный ферзь · h8 чёрный король · c7 чёрная ладья · e7 чёрная ладья · g7 чёрная пешка · e6 белая пешка · f6 чёрный конь · h6 чёрная пешка · a5 чёрная пешка · c5 чёрная пешка · f5 белая ладья · a4 белая пешка · d4 чёрная пешка · e4 белый ферзь · h4 белая пешка · b3 белая пешка · d3 белый слон · f3 белая ладья · g2 белая пешка · g1 белый король | e8 чёрный ферзь · h8 чёрный король · c7 чёрная ладья · e7 чёрная ладья · g7 чёрная пешка · e6 белая пешка · f6 чёрный конь · h6 чёрная пешка · a5 чёрная пешка · c5 чёрная пешка · f5 белая ладья · a4 белая пешка · d4 чёрная пешка · e4 белый ферзь · h4 белая пешка · b3 белая пешка · d3 белый слон · f3 белая ладья · g2 белая пешка · g1 белый король | e8 чёрный ферзь · h8 чёрный король · c7 чёрная ладья · e7 чёрная ладья · g7 чёрная пешка · e6 белая пешка · f6 чёрный конь · h6 чёрная пешка · a5 чёрная пешка · c5 чёрная пешка · f5 белая ладья · a4 белая пешка · d4 чёрная пешка · e4 белый ферзь · h4 белая пешка · b3 белая пешка · d3 белый слон · f3 белая ладья · g2 белая пешка · g1 белый король | e8 чёрный ферзь · h8 чёрный король · c7 чёрная ладья · e7 чёрная ладья · g7 чёрная пешка · e6 белая пешка · f6 чёрный конь · h6 чёрная пешка · a5 чёрная пешка · c5 чёрная пешка · f5 белая ладья · a4 белая пешка · d4 чёрная пешка · e4 белый ферзь · h4 белая пешка · b3 белая пешка · d3 белый слон · f3 белая ладья · g2 белая пешка · g1 белый король | e8 чёрный ферзь · h8 чёрный король · c7 чёрная ладья · e7 чёрная ладья · g7 чёрная пешка · e6 белая пешка · f6 чёрный конь · h6 чёрная пешка · a5 чёрная пешка · c5 чёрная пешка · f5 белая ладья · a4 белая пешка · d4 чёрная пешка · e4 белый ферзь · h4 белая пешка · b3 белая пешка · d3 белый слон · f3 белая ладья · g2 белая пешка · g1 белый король | e8 чёрный ферзь · h8 чёрный король · c7 чёрная ладья · e7 чёрная ладья · g7 чёрная пешка · e6 белая пешка · f6 чёрный конь · h6 чёрная пешка · a5 чёрная пешка · c5 чёрная пешка · f5 белая ладья · a4 белая пешка · d4 чёрная пешка · e4 белый ферзь · h4 белая пешка · b3 белая пешка · d3 белый слон · f3 белая ладья · g2 белая пешка · g1 белый король | e8 чёрный ферзь · h8 чёрный король · c7 чёрная ладья · e7 чёрная ладья · g7 чёрная пешка · e6 белая пешка · f6 чёрный конь · h6 чёрная пешка · a5 чёрная пешка · c5 чёрная пешка · f5 белая ладья · a4 белая пешка · d4 чёрная пешка · e4 белый ферзь · h4 белая пешка · b3 белая пешка · d3 белый слон · f3 белая ладья · g2 белая пешка · g1 белый король | 2 |
| 1 | e8 чёрный ферзь · h8 чёрный король · c7 чёрная ладья · e7 чёрная ладья · g7 чёрная пешка · e6 белая пешка · f6 чёрный конь · h6 чёрная пешка · a5 чёрная пешка · c5 чёрная пешка · f5 белая ладья · a4 белая пешка · d4 чёрная пешка · e4 белый ферзь · h4 белая пешка · b3 белая пешка · d3 белый слон · f3 белая ладья · g2 белая пешка · g1 белый король | e8 чёрный ферзь · h8 чёрный король · c7 чёрная ладья · e7 чёрная ладья · g7 чёрная пешка · e6 белая пешка · f6 чёрный конь · h6 чёрная пешка · a5 чёрная пешка · c5 чёрная пешка · f5 белая ладья · a4 белая пешка · d4 чёрная пешка · e4 белый ферзь · h4 белая пешка · b3 белая пешка · d3 белый слон · f3 белая ладья · g2 белая пешка · g1 белый король | e8 чёрный ферзь · h8 чёрный король · c7 чёрная ладья · e7 чёрная ладья · g7 чёрная пешка · e6 белая пешка · f6 чёрный конь · h6 чёрная пешка · a5 чёрная пешка · c5 чёрная пешка · f5 белая ладья · a4 белая пешка · d4 чёрная пешка · e4 белый ферзь · h4 белая пешка · b3 белая пешка · d3 белый слон · f3 белая ладья · g2 белая пешка · g1 белый король | e8 чёрный ферзь · h8 чёрный король · c7 чёрная ладья · e7 чёрная ладья · g7 чёрная пешка · e6 белая пешка · f6 чёрный конь · h6 чёрная пешка · a5 чёрная пешка · c5 чёрная пешка · f5 белая ладья · a4 белая пешка · d4 чёрная пешка · e4 белый ферзь · h4 белая пешка · b3 белая пешка · d3 белый слон · f3 белая ладья · g2 белая пешка · g1 белый король | e8 чёрный ферзь · h8 чёрный король · c7 чёрная ладья · e7 чёрная ладья · g7 чёрная пешка · e6 белая пешка · f6 чёрный конь · h6 чёрная пешка · a5 чёрная пешка · c5 чёрная пешка · f5 белая ладья · a4 белая пешка · d4 чёрная пешка · e4 белый ферзь · h4 белая пешка · b3 белая пешка · d3 белый слон · f3 белая ладья · g2 белая пешка · g1 белый король | e8 чёрный ферзь · h8 чёрный король · c7 чёрная ладья · e7 чёрная ладья · g7 чёрная пешка · e6 белая пешка · f6 чёрный конь · h6 чёрная пешка · a5 чёрная пешка · c5 чёрная пешка · f5 белая ладья · a4 белая пешка · d4 чёрная пешка · e4 белый ферзь · h4 белая пешка · b3 белая пешка · d3 белый слон · f3 белая ладья · g2 белая пешка · g1 белый король | e8 чёрный ферзь · h8 чёрный король · c7 чёрная ладья · e7 чёрная ладья · g7 чёрная пешка · e6 белая пешка · f6 чёрный конь · h6 чёрная пешка · a5 чёрная пешка · c5 чёрная пешка · f5 белая ладья · a4 белая пешка · d4 чёрная пешка · e4 белый ферзь · h4 белая пешка · b3 белая пешка · d3 белый слон · f3 белая ладья · g2 белая пешка · g1 белый король | e8 чёрный ферзь · h8 чёрный король · c7 чёрная ладья · e7 чёрная ладья · g7 чёрная пешка · e6 белая пешка · f6 чёрный конь · h6 чёрная пешка · a5 чёрная пешка · c5 чёрная пешка · f5 белая ладья · a4 белая пешка · d4 чёрная пешка · e4 белый ферзь · h4 белая пешка · b3 белая пешка · d3 белый слон · f3 белая ладья · g2 белая пешка · g1 белый король | 1 |
|   | a | b | c | d | e | f | g | h |   |

Шестую партию Фишер начал ходом 1. с2-с4, и это был один из очень немногих случаев, когда он начинал игру не ходом 1. e4. Такое начало сделало практически всю предматчевую подготовку Бориса Спасского нерелевантной. Как и ранее, Спасский играл достаточно пассивно. После 1. c4 e6 2. Кf3 d5 3. d4 Кf6 4. Кc3 Сe7 5. Сg5 O-O 6. e3 h6 7. Сh4 b6 8. cd К:d5 (отказанный ферзевый гамбит, вариант Тартаковера) 9. С:e7 Ф:e7 10. К:d5 ed 11. Лc1 Сe6 12. Фa4 c5 13. Фa3 Лc8 14. Сb5!? a6?! (Ефим Геллер, согласно книге «Русские против Фишера», рассказывал, что ещё до матча им был найден в этом варианте сильный ход 14. … Фb7!, и Спасский знал об этом, но за доской забыл этот ход) 15. dc bc 16. O-O Лa7 17. Сe2 Кd7 18. Кd4 Фf8 19. К:e6 fe 20. e4 d4? 21. f4 Фe7 22. e5 Лb8 23. Сc4 Крh8 24. Фh3! Кf8 25. b3 a5 26. f5! белые имели мощную атаку.
Партия продолжилась так: 26. … ef 27. Л:f5 Кh7 28. Лcf1 Фd8 29. Фg3 Лe7 30. h4 Лbb7 31. e6 Лbc7 32. Фe5 Фe8 33. a4 Фd8 34. Л1f2 Фe8 35. Л2f3 Фd8 36. Сd3 Фe8 37. Фe4 Кf6 (позиция на диаграмме) 38. Л:f6! gf 39. Л:f6 Крg8 40. Сc4 Крh8 41. Фf4 Чёрные сдались. После окончания партии Спасский присоединился к зрителям, аплодировавшим победе Фишера. Впоследствии он описывал эту партию как лучшую в матче.

### Седьмая и последующие партии
Седьмая партия закончилась вничью — Бобби Фишер имел преимущество в две пешки, но реализовать его на этот раз не смог. Восьмую партию Фишер снова начал ходом 1. c4, разыграв английское начало. Спасский пожертвовал качество за небольшое позиционное преимущество, и было неясно, была ли это на самом деле жертва или ошибка. Фишер выиграл эту партию, и его преимущество в матче возросло до 5 : 3.
Девятая партия была задержана из-за того, что Спасский заболел (по крайней мере, так он объявил организаторам). Когда она всё же состоялась, то закончилась вничью всего за 29 ходов — казалось, что никто из соперников не хотел играть. Вместо этого шахматисты развлекали зрителей своим поведением — Фишер стал постоянно качаться в кресле, а Борис Спасский подражать ему; один из комментаторов описал это как «танец двух мужчин».
Десятую партию выиграл Бобби Фишер, разыграв испанскую партию, одно из его любимых начал, в котором он был выдающимся специалистом. После 26. Сb3! — «программного» хода, выводящего белопольного слона на открытую диагональ и организующего давление на пешку f7, Фишер получил преимущество с перспективой атаки. Спасский отдал качество за пешку, перейдя в худший эндшпиль, где, однако, благодаря двум связанным проходным на ферзевом фланге имел определённые контршансы. Тем не менее Фишер благодаря своей точной игре и ошибкам Спасского добился победы. Гарри Каспаров считал эту победу лучшей партией Бобби Фишера в матче.
|   | a | b | c | d | e | f | g | h |   |
| - | --- | --- | --- | --- | --- | --- | --- | --- | - |
| 8 | a8 чёрная ладья · e8 чёрный король · f8 чёрный слон · h8 чёрная ладья · b7 чёрная пешка · d7 чёрный слон · f7 чёрная пешка · a6 чёрная пешка · c6 чёрный конь · d6 чёрная пешка · e6 чёрная пешка · f6 чёрная пешка · h5 чёрная пешка · e4 белая пешка · f4 белая пешка · a3 чёрный ферзь · b3 белый конь · a2 белая пешка · c2 белая пешка · d2 белый ферзь · e2 белый слон · g2 белая пешка · h2 белая пешка · a1 белая ладья · b1 белый конь · f1 белая ладья · h1 белый король | a8 чёрная ладья · e8 чёрный король · f8 чёрный слон · h8 чёрная ладья · b7 чёрная пешка · d7 чёрный слон · f7 чёрная пешка · a6 чёрная пешка · c6 чёрный конь · d6 чёрная пешка · e6 чёрная пешка · f6 чёрная пешка · h5 чёрная пешка · e4 белая пешка · f4 белая пешка · a3 чёрный ферзь · b3 белый конь · a2 белая пешка · c2 белая пешка · d2 белый ферзь · e2 белый слон · g2 белая пешка · h2 белая пешка · a1 белая ладья · b1 белый конь · f1 белая ладья · h1 белый король | a8 чёрная ладья · e8 чёрный король · f8 чёрный слон · h8 чёрная ладья · b7 чёрная пешка · d7 чёрный слон · f7 чёрная пешка · a6 чёрная пешка · c6 чёрный конь · d6 чёрная пешка · e6 чёрная пешка · f6 чёрная пешка · h5 чёрная пешка · e4 белая пешка · f4 белая пешка · a3 чёрный ферзь · b3 белый конь · a2 белая пешка · c2 белая пешка · d2 белый ферзь · e2 белый слон · g2 белая пешка · h2 белая пешка · a1 белая ладья · b1 белый конь · f1 белая ладья · h1 белый король | a8 чёрная ладья · e8 чёрный король · f8 чёрный слон · h8 чёрная ладья · b7 чёрная пешка · d7 чёрный слон · f7 чёрная пешка · a6 чёрная пешка · c6 чёрный конь · d6 чёрная пешка · e6 чёрная пешка · f6 чёрная пешка · h5 чёрная пешка · e4 белая пешка · f4 белая пешка · a3 чёрный ферзь · b3 белый конь · a2 белая пешка · c2 белая пешка · d2 белый ферзь · e2 белый слон · g2 белая пешка · h2 белая пешка · a1 белая ладья · b1 белый конь · f1 белая ладья · h1 белый король | a8 чёрная ладья · e8 чёрный король · f8 чёрный слон · h8 чёрная ладья · b7 чёрная пешка · d7 чёрный слон · f7 чёрная пешка · a6 чёрная пешка · c6 чёрный конь · d6 чёрная пешка · e6 чёрная пешка · f6 чёрная пешка · h5 чёрная пешка · e4 белая пешка · f4 белая пешка · a3 чёрный ферзь · b3 белый конь · a2 белая пешка · c2 белая пешка · d2 белый ферзь · e2 белый слон · g2 белая пешка · h2 белая пешка · a1 белая ладья · b1 белый конь · f1 белая ладья · h1 белый король | a8 чёрная ладья · e8 чёрный король · f8 чёрный слон · h8 чёрная ладья · b7 чёрная пешка · d7 чёрный слон · f7 чёрная пешка · a6 чёрная пешка · c6 чёрный конь · d6 чёрная пешка · e6 чёрная пешка · f6 чёрная пешка · h5 чёрная пешка · e4 белая пешка · f4 белая пешка · a3 чёрный ферзь · b3 белый конь · a2 белая пешка · c2 белая пешка · d2 белый ферзь · e2 белый слон · g2 белая пешка · h2 белая пешка · a1 белая ладья · b1 белый конь · f1 белая ладья · h1 белый король | a8 чёрная ладья · e8 чёрный король · f8 чёрный слон · h8 чёрная ладья · b7 чёрная пешка · d7 чёрный слон · f7 чёрная пешка · a6 чёрная пешка · c6 чёрный конь · d6 чёрная пешка · e6 чёрная пешка · f6 чёрная пешка · h5 чёрная пешка · e4 белая пешка · f4 белая пешка · a3 чёрный ферзь · b3 белый конь · a2 белая пешка · c2 белая пешка · d2 белый ферзь · e2 белый слон · g2 белая пешка · h2 белая пешка · a1 белая ладья · b1 белый конь · f1 белая ладья · h1 белый король | a8 чёрная ладья · e8 чёрный король · f8 чёрный слон · h8 чёрная ладья · b7 чёрная пешка · d7 чёрный слон · f7 чёрная пешка · a6 чёрная пешка · c6 чёрный конь · d6 чёрная пешка · e6 чёрная пешка · f6 чёрная пешка · h5 чёрная пешка · e4 белая пешка · f4 белая пешка · a3 чёрный ферзь · b3 белый конь · a2 белая пешка · c2 белая пешка · d2 белый ферзь · e2 белый слон · g2 белая пешка · h2 белая пешка · a1 белая ладья · b1 белый конь · f1 белая ладья · h1 белый король | 8 |
| 7 | a8 чёрная ладья · e8 чёрный король · f8 чёрный слон · h8 чёрная ладья · b7 чёрная пешка · d7 чёрный слон · f7 чёрная пешка · a6 чёрная пешка · c6 чёрный конь · d6 чёрная пешка · e6 чёрная пешка · f6 чёрная пешка · h5 чёрная пешка · e4 белая пешка · f4 белая пешка · a3 чёрный ферзь · b3 белый конь · a2 белая пешка · c2 белая пешка · d2 белый ферзь · e2 белый слон · g2 белая пешка · h2 белая пешка · a1 белая ладья · b1 белый конь · f1 белая ладья · h1 белый король | a8 чёрная ладья · e8 чёрный король · f8 чёрный слон · h8 чёрная ладья · b7 чёрная пешка · d7 чёрный слон · f7 чёрная пешка · a6 чёрная пешка · c6 чёрный конь · d6 чёрная пешка · e6 чёрная пешка · f6 чёрная пешка · h5 чёрная пешка · e4 белая пешка · f4 белая пешка · a3 чёрный ферзь · b3 белый конь · a2 белая пешка · c2 белая пешка · d2 белый ферзь · e2 белый слон · g2 белая пешка · h2 белая пешка · a1 белая ладья · b1 белый конь · f1 белая ладья · h1 белый король | a8 чёрная ладья · e8 чёрный король · f8 чёрный слон · h8 чёрная ладья · b7 чёрная пешка · d7 чёрный слон · f7 чёрная пешка · a6 чёрная пешка · c6 чёрный конь · d6 чёрная пешка · e6 чёрная пешка · f6 чёрная пешка · h5 чёрная пешка · e4 белая пешка · f4 белая пешка · a3 чёрный ферзь · b3 белый конь · a2 белая пешка · c2 белая пешка · d2 белый ферзь · e2 белый слон · g2 белая пешка · h2 белая пешка · a1 белая ладья · b1 белый конь · f1 белая ладья · h1 белый король | a8 чёрная ладья · e8 чёрный король · f8 чёрный слон · h8 чёрная ладья · b7 чёрная пешка · d7 чёрный слон · f7 чёрная пешка · a6 чёрная пешка · c6 чёрный конь · d6 чёрная пешка · e6 чёрная пешка · f6 чёрная пешка · h5 чёрная пешка · e4 белая пешка · f4 белая пешка · a3 чёрный ферзь · b3 белый конь · a2 белая пешка · c2 белая пешка · d2 белый ферзь · e2 белый слон · g2 белая пешка · h2 белая пешка · a1 белая ладья · b1 белый конь · f1 белая ладья · h1 белый король | a8 чёрная ладья · e8 чёрный король · f8 чёрный слон · h8 чёрная ладья · b7 чёрная пешка · d7 чёрный слон · f7 чёрная пешка · a6 чёрная пешка · c6 чёрный конь · d6 чёрная пешка · e6 чёрная пешка · f6 чёрная пешка · h5 чёрная пешка · e4 белая пешка · f4 белая пешка · a3 чёрный ферзь · b3 белый конь · a2 белая пешка · c2 белая пешка · d2 белый ферзь · e2 белый слон · g2 белая пешка · h2 белая пешка · a1 белая ладья · b1 белый конь · f1 белая ладья · h1 белый король | a8 чёрная ладья · e8 чёрный король · f8 чёрный слон · h8 чёрная ладья · b7 чёрная пешка · d7 чёрный слон · f7 чёрная пешка · a6 чёрная пешка · c6 чёрный конь · d6 чёрная пешка · e6 чёрная пешка · f6 чёрная пешка · h5 чёрная пешка · e4 белая пешка · f4 белая пешка · a3 чёрный ферзь · b3 белый конь · a2 белая пешка · c2 белая пешка · d2 белый ферзь · e2 белый слон · g2 белая пешка · h2 белая пешка · a1 белая ладья · b1 белый конь · f1 белая ладья · h1 белый король | a8 чёрная ладья · e8 чёрный король · f8 чёрный слон · h8 чёрная ладья · b7 чёрная пешка · d7 чёрный слон · f7 чёрная пешка · a6 чёрная пешка · c6 чёрный конь · d6 чёрная пешка · e6 чёрная пешка · f6 чёрная пешка · h5 чёрная пешка · e4 белая пешка · f4 белая пешка · a3 чёрный ферзь · b3 белый конь · a2 белая пешка · c2 белая пешка · d2 белый ферзь · e2 белый слон · g2 белая пешка · h2 белая пешка · a1 белая ладья · b1 белый конь · f1 белая ладья · h1 белый король | a8 чёрная ладья · e8 чёрный король · f8 чёрный слон · h8 чёрная ладья · b7 чёрная пешка · d7 чёрный слон · f7 чёрная пешка · a6 чёрная пешка · c6 чёрный конь · d6 чёрная пешка · e6 чёрная пешка · f6 чёрная пешка · h5 чёрная пешка · e4 белая пешка · f4 белая пешка · a3 чёрный ферзь · b3 белый конь · a2 белая пешка · c2 белая пешка · d2 белый ферзь · e2 белый слон · g2 белая пешка · h2 белая пешка · a1 белая ладья · b1 белый конь · f1 белая ладья · h1 белый король | 7 |
| 6 | a8 чёрная ладья · e8 чёрный король · f8 чёрный слон · h8 чёрная ладья · b7 чёрная пешка · d7 чёрный слон · f7 чёрная пешка · a6 чёрная пешка · c6 чёрный конь · d6 чёрная пешка · e6 чёрная пешка · f6 чёрная пешка · h5 чёрная пешка · e4 белая пешка · f4 белая пешка · a3 чёрный ферзь · b3 белый конь · a2 белая пешка · c2 белая пешка · d2 белый ферзь · e2 белый слон · g2 белая пешка · h2 белая пешка · a1 белая ладья · b1 белый конь · f1 белая ладья · h1 белый король | a8 чёрная ладья · e8 чёрный король · f8 чёрный слон · h8 чёрная ладья · b7 чёрная пешка · d7 чёрный слон · f7 чёрная пешка · a6 чёрная пешка · c6 чёрный конь · d6 чёрная пешка · e6 чёрная пешка · f6 чёрная пешка · h5 чёрная пешка · e4 белая пешка · f4 белая пешка · a3 чёрный ферзь · b3 белый конь · a2 белая пешка · c2 белая пешка · d2 белый ферзь · e2 белый слон · g2 белая пешка · h2 белая пешка · a1 белая ладья · b1 белый конь · f1 белая ладья · h1 белый король | a8 чёрная ладья · e8 чёрный король · f8 чёрный слон · h8 чёрная ладья · b7 чёрная пешка · d7 чёрный слон · f7 чёрная пешка · a6 чёрная пешка · c6 чёрный конь · d6 чёрная пешка · e6 чёрная пешка · f6 чёрная пешка · h5 чёрная пешка · e4 белая пешка · f4 белая пешка · a3 чёрный ферзь · b3 белый конь · a2 белая пешка · c2 белая пешка · d2 белый ферзь · e2 белый слон · g2 белая пешка · h2 белая пешка · a1 белая ладья · b1 белый конь · f1 белая ладья · h1 белый король | a8 чёрная ладья · e8 чёрный король · f8 чёрный слон · h8 чёрная ладья · b7 чёрная пешка · d7 чёрный слон · f7 чёрная пешка · a6 чёрная пешка · c6 чёрный конь · d6 чёрная пешка · e6 чёрная пешка · f6 чёрная пешка · h5 чёрная пешка · e4 белая пешка · f4 белая пешка · a3 чёрный ферзь · b3 белый конь · a2 белая пешка · c2 белая пешка · d2 белый ферзь · e2 белый слон · g2 белая пешка · h2 белая пешка · a1 белая ладья · b1 белый конь · f1 белая ладья · h1 белый король | a8 чёрная ладья · e8 чёрный король · f8 чёрный слон · h8 чёрная ладья · b7 чёрная пешка · d7 чёрный слон · f7 чёрная пешка · a6 чёрная пешка · c6 чёрный конь · d6 чёрная пешка · e6 чёрная пешка · f6 чёрная пешка · h5 чёрная пешка · e4 белая пешка · f4 белая пешка · a3 чёрный ферзь · b3 белый конь · a2 белая пешка · c2 белая пешка · d2 белый ферзь · e2 белый слон · g2 белая пешка · h2 белая пешка · a1 белая ладья · b1 белый конь · f1 белая ладья · h1 белый король | a8 чёрная ладья · e8 чёрный король · f8 чёрный слон · h8 чёрная ладья · b7 чёрная пешка · d7 чёрный слон · f7 чёрная пешка · a6 чёрная пешка · c6 чёрный конь · d6 чёрная пешка · e6 чёрная пешка · f6 чёрная пешка · h5 чёрная пешка · e4 белая пешка · f4 белая пешка · a3 чёрный ферзь · b3 белый конь · a2 белая пешка · c2 белая пешка · d2 белый ферзь · e2 белый слон · g2 белая пешка · h2 белая пешка · a1 белая ладья · b1 белый конь · f1 белая ладья · h1 белый король | a8 чёрная ладья · e8 чёрный король · f8 чёрный слон · h8 чёрная ладья · b7 чёрная пешка · d7 чёрный слон · f7 чёрная пешка · a6 чёрная пешка · c6 чёрный конь · d6 чёрная пешка · e6 чёрная пешка · f6 чёрная пешка · h5 чёрная пешка · e4 белая пешка · f4 белая пешка · a3 чёрный ферзь · b3 белый конь · a2 белая пешка · c2 белая пешка · d2 белый ферзь · e2 белый слон · g2 белая пешка · h2 белая пешка · a1 белая ладья · b1 белый конь · f1 белая ладья · h1 белый король | a8 чёрная ладья · e8 чёрный король · f8 чёрный слон · h8 чёрная ладья · b7 чёрная пешка · d7 чёрный слон · f7 чёрная пешка · a6 чёрная пешка · c6 чёрный конь · d6 чёрная пешка · e6 чёрная пешка · f6 чёрная пешка · h5 чёрная пешка · e4 белая пешка · f4 белая пешка · a3 чёрный ферзь · b3 белый конь · a2 белая пешка · c2 белая пешка · d2 белый ферзь · e2 белый слон · g2 белая пешка · h2 белая пешка · a1 белая ладья · b1 белый конь · f1 белая ладья · h1 белый король | 6 |
| 5 | a8 чёрная ладья · e8 чёрный король · f8 чёрный слон · h8 чёрная ладья · b7 чёрная пешка · d7 чёрный слон · f7 чёрная пешка · a6 чёрная пешка · c6 чёрный конь · d6 чёрная пешка · e6 чёрная пешка · f6 чёрная пешка · h5 чёрная пешка · e4 белая пешка · f4 белая пешка · a3 чёрный ферзь · b3 белый конь · a2 белая пешка · c2 белая пешка · d2 белый ферзь · e2 белый слон · g2 белая пешка · h2 белая пешка · a1 белая ладья · b1 белый конь · f1 белая ладья · h1 белый король | a8 чёрная ладья · e8 чёрный король · f8 чёрный слон · h8 чёрная ладья · b7 чёрная пешка · d7 чёрный слон · f7 чёрная пешка · a6 чёрная пешка · c6 чёрный конь · d6 чёрная пешка · e6 чёрная пешка · f6 чёрная пешка · h5 чёрная пешка · e4 белая пешка · f4 белая пешка · a3 чёрный ферзь · b3 белый конь · a2 белая пешка · c2 белая пешка · d2 белый ферзь · e2 белый слон · g2 белая пешка · h2 белая пешка · a1 белая ладья · b1 белый конь · f1 белая ладья · h1 белый король | a8 чёрная ладья · e8 чёрный король · f8 чёрный слон · h8 чёрная ладья · b7 чёрная пешка · d7 чёрный слон · f7 чёрная пешка · a6 чёрная пешка · c6 чёрный конь · d6 чёрная пешка · e6 чёрная пешка · f6 чёрная пешка · h5 чёрная пешка · e4 белая пешка · f4 белая пешка · a3 чёрный ферзь · b3 белый конь · a2 белая пешка · c2 белая пешка · d2 белый ферзь · e2 белый слон · g2 белая пешка · h2 белая пешка · a1 белая ладья · b1 белый конь · f1 белая ладья · h1 белый король | a8 чёрная ладья · e8 чёрный король · f8 чёрный слон · h8 чёрная ладья · b7 чёрная пешка · d7 чёрный слон · f7 чёрная пешка · a6 чёрная пешка · c6 чёрный конь · d6 чёрная пешка · e6 чёрная пешка · f6 чёрная пешка · h5 чёрная пешка · e4 белая пешка · f4 белая пешка · a3 чёрный ферзь · b3 белый конь · a2 белая пешка · c2 белая пешка · d2 белый ферзь · e2 белый слон · g2 белая пешка · h2 белая пешка · a1 белая ладья · b1 белый конь · f1 белая ладья · h1 белый король | a8 чёрная ладья · e8 чёрный король · f8 чёрный слон · h8 чёрная ладья · b7 чёрная пешка · d7 чёрный слон · f7 чёрная пешка · a6 чёрная пешка · c6 чёрный конь · d6 чёрная пешка · e6 чёрная пешка · f6 чёрная пешка · h5 чёрная пешка · e4 белая пешка · f4 белая пешка · a3 чёрный ферзь · b3 белый конь · a2 белая пешка · c2 белая пешка · d2 белый ферзь · e2 белый слон · g2 белая пешка · h2 белая пешка · a1 белая ладья · b1 белый конь · f1 белая ладья · h1 белый король | a8 чёрная ладья · e8 чёрный король · f8 чёрный слон · h8 чёрная ладья · b7 чёрная пешка · d7 чёрный слон · f7 чёрная пешка · a6 чёрная пешка · c6 чёрный конь · d6 чёрная пешка · e6 чёрная пешка · f6 чёрная пешка · h5 чёрная пешка · e4 белая пешка · f4 белая пешка · a3 чёрный ферзь · b3 белый конь · a2 белая пешка · c2 белая пешка · d2 белый ферзь · e2 белый слон · g2 белая пешка · h2 белая пешка · a1 белая ладья · b1 белый конь · f1 белая ладья · h1 белый король | a8 чёрная ладья · e8 чёрный король · f8 чёрный слон · h8 чёрная ладья · b7 чёрная пешка · d7 чёрный слон · f7 чёрная пешка · a6 чёрная пешка · c6 чёрный конь · d6 чёрная пешка · e6 чёрная пешка · f6 чёрная пешка · h5 чёрная пешка · e4 белая пешка · f4 белая пешка · a3 чёрный ферзь · b3 белый конь · a2 белая пешка · c2 белая пешка · d2 белый ферзь · e2 белый слон · g2 белая пешка · h2 белая пешка · a1 белая ладья · b1 белый конь · f1 белая ладья · h1 белый король | a8 чёрная ладья · e8 чёрный король · f8 чёрный слон · h8 чёрная ладья · b7 чёрная пешка · d7 чёрный слон · f7 чёрная пешка · a6 чёрная пешка · c6 чёрный конь · d6 чёрная пешка · e6 чёрная пешка · f6 чёрная пешка · h5 чёрная пешка · e4 белая пешка · f4 белая пешка · a3 чёрный ферзь · b3 белый конь · a2 белая пешка · c2 белая пешка · d2 белый ферзь · e2 белый слон · g2 белая пешка · h2 белая пешка · a1 белая ладья · b1 белый конь · f1 белая ладья · h1 белый король | 5 |
| 4 | a8 чёрная ладья · e8 чёрный король · f8 чёрный слон · h8 чёрная ладья · b7 чёрная пешка · d7 чёрный слон · f7 чёрная пешка · a6 чёрная пешка · c6 чёрный конь · d6 чёрная пешка · e6 чёрная пешка · f6 чёрная пешка · h5 чёрная пешка · e4 белая пешка · f4 белая пешка · a3 чёрный ферзь · b3 белый конь · a2 белая пешка · c2 белая пешка · d2 белый ферзь · e2 белый слон · g2 белая пешка · h2 белая пешка · a1 белая ладья · b1 белый конь · f1 белая ладья · h1 белый король | a8 чёрная ладья · e8 чёрный король · f8 чёрный слон · h8 чёрная ладья · b7 чёрная пешка · d7 чёрный слон · f7 чёрная пешка · a6 чёрная пешка · c6 чёрный конь · d6 чёрная пешка · e6 чёрная пешка · f6 чёрная пешка · h5 чёрная пешка · e4 белая пешка · f4 белая пешка · a3 чёрный ферзь · b3 белый конь · a2 белая пешка · c2 белая пешка · d2 белый ферзь · e2 белый слон · g2 белая пешка · h2 белая пешка · a1 белая ладья · b1 белый конь · f1 белая ладья · h1 белый король | a8 чёрная ладья · e8 чёрный король · f8 чёрный слон · h8 чёрная ладья · b7 чёрная пешка · d7 чёрный слон · f7 чёрная пешка · a6 чёрная пешка · c6 чёрный конь · d6 чёрная пешка · e6 чёрная пешка · f6 чёрная пешка · h5 чёрная пешка · e4 белая пешка · f4 белая пешка · a3 чёрный ферзь · b3 белый конь · a2 белая пешка · c2 белая пешка · d2 белый ферзь · e2 белый слон · g2 белая пешка · h2 белая пешка · a1 белая ладья · b1 белый конь · f1 белая ладья · h1 белый король | a8 чёрная ладья · e8 чёрный король · f8 чёрный слон · h8 чёрная ладья · b7 чёрная пешка · d7 чёрный слон · f7 чёрная пешка · a6 чёрная пешка · c6 чёрный конь · d6 чёрная пешка · e6 чёрная пешка · f6 чёрная пешка · h5 чёрная пешка · e4 белая пешка · f4 белая пешка · a3 чёрный ферзь · b3 белый конь · a2 белая пешка · c2 белая пешка · d2 белый ферзь · e2 белый слон · g2 белая пешка · h2 белая пешка · a1 белая ладья · b1 белый конь · f1 белая ладья · h1 белый король | a8 чёрная ладья · e8 чёрный король · f8 чёрный слон · h8 чёрная ладья · b7 чёрная пешка · d7 чёрный слон · f7 чёрная пешка · a6 чёрная пешка · c6 чёрный конь · d6 чёрная пешка · e6 чёрная пешка · f6 чёрная пешка · h5 чёрная пешка · e4 белая пешка · f4 белая пешка · a3 чёрный ферзь · b3 белый конь · a2 белая пешка · c2 белая пешка · d2 белый ферзь · e2 белый слон · g2 белая пешка · h2 белая пешка · a1 белая ладья · b1 белый конь · f1 белая ладья · h1 белый король | a8 чёрная ладья · e8 чёрный король · f8 чёрный слон · h8 чёрная ладья · b7 чёрная пешка · d7 чёрный слон · f7 чёрная пешка · a6 чёрная пешка · c6 чёрный конь · d6 чёрная пешка · e6 чёрная пешка · f6 чёрная пешка · h5 чёрная пешка · e4 белая пешка · f4 белая пешка · a3 чёрный ферзь · b3 белый конь · a2 белая пешка · c2 белая пешка · d2 белый ферзь · e2 белый слон · g2 белая пешка · h2 белая пешка · a1 белая ладья · b1 белый конь · f1 белая ладья · h1 белый король | a8 чёрная ладья · e8 чёрный король · f8 чёрный слон · h8 чёрная ладья · b7 чёрная пешка · d7 чёрный слон · f7 чёрная пешка · a6 чёрная пешка · c6 чёрный конь · d6 чёрная пешка · e6 чёрная пешка · f6 чёрная пешка · h5 чёрная пешка · e4 белая пешка · f4 белая пешка · a3 чёрный ферзь · b3 белый конь · a2 белая пешка · c2 белая пешка · d2 белый ферзь · e2 белый слон · g2 белая пешка · h2 белая пешка · a1 белая ладья · b1 белый конь · f1 белая ладья · h1 белый король | a8 чёрная ладья · e8 чёрный король · f8 чёрный слон · h8 чёрная ладья · b7 чёрная пешка · d7 чёрный слон · f7 чёрная пешка · a6 чёрная пешка · c6 чёрный конь · d6 чёрная пешка · e6 чёрная пешка · f6 чёрная пешка · h5 чёрная пешка · e4 белая пешка · f4 белая пешка · a3 чёрный ферзь · b3 белый конь · a2 белая пешка · c2 белая пешка · d2 белый ферзь · e2 белый слон · g2 белая пешка · h2 белая пешка · a1 белая ладья · b1 белый конь · f1 белая ладья · h1 белый король | 4 |
| 3 | a8 чёрная ладья · e8 чёрный король · f8 чёрный слон · h8 чёрная ладья · b7 чёрная пешка · d7 чёрный слон · f7 чёрная пешка · a6 чёрная пешка · c6 чёрный конь · d6 чёрная пешка · e6 чёрная пешка · f6 чёрная пешка · h5 чёрная пешка · e4 белая пешка · f4 белая пешка · a3 чёрный ферзь · b3 белый конь · a2 белая пешка · c2 белая пешка · d2 белый ферзь · e2 белый слон · g2 белая пешка · h2 белая пешка · a1 белая ладья · b1 белый конь · f1 белая ладья · h1 белый король | a8 чёрная ладья · e8 чёрный король · f8 чёрный слон · h8 чёрная ладья · b7 чёрная пешка · d7 чёрный слон · f7 чёрная пешка · a6 чёрная пешка · c6 чёрный конь · d6 чёрная пешка · e6 чёрная пешка · f6 чёрная пешка · h5 чёрная пешка · e4 белая пешка · f4 белая пешка · a3 чёрный ферзь · b3 белый конь · a2 белая пешка · c2 белая пешка · d2 белый ферзь · e2 белый слон · g2 белая пешка · h2 белая пешка · a1 белая ладья · b1 белый конь · f1 белая ладья · h1 белый король | a8 чёрная ладья · e8 чёрный король · f8 чёрный слон · h8 чёрная ладья · b7 чёрная пешка · d7 чёрный слон · f7 чёрная пешка · a6 чёрная пешка · c6 чёрный конь · d6 чёрная пешка · e6 чёрная пешка · f6 чёрная пешка · h5 чёрная пешка · e4 белая пешка · f4 белая пешка · a3 чёрный ферзь · b3 белый конь · a2 белая пешка · c2 белая пешка · d2 белый ферзь · e2 белый слон · g2 белая пешка · h2 белая пешка · a1 белая ладья · b1 белый конь · f1 белая ладья · h1 белый король | a8 чёрная ладья · e8 чёрный король · f8 чёрный слон · h8 чёрная ладья · b7 чёрная пешка · d7 чёрный слон · f7 чёрная пешка · a6 чёрная пешка · c6 чёрный конь · d6 чёрная пешка · e6 чёрная пешка · f6 чёрная пешка · h5 чёрная пешка · e4 белая пешка · f4 белая пешка · a3 чёрный ферзь · b3 белый конь · a2 белая пешка · c2 белая пешка · d2 белый ферзь · e2 белый слон · g2 белая пешка · h2 белая пешка · a1 белая ладья · b1 белый конь · f1 белая ладья · h1 белый король | a8 чёрная ладья · e8 чёрный король · f8 чёрный слон · h8 чёрная ладья · b7 чёрная пешка · d7 чёрный слон · f7 чёрная пешка · a6 чёрная пешка · c6 чёрный конь · d6 чёрная пешка · e6 чёрная пешка · f6 чёрная пешка · h5 чёрная пешка · e4 белая пешка · f4 белая пешка · a3 чёрный ферзь · b3 белый конь · a2 белая пешка · c2 белая пешка · d2 белый ферзь · e2 белый слон · g2 белая пешка · h2 белая пешка · a1 белая ладья · b1 белый конь · f1 белая ладья · h1 белый король | a8 чёрная ладья · e8 чёрный король · f8 чёрный слон · h8 чёрная ладья · b7 чёрная пешка · d7 чёрный слон · f7 чёрная пешка · a6 чёрная пешка · c6 чёрный конь · d6 чёрная пешка · e6 чёрная пешка · f6 чёрная пешка · h5 чёрная пешка · e4 белая пешка · f4 белая пешка · a3 чёрный ферзь · b3 белый конь · a2 белая пешка · c2 белая пешка · d2 белый ферзь · e2 белый слон · g2 белая пешка · h2 белая пешка · a1 белая ладья · b1 белый конь · f1 белая ладья · h1 белый король | a8 чёрная ладья · e8 чёрный король · f8 чёрный слон · h8 чёрная ладья · b7 чёрная пешка · d7 чёрный слон · f7 чёрная пешка · a6 чёрная пешка · c6 чёрный конь · d6 чёрная пешка · e6 чёрная пешка · f6 чёрная пешка · h5 чёрная пешка · e4 белая пешка · f4 белая пешка · a3 чёрный ферзь · b3 белый конь · a2 белая пешка · c2 белая пешка · d2 белый ферзь · e2 белый слон · g2 белая пешка · h2 белая пешка · a1 белая ладья · b1 белый конь · f1 белая ладья · h1 белый король | a8 чёрная ладья · e8 чёрный король · f8 чёрный слон · h8 чёрная ладья · b7 чёрная пешка · d7 чёрный слон · f7 чёрная пешка · a6 чёрная пешка · c6 чёрный конь · d6 чёрная пешка · e6 чёрная пешка · f6 чёрная пешка · h5 чёрная пешка · e4 белая пешка · f4 белая пешка · a3 чёрный ферзь · b3 белый конь · a2 белая пешка · c2 белая пешка · d2 белый ферзь · e2 белый слон · g2 белая пешка · h2 белая пешка · a1 белая ладья · b1 белый конь · f1 белая ладья · h1 белый король | 3 |
| 2 | a8 чёрная ладья · e8 чёрный король · f8 чёрный слон · h8 чёрная ладья · b7 чёрная пешка · d7 чёрный слон · f7 чёрная пешка · a6 чёрная пешка · c6 чёрный конь · d6 чёрная пешка · e6 чёрная пешка · f6 чёрная пешка · h5 чёрная пешка · e4 белая пешка · f4 белая пешка · a3 чёрный ферзь · b3 белый конь · a2 белая пешка · c2 белая пешка · d2 белый ферзь · e2 белый слон · g2 белая пешка · h2 белая пешка · a1 белая ладья · b1 белый конь · f1 белая ладья · h1 белый король | a8 чёрная ладья · e8 чёрный король · f8 чёрный слон · h8 чёрная ладья · b7 чёрная пешка · d7 чёрный слон · f7 чёрная пешка · a6 чёрная пешка · c6 чёрный конь · d6 чёрная пешка · e6 чёрная пешка · f6 чёрная пешка · h5 чёрная пешка · e4 белая пешка · f4 белая пешка · a3 чёрный ферзь · b3 белый конь · a2 белая пешка · c2 белая пешка · d2 белый ферзь · e2 белый слон · g2 белая пешка · h2 белая пешка · a1 белая ладья · b1 белый конь · f1 белая ладья · h1 белый король | a8 чёрная ладья · e8 чёрный король · f8 чёрный слон · h8 чёрная ладья · b7 чёрная пешка · d7 чёрный слон · f7 чёрная пешка · a6 чёрная пешка · c6 чёрный конь · d6 чёрная пешка · e6 чёрная пешка · f6 чёрная пешка · h5 чёрная пешка · e4 белая пешка · f4 белая пешка · a3 чёрный ферзь · b3 белый конь · a2 белая пешка · c2 белая пешка · d2 белый ферзь · e2 белый слон · g2 белая пешка · h2 белая пешка · a1 белая ладья · b1 белый конь · f1 белая ладья · h1 белый король | a8 чёрная ладья · e8 чёрный король · f8 чёрный слон · h8 чёрная ладья · b7 чёрная пешка · d7 чёрный слон · f7 чёрная пешка · a6 чёрная пешка · c6 чёрный конь · d6 чёрная пешка · e6 чёрная пешка · f6 чёрная пешка · h5 чёрная пешка · e4 белая пешка · f4 белая пешка · a3 чёрный ферзь · b3 белый конь · a2 белая пешка · c2 белая пешка · d2 белый ферзь · e2 белый слон · g2 белая пешка · h2 белая пешка · a1 белая ладья · b1 белый конь · f1 белая ладья · h1 белый король | a8 чёрная ладья · e8 чёрный король · f8 чёрный слон · h8 чёрная ладья · b7 чёрная пешка · d7 чёрный слон · f7 чёрная пешка · a6 чёрная пешка · c6 чёрный конь · d6 чёрная пешка · e6 чёрная пешка · f6 чёрная пешка · h5 чёрная пешка · e4 белая пешка · f4 белая пешка · a3 чёрный ферзь · b3 белый конь · a2 белая пешка · c2 белая пешка · d2 белый ферзь · e2 белый слон · g2 белая пешка · h2 белая пешка · a1 белая ладья · b1 белый конь · f1 белая ладья · h1 белый король | a8 чёрная ладья · e8 чёрный король · f8 чёрный слон · h8 чёрная ладья · b7 чёрная пешка · d7 чёрный слон · f7 чёрная пешка · a6 чёрная пешка · c6 чёрный конь · d6 чёрная пешка · e6 чёрная пешка · f6 чёрная пешка · h5 чёрная пешка · e4 белая пешка · f4 белая пешка · a3 чёрный ферзь · b3 белый конь · a2 белая пешка · c2 белая пешка · d2 белый ферзь · e2 белый слон · g2 белая пешка · h2 белая пешка · a1 белая ладья · b1 белый конь · f1 белая ладья · h1 белый король | a8 чёрная ладья · e8 чёрный король · f8 чёрный слон · h8 чёрная ладья · b7 чёрная пешка · d7 чёрный слон · f7 чёрная пешка · a6 чёрная пешка · c6 чёрный конь · d6 чёрная пешка · e6 чёрная пешка · f6 чёрная пешка · h5 чёрная пешка · e4 белая пешка · f4 белая пешка · a3 чёрный ферзь · b3 белый конь · a2 белая пешка · c2 белая пешка · d2 белый ферзь · e2 белый слон · g2 белая пешка · h2 белая пешка · a1 белая ладья · b1 белый конь · f1 белая ладья · h1 белый король | a8 чёрная ладья · e8 чёрный король · f8 чёрный слон · h8 чёрная ладья · b7 чёрная пешка · d7 чёрный слон · f7 чёрная пешка · a6 чёрная пешка · c6 чёрный конь · d6 чёрная пешка · e6 чёрная пешка · f6 чёрная пешка · h5 чёрная пешка · e4 белая пешка · f4 белая пешка · a3 чёрный ферзь · b3 белый конь · a2 белая пешка · c2 белая пешка · d2 белый ферзь · e2 белый слон · g2 белая пешка · h2 белая пешка · a1 белая ладья · b1 белый конь · f1 белая ладья · h1 белый король | 2 |
| 1 | a8 чёрная ладья · e8 чёрный король · f8 чёрный слон · h8 чёрная ладья · b7 чёрная пешка · d7 чёрный слон · f7 чёрная пешка · a6 чёрная пешка · c6 чёрный конь · d6 чёрная пешка · e6 чёрная пешка · f6 чёрная пешка · h5 чёрная пешка · e4 белая пешка · f4 белая пешка · a3 чёрный ферзь · b3 белый конь · a2 белая пешка · c2 белая пешка · d2 белый ферзь · e2 белый слон · g2 белая пешка · h2 белая пешка · a1 белая ладья · b1 белый конь · f1 белая ладья · h1 белый король | a8 чёрная ладья · e8 чёрный король · f8 чёрный слон · h8 чёрная ладья · b7 чёрная пешка · d7 чёрный слон · f7 чёрная пешка · a6 чёрная пешка · c6 чёрный конь · d6 чёрная пешка · e6 чёрная пешка · f6 чёрная пешка · h5 чёрная пешка · e4 белая пешка · f4 белая пешка · a3 чёрный ферзь · b3 белый конь · a2 белая пешка · c2 белая пешка · d2 белый ферзь · e2 белый слон · g2 белая пешка · h2 белая пешка · a1 белая ладья · b1 белый конь · f1 белая ладья · h1 белый король | a8 чёрная ладья · e8 чёрный король · f8 чёрный слон · h8 чёрная ладья · b7 чёрная пешка · d7 чёрный слон · f7 чёрная пешка · a6 чёрная пешка · c6 чёрный конь · d6 чёрная пешка · e6 чёрная пешка · f6 чёрная пешка · h5 чёрная пешка · e4 белая пешка · f4 белая пешка · a3 чёрный ферзь · b3 белый конь · a2 белая пешка · c2 белая пешка · d2 белый ферзь · e2 белый слон · g2 белая пешка · h2 белая пешка · a1 белая ладья · b1 белый конь · f1 белая ладья · h1 белый король | a8 чёрная ладья · e8 чёрный король · f8 чёрный слон · h8 чёрная ладья · b7 чёрная пешка · d7 чёрный слон · f7 чёрная пешка · a6 чёрная пешка · c6 чёрный конь · d6 чёрная пешка · e6 чёрная пешка · f6 чёрная пешка · h5 чёрная пешка · e4 белая пешка · f4 белая пешка · a3 чёрный ферзь · b3 белый конь · a2 белая пешка · c2 белая пешка · d2 белый ферзь · e2 белый слон · g2 белая пешка · h2 белая пешка · a1 белая ладья · b1 белый конь · f1 белая ладья · h1 белый король | a8 чёрная ладья · e8 чёрный король · f8 чёрный слон · h8 чёрная ладья · b7 чёрная пешка · d7 чёрный слон · f7 чёрная пешка · a6 чёрная пешка · c6 чёрный конь · d6 чёрная пешка · e6 чёрная пешка · f6 чёрная пешка · h5 чёрная пешка · e4 белая пешка · f4 белая пешка · a3 чёрный ферзь · b3 белый конь · a2 белая пешка · c2 белая пешка · d2 белый ферзь · e2 белый слон · g2 белая пешка · h2 белая пешка · a1 белая ладья · b1 белый конь · f1 белая ладья · h1 белый король | a8 чёрная ладья · e8 чёрный король · f8 чёрный слон · h8 чёрная ладья · b7 чёрная пешка · d7 чёрный слон · f7 чёрная пешка · a6 чёрная пешка · c6 чёрный конь · d6 чёрная пешка · e6 чёрная пешка · f6 чёрная пешка · h5 чёрная пешка · e4 белая пешка · f4 белая пешка · a3 чёрный ферзь · b3 белый конь · a2 белая пешка · c2 белая пешка · d2 белый ферзь · e2 белый слон · g2 белая пешка · h2 белая пешка · a1 белая ладья · b1 белый конь · f1 белая ладья · h1 белый король | a8 чёрная ладья · e8 чёрный король · f8 чёрный слон · h8 чёрная ладья · b7 чёрная пешка · d7 чёрный слон · f7 чёрная пешка · a6 чёрная пешка · c6 чёрный конь · d6 чёрная пешка · e6 чёрная пешка · f6 чёрная пешка · h5 чёрная пешка · e4 белая пешка · f4 белая пешка · a3 чёрный ферзь · b3 белый конь · a2 белая пешка · c2 белая пешка · d2 белый ферзь · e2 белый слон · g2 белая пешка · h2 белая пешка · a1 белая ладья · b1 белый конь · f1 белая ладья · h1 белый король | a8 чёрная ладья · e8 чёрный король · f8 чёрный слон · h8 чёрная ладья · b7 чёрная пешка · d7 чёрный слон · f7 чёрная пешка · a6 чёрная пешка · c6 чёрный конь · d6 чёрная пешка · e6 чёрная пешка · f6 чёрная пешка · h5 чёрная пешка · e4 белая пешка · f4 белая пешка · a3 чёрный ферзь · b3 белый конь · a2 белая пешка · c2 белая пешка · d2 белый ферзь · e2 белый слон · g2 белая пешка · h2 белая пешка · a1 белая ладья · b1 белый конь · f1 белая ладья · h1 белый король | 1 |
|   | a | b | c | d | e | f | g | h |   |

Таким образом в восьми партиях с третьей по десятую Фишер набрал 6½ очков, а Борис Спасский — только полтора. В следующей партии, однако, Бориса Спасский смог отыграться, применив новинку в варианте «отравленной пешки» в защите Найдорфа, и после этого комментаторы заговорили о том, что в матче всё ещё может измениться. Двенадцатая партия закончилась вничью.
Вообще, к началу второго десятка партий Борис Спасский как будто нашёл правильный стиль игры для успешного противостояния Фишеру: он старался навязать претенденту оригинальные последебютные схемы игры. Чемпион стал чаще получать в партиях лучшие, иногда — значительно лучшие позиции. Однако на таблице результатов матча это отразилось слабо.
|   | a | b | c | d | e | f | g | h |   |
| - | --- | --- | --- | --- | --- | --- | --- | --- | - |
| 8 | d7 чёрная ладья · d4 белый слон · e4 белая ладья · b3 чёрная пешка · a2 чёрная пешка · b2 белый король · f2 чёрная пешка · f1 чёрный король | d7 чёрная ладья · d4 белый слон · e4 белая ладья · b3 чёрная пешка · a2 чёрная пешка · b2 белый король · f2 чёрная пешка · f1 чёрный король | d7 чёрная ладья · d4 белый слон · e4 белая ладья · b3 чёрная пешка · a2 чёрная пешка · b2 белый король · f2 чёрная пешка · f1 чёрный король | d7 чёрная ладья · d4 белый слон · e4 белая ладья · b3 чёрная пешка · a2 чёрная пешка · b2 белый король · f2 чёрная пешка · f1 чёрный король | d7 чёрная ладья · d4 белый слон · e4 белая ладья · b3 чёрная пешка · a2 чёрная пешка · b2 белый король · f2 чёрная пешка · f1 чёрный король | d7 чёрная ладья · d4 белый слон · e4 белая ладья · b3 чёрная пешка · a2 чёрная пешка · b2 белый король · f2 чёрная пешка · f1 чёрный король | d7 чёрная ладья · d4 белый слон · e4 белая ладья · b3 чёрная пешка · a2 чёрная пешка · b2 белый король · f2 чёрная пешка · f1 чёрный король | d7 чёрная ладья · d4 белый слон · e4 белая ладья · b3 чёрная пешка · a2 чёрная пешка · b2 белый король · f2 чёрная пешка · f1 чёрный король | 8 |
| 7 | d7 чёрная ладья · d4 белый слон · e4 белая ладья · b3 чёрная пешка · a2 чёрная пешка · b2 белый король · f2 чёрная пешка · f1 чёрный король | d7 чёрная ладья · d4 белый слон · e4 белая ладья · b3 чёрная пешка · a2 чёрная пешка · b2 белый король · f2 чёрная пешка · f1 чёрный король | d7 чёрная ладья · d4 белый слон · e4 белая ладья · b3 чёрная пешка · a2 чёрная пешка · b2 белый король · f2 чёрная пешка · f1 чёрный король | d7 чёрная ладья · d4 белый слон · e4 белая ладья · b3 чёрная пешка · a2 чёрная пешка · b2 белый король · f2 чёрная пешка · f1 чёрный король | d7 чёрная ладья · d4 белый слон · e4 белая ладья · b3 чёрная пешка · a2 чёрная пешка · b2 белый король · f2 чёрная пешка · f1 чёрный король | d7 чёрная ладья · d4 белый слон · e4 белая ладья · b3 чёрная пешка · a2 чёрная пешка · b2 белый король · f2 чёрная пешка · f1 чёрный король | d7 чёрная ладья · d4 белый слон · e4 белая ладья · b3 чёрная пешка · a2 чёрная пешка · b2 белый король · f2 чёрная пешка · f1 чёрный король | d7 чёрная ладья · d4 белый слон · e4 белая ладья · b3 чёрная пешка · a2 чёрная пешка · b2 белый король · f2 чёрная пешка · f1 чёрный король | 7 |
| 6 | d7 чёрная ладья · d4 белый слон · e4 белая ладья · b3 чёрная пешка · a2 чёрная пешка · b2 белый король · f2 чёрная пешка · f1 чёрный король | d7 чёрная ладья · d4 белый слон · e4 белая ладья · b3 чёрная пешка · a2 чёрная пешка · b2 белый король · f2 чёрная пешка · f1 чёрный король | d7 чёрная ладья · d4 белый слон · e4 белая ладья · b3 чёрная пешка · a2 чёрная пешка · b2 белый король · f2 чёрная пешка · f1 чёрный король | d7 чёрная ладья · d4 белый слон · e4 белая ладья · b3 чёрная пешка · a2 чёрная пешка · b2 белый король · f2 чёрная пешка · f1 чёрный король | d7 чёрная ладья · d4 белый слон · e4 белая ладья · b3 чёрная пешка · a2 чёрная пешка · b2 белый король · f2 чёрная пешка · f1 чёрный король | d7 чёрная ладья · d4 белый слон · e4 белая ладья · b3 чёрная пешка · a2 чёрная пешка · b2 белый король · f2 чёрная пешка · f1 чёрный король | d7 чёрная ладья · d4 белый слон · e4 белая ладья · b3 чёрная пешка · a2 чёрная пешка · b2 белый король · f2 чёрная пешка · f1 чёрный король | d7 чёрная ладья · d4 белый слон · e4 белая ладья · b3 чёрная пешка · a2 чёрная пешка · b2 белый король · f2 чёрная пешка · f1 чёрный король | 6 |
| 5 | d7 чёрная ладья · d4 белый слон · e4 белая ладья · b3 чёрная пешка · a2 чёрная пешка · b2 белый король · f2 чёрная пешка · f1 чёрный король | d7 чёрная ладья · d4 белый слон · e4 белая ладья · b3 чёрная пешка · a2 чёрная пешка · b2 белый король · f2 чёрная пешка · f1 чёрный король | d7 чёрная ладья · d4 белый слон · e4 белая ладья · b3 чёрная пешка · a2 чёрная пешка · b2 белый король · f2 чёрная пешка · f1 чёрный король | d7 чёрная ладья · d4 белый слон · e4 белая ладья · b3 чёрная пешка · a2 чёрная пешка · b2 белый король · f2 чёрная пешка · f1 чёрный король | d7 чёрная ладья · d4 белый слон · e4 белая ладья · b3 чёрная пешка · a2 чёрная пешка · b2 белый король · f2 чёрная пешка · f1 чёрный король | d7 чёрная ладья · d4 белый слон · e4 белая ладья · b3 чёрная пешка · a2 чёрная пешка · b2 белый король · f2 чёрная пешка · f1 чёрный король | d7 чёрная ладья · d4 белый слон · e4 белая ладья · b3 чёрная пешка · a2 чёрная пешка · b2 белый король · f2 чёрная пешка · f1 чёрный король | d7 чёрная ладья · d4 белый слон · e4 белая ладья · b3 чёрная пешка · a2 чёрная пешка · b2 белый король · f2 чёрная пешка · f1 чёрный король | 5 |
| 4 | d7 чёрная ладья · d4 белый слон · e4 белая ладья · b3 чёрная пешка · a2 чёрная пешка · b2 белый король · f2 чёрная пешка · f1 чёрный король | d7 чёрная ладья · d4 белый слон · e4 белая ладья · b3 чёрная пешка · a2 чёрная пешка · b2 белый король · f2 чёрная пешка · f1 чёрный король | d7 чёрная ладья · d4 белый слон · e4 белая ладья · b3 чёрная пешка · a2 чёрная пешка · b2 белый король · f2 чёрная пешка · f1 чёрный король | d7 чёрная ладья · d4 белый слон · e4 белая ладья · b3 чёрная пешка · a2 чёрная пешка · b2 белый король · f2 чёрная пешка · f1 чёрный король | d7 чёрная ладья · d4 белый слон · e4 белая ладья · b3 чёрная пешка · a2 чёрная пешка · b2 белый король · f2 чёрная пешка · f1 чёрный король | d7 чёрная ладья · d4 белый слон · e4 белая ладья · b3 чёрная пешка · a2 чёрная пешка · b2 белый король · f2 чёрная пешка · f1 чёрный король | d7 чёрная ладья · d4 белый слон · e4 белая ладья · b3 чёрная пешка · a2 чёрная пешка · b2 белый король · f2 чёрная пешка · f1 чёрный король | d7 чёрная ладья · d4 белый слон · e4 белая ладья · b3 чёрная пешка · a2 чёрная пешка · b2 белый король · f2 чёрная пешка · f1 чёрный король | 4 |
| 3 | d7 чёрная ладья · d4 белый слон · e4 белая ладья · b3 чёрная пешка · a2 чёрная пешка · b2 белый король · f2 чёрная пешка · f1 чёрный король | d7 чёрная ладья · d4 белый слон · e4 белая ладья · b3 чёрная пешка · a2 чёрная пешка · b2 белый король · f2 чёрная пешка · f1 чёрный король | d7 чёрная ладья · d4 белый слон · e4 белая ладья · b3 чёрная пешка · a2 чёрная пешка · b2 белый король · f2 чёрная пешка · f1 чёрный король | d7 чёрная ладья · d4 белый слон · e4 белая ладья · b3 чёрная пешка · a2 чёрная пешка · b2 белый король · f2 чёрная пешка · f1 чёрный король | d7 чёрная ладья · d4 белый слон · e4 белая ладья · b3 чёрная пешка · a2 чёрная пешка · b2 белый король · f2 чёрная пешка · f1 чёрный король | d7 чёрная ладья · d4 белый слон · e4 белая ладья · b3 чёрная пешка · a2 чёрная пешка · b2 белый король · f2 чёрная пешка · f1 чёрный король | d7 чёрная ладья · d4 белый слон · e4 белая ладья · b3 чёрная пешка · a2 чёрная пешка · b2 белый король · f2 чёрная пешка · f1 чёрный король | d7 чёрная ладья · d4 белый слон · e4 белая ладья · b3 чёрная пешка · a2 чёрная пешка · b2 белый король · f2 чёрная пешка · f1 чёрный король | 3 |
| 2 | d7 чёрная ладья · d4 белый слон · e4 белая ладья · b3 чёрная пешка · a2 чёрная пешка · b2 белый король · f2 чёрная пешка · f1 чёрный король | d7 чёрная ладья · d4 белый слон · e4 белая ладья · b3 чёрная пешка · a2 чёрная пешка · b2 белый король · f2 чёрная пешка · f1 чёрный король | d7 чёрная ладья · d4 белый слон · e4 белая ладья · b3 чёрная пешка · a2 чёрная пешка · b2 белый король · f2 чёрная пешка · f1 чёрный король | d7 чёрная ладья · d4 белый слон · e4 белая ладья · b3 чёрная пешка · a2 чёрная пешка · b2 белый король · f2 чёрная пешка · f1 чёрный король | d7 чёрная ладья · d4 белый слон · e4 белая ладья · b3 чёрная пешка · a2 чёрная пешка · b2 белый король · f2 чёрная пешка · f1 чёрный король | d7 чёрная ладья · d4 белый слон · e4 белая ладья · b3 чёрная пешка · a2 чёрная пешка · b2 белый король · f2 чёрная пешка · f1 чёрный король | d7 чёрная ладья · d4 белый слон · e4 белая ладья · b3 чёрная пешка · a2 чёрная пешка · b2 белый король · f2 чёрная пешка · f1 чёрный король | d7 чёрная ладья · d4 белый слон · e4 белая ладья · b3 чёрная пешка · a2 чёрная пешка · b2 белый король · f2 чёрная пешка · f1 чёрный король | 2 |
| 1 | d7 чёрная ладья · d4 белый слон · e4 белая ладья · b3 чёрная пешка · a2 чёрная пешка · b2 белый король · f2 чёрная пешка · f1 чёрный король | d7 чёрная ладья · d4 белый слон · e4 белая ладья · b3 чёрная пешка · a2 чёрная пешка · b2 белый король · f2 чёрная пешка · f1 чёрный король | d7 чёрная ладья · d4 белый слон · e4 белая ладья · b3 чёрная пешка · a2 чёрная пешка · b2 белый король · f2 чёрная пешка · f1 чёрный король | d7 чёрная ладья · d4 белый слон · e4 белая ладья · b3 чёрная пешка · a2 чёрная пешка · b2 белый король · f2 чёрная пешка · f1 чёрный король | d7 чёрная ладья · d4 белый слон · e4 белая ладья · b3 чёрная пешка · a2 чёрная пешка · b2 белый король · f2 чёрная пешка · f1 чёрный король | d7 чёрная ладья · d4 белый слон · e4 белая ладья · b3 чёрная пешка · a2 чёрная пешка · b2 белый король · f2 чёрная пешка · f1 чёрный король | d7 чёрная ладья · d4 белый слон · e4 белая ладья · b3 чёрная пешка · a2 чёрная пешка · b2 белый король · f2 чёрная пешка · f1 чёрный король | d7 чёрная ладья · d4 белый слон · e4 белая ладья · b3 чёрная пешка · a2 чёрная пешка · b2 белый король · f2 чёрная пешка · f1 чёрный король | 1 |
|   | a | b | c | d | e | f | g | h |   |

В тринадцатой партии, которую Фишер играл чёрными, была разыграна защита Алехина. По поводу этой партии Спасский позже писал: «При доигрывании этой партии я неоднократно имел ничью». По ходу игры преимущество было то на одной стороне, то на другой, и к моменту откладывания партии (запечатан 42-й ход белых) Фишер в острой позиции имел небольшое преимущество, но ясного пути к победе видно не было. Команда советских шахматистов после анализа пришла к выводу, что позиция ничейная. Фишер не спал до 8 утра, анализируя позицию, и также не нашёл гарантированной победы, однако он смог найти несколько вариантов, где можно было расставить ловушки для Бориса Спасского. При доигрывании партии Борис Спасский играл недостаточно внимательно, и эти ловушки сработали — после 74 хода Спасский вынужден был сдаться. Критическую ошибку советский гроссмейстер допустил на 69 ходу: поставив шах королю белой ладьёй, он упустил проходную пешку черных. Секунданты Бориса Спасского были ошеломлены, и сам он также долго не покидал своего места за доской, отказываясь верить в происшедшее.

### Окончание матча 1972 года
Следующие семь партий протекали вяло и закончились вничью. Бобби Фишер, имея преимущество в 3 очка, был вполне доволен тем, что дело медленно движется к его чемпионскому титулу, а Спасский выглядел смирившимся со своим поражением. Весьма характерен комментарий Спасского к 15-й партии, закончившейся вничью: «Бобби Фишер остался без пешки в худшей позиции. Я искал лучший путь и не нашёл».
Инциденты вне доски тем временем продолжались: владелец прав на телетрансляцию матча Честер Фокс подал судебный иск против Фишера о возмещении ущерба, утверждая, что понёс убытки из-за требований Фишера убрать камеры; Фишер потребовал убрать первые семь рядов зрителей (через некоторые время были убраны первые три); советская делегация заявила о том, что Фишер использует электронные устройства и химические вещества для того, чтобы оказывать воздействие на Спасского, после чего исландская полиция обыскала помещение, но ничего не нашла. В 2016 году стало известно, что на матч в Рейкьявик для проверки информации о вредных воздействиях на Спасского и гипотезы о его отравлении прилетала из Москвы специально командированная группа сотрудников КГБ, которыми из центра руководил полковник, впоследствии генерал Ф. Д. Бобков, о чём рассказал сам Спасский.
Семнадцатую партию, которую Борис Спасскому предстояло играть белыми, советская сторона считала последним шансом переломить ход матча. Однако на 45-м ходу Бобби Фишер потребовал ничью после троекратного повторения позиции. Когда арбитр матча остановил часы, захваченный врасплох Борис Спасский вновь долго не покидал кресло. Его перспективная атака в эндшпиле не состоялась. В следующей партии Бобби Фишер, играя белыми, вновь зафиксировал троекратное повторение позиции и выбрал ничью, несмотря на своё небольшое преимущество.
|   | a | b | c | d | e | f | g | h |   |
| - | --- | --- | --- | --- | --- | --- | --- | --- | - |
| 8 | d7 белый слон · f6 чёрная пешка · f5 белая пешка · h5 чёрная пешка · a4 белая пешка · f4 чёрный король · b3 белая пешка · a2 чёрная ладья · f2 белая пешка · g2 белый король | d7 белый слон · f6 чёрная пешка · f5 белая пешка · h5 чёрная пешка · a4 белая пешка · f4 чёрный король · b3 белая пешка · a2 чёрная ладья · f2 белая пешка · g2 белый король | d7 белый слон · f6 чёрная пешка · f5 белая пешка · h5 чёрная пешка · a4 белая пешка · f4 чёрный король · b3 белая пешка · a2 чёрная ладья · f2 белая пешка · g2 белый король | d7 белый слон · f6 чёрная пешка · f5 белая пешка · h5 чёрная пешка · a4 белая пешка · f4 чёрный король · b3 белая пешка · a2 чёрная ладья · f2 белая пешка · g2 белый король | d7 белый слон · f6 чёрная пешка · f5 белая пешка · h5 чёрная пешка · a4 белая пешка · f4 чёрный король · b3 белая пешка · a2 чёрная ладья · f2 белая пешка · g2 белый король | d7 белый слон · f6 чёрная пешка · f5 белая пешка · h5 чёрная пешка · a4 белая пешка · f4 чёрный король · b3 белая пешка · a2 чёрная ладья · f2 белая пешка · g2 белый король | d7 белый слон · f6 чёрная пешка · f5 белая пешка · h5 чёрная пешка · a4 белая пешка · f4 чёрный король · b3 белая пешка · a2 чёрная ладья · f2 белая пешка · g2 белый король | d7 белый слон · f6 чёрная пешка · f5 белая пешка · h5 чёрная пешка · a4 белая пешка · f4 чёрный король · b3 белая пешка · a2 чёрная ладья · f2 белая пешка · g2 белый король | 8 |
| 7 | d7 белый слон · f6 чёрная пешка · f5 белая пешка · h5 чёрная пешка · a4 белая пешка · f4 чёрный король · b3 белая пешка · a2 чёрная ладья · f2 белая пешка · g2 белый король | d7 белый слон · f6 чёрная пешка · f5 белая пешка · h5 чёрная пешка · a4 белая пешка · f4 чёрный король · b3 белая пешка · a2 чёрная ладья · f2 белая пешка · g2 белый король | d7 белый слон · f6 чёрная пешка · f5 белая пешка · h5 чёрная пешка · a4 белая пешка · f4 чёрный король · b3 белая пешка · a2 чёрная ладья · f2 белая пешка · g2 белый король | d7 белый слон · f6 чёрная пешка · f5 белая пешка · h5 чёрная пешка · a4 белая пешка · f4 чёрный король · b3 белая пешка · a2 чёрная ладья · f2 белая пешка · g2 белый король | d7 белый слон · f6 чёрная пешка · f5 белая пешка · h5 чёрная пешка · a4 белая пешка · f4 чёрный король · b3 белая пешка · a2 чёрная ладья · f2 белая пешка · g2 белый король | d7 белый слон · f6 чёрная пешка · f5 белая пешка · h5 чёрная пешка · a4 белая пешка · f4 чёрный король · b3 белая пешка · a2 чёрная ладья · f2 белая пешка · g2 белый король | d7 белый слон · f6 чёрная пешка · f5 белая пешка · h5 чёрная пешка · a4 белая пешка · f4 чёрный король · b3 белая пешка · a2 чёрная ладья · f2 белая пешка · g2 белый король | d7 белый слон · f6 чёрная пешка · f5 белая пешка · h5 чёрная пешка · a4 белая пешка · f4 чёрный король · b3 белая пешка · a2 чёрная ладья · f2 белая пешка · g2 белый король | 7 |
| 6 | d7 белый слон · f6 чёрная пешка · f5 белая пешка · h5 чёрная пешка · a4 белая пешка · f4 чёрный король · b3 белая пешка · a2 чёрная ладья · f2 белая пешка · g2 белый король | d7 белый слон · f6 чёрная пешка · f5 белая пешка · h5 чёрная пешка · a4 белая пешка · f4 чёрный король · b3 белая пешка · a2 чёрная ладья · f2 белая пешка · g2 белый король | d7 белый слон · f6 чёрная пешка · f5 белая пешка · h5 чёрная пешка · a4 белая пешка · f4 чёрный король · b3 белая пешка · a2 чёрная ладья · f2 белая пешка · g2 белый король | d7 белый слон · f6 чёрная пешка · f5 белая пешка · h5 чёрная пешка · a4 белая пешка · f4 чёрный король · b3 белая пешка · a2 чёрная ладья · f2 белая пешка · g2 белый король | d7 белый слон · f6 чёрная пешка · f5 белая пешка · h5 чёрная пешка · a4 белая пешка · f4 чёрный король · b3 белая пешка · a2 чёрная ладья · f2 белая пешка · g2 белый король | d7 белый слон · f6 чёрная пешка · f5 белая пешка · h5 чёрная пешка · a4 белая пешка · f4 чёрный король · b3 белая пешка · a2 чёрная ладья · f2 белая пешка · g2 белый король | d7 белый слон · f6 чёрная пешка · f5 белая пешка · h5 чёрная пешка · a4 белая пешка · f4 чёрный король · b3 белая пешка · a2 чёрная ладья · f2 белая пешка · g2 белый король | d7 белый слон · f6 чёрная пешка · f5 белая пешка · h5 чёрная пешка · a4 белая пешка · f4 чёрный король · b3 белая пешка · a2 чёрная ладья · f2 белая пешка · g2 белый король | 6 |
| 5 | d7 белый слон · f6 чёрная пешка · f5 белая пешка · h5 чёрная пешка · a4 белая пешка · f4 чёрный король · b3 белая пешка · a2 чёрная ладья · f2 белая пешка · g2 белый король | d7 белый слон · f6 чёрная пешка · f5 белая пешка · h5 чёрная пешка · a4 белая пешка · f4 чёрный король · b3 белая пешка · a2 чёрная ладья · f2 белая пешка · g2 белый король | d7 белый слон · f6 чёрная пешка · f5 белая пешка · h5 чёрная пешка · a4 белая пешка · f4 чёрный король · b3 белая пешка · a2 чёрная ладья · f2 белая пешка · g2 белый король | d7 белый слон · f6 чёрная пешка · f5 белая пешка · h5 чёрная пешка · a4 белая пешка · f4 чёрный король · b3 белая пешка · a2 чёрная ладья · f2 белая пешка · g2 белый король | d7 белый слон · f6 чёрная пешка · f5 белая пешка · h5 чёрная пешка · a4 белая пешка · f4 чёрный король · b3 белая пешка · a2 чёрная ладья · f2 белая пешка · g2 белый король | d7 белый слон · f6 чёрная пешка · f5 белая пешка · h5 чёрная пешка · a4 белая пешка · f4 чёрный король · b3 белая пешка · a2 чёрная ладья · f2 белая пешка · g2 белый король | d7 белый слон · f6 чёрная пешка · f5 белая пешка · h5 чёрная пешка · a4 белая пешка · f4 чёрный король · b3 белая пешка · a2 чёрная ладья · f2 белая пешка · g2 белый король | d7 белый слон · f6 чёрная пешка · f5 белая пешка · h5 чёрная пешка · a4 белая пешка · f4 чёрный король · b3 белая пешка · a2 чёрная ладья · f2 белая пешка · g2 белый король | 5 |
| 4 | d7 белый слон · f6 чёрная пешка · f5 белая пешка · h5 чёрная пешка · a4 белая пешка · f4 чёрный король · b3 белая пешка · a2 чёрная ладья · f2 белая пешка · g2 белый король | d7 белый слон · f6 чёрная пешка · f5 белая пешка · h5 чёрная пешка · a4 белая пешка · f4 чёрный король · b3 белая пешка · a2 чёрная ладья · f2 белая пешка · g2 белый король | d7 белый слон · f6 чёрная пешка · f5 белая пешка · h5 чёрная пешка · a4 белая пешка · f4 чёрный король · b3 белая пешка · a2 чёрная ладья · f2 белая пешка · g2 белый король | d7 белый слон · f6 чёрная пешка · f5 белая пешка · h5 чёрная пешка · a4 белая пешка · f4 чёрный король · b3 белая пешка · a2 чёрная ладья · f2 белая пешка · g2 белый король | d7 белый слон · f6 чёрная пешка · f5 белая пешка · h5 чёрная пешка · a4 белая пешка · f4 чёрный король · b3 белая пешка · a2 чёрная ладья · f2 белая пешка · g2 белый король | d7 белый слон · f6 чёрная пешка · f5 белая пешка · h5 чёрная пешка · a4 белая пешка · f4 чёрный король · b3 белая пешка · a2 чёрная ладья · f2 белая пешка · g2 белый король | d7 белый слон · f6 чёрная пешка · f5 белая пешка · h5 чёрная пешка · a4 белая пешка · f4 чёрный король · b3 белая пешка · a2 чёрная ладья · f2 белая пешка · g2 белый король | d7 белый слон · f6 чёрная пешка · f5 белая пешка · h5 чёрная пешка · a4 белая пешка · f4 чёрный король · b3 белая пешка · a2 чёрная ладья · f2 белая пешка · g2 белый король | 4 |
| 3 | d7 белый слон · f6 чёрная пешка · f5 белая пешка · h5 чёрная пешка · a4 белая пешка · f4 чёрный король · b3 белая пешка · a2 чёрная ладья · f2 белая пешка · g2 белый король | d7 белый слон · f6 чёрная пешка · f5 белая пешка · h5 чёрная пешка · a4 белая пешка · f4 чёрный король · b3 белая пешка · a2 чёрная ладья · f2 белая пешка · g2 белый король | d7 белый слон · f6 чёрная пешка · f5 белая пешка · h5 чёрная пешка · a4 белая пешка · f4 чёрный король · b3 белая пешка · a2 чёрная ладья · f2 белая пешка · g2 белый король | d7 белый слон · f6 чёрная пешка · f5 белая пешка · h5 чёрная пешка · a4 белая пешка · f4 чёрный король · b3 белая пешка · a2 чёрная ладья · f2 белая пешка · g2 белый король | d7 белый слон · f6 чёрная пешка · f5 белая пешка · h5 чёрная пешка · a4 белая пешка · f4 чёрный король · b3 белая пешка · a2 чёрная ладья · f2 белая пешка · g2 белый король | d7 белый слон · f6 чёрная пешка · f5 белая пешка · h5 чёрная пешка · a4 белая пешка · f4 чёрный король · b3 белая пешка · a2 чёрная ладья · f2 белая пешка · g2 белый король | d7 белый слон · f6 чёрная пешка · f5 белая пешка · h5 чёрная пешка · a4 белая пешка · f4 чёрный король · b3 белая пешка · a2 чёрная ладья · f2 белая пешка · g2 белый король | d7 белый слон · f6 чёрная пешка · f5 белая пешка · h5 чёрная пешка · a4 белая пешка · f4 чёрный король · b3 белая пешка · a2 чёрная ладья · f2 белая пешка · g2 белый король | 3 |
| 2 | d7 белый слон · f6 чёрная пешка · f5 белая пешка · h5 чёрная пешка · a4 белая пешка · f4 чёрный король · b3 белая пешка · a2 чёрная ладья · f2 белая пешка · g2 белый король | d7 белый слон · f6 чёрная пешка · f5 белая пешка · h5 чёрная пешка · a4 белая пешка · f4 чёрный король · b3 белая пешка · a2 чёрная ладья · f2 белая пешка · g2 белый король | d7 белый слон · f6 чёрная пешка · f5 белая пешка · h5 чёрная пешка · a4 белая пешка · f4 чёрный король · b3 белая пешка · a2 чёрная ладья · f2 белая пешка · g2 белый король | d7 белый слон · f6 чёрная пешка · f5 белая пешка · h5 чёрная пешка · a4 белая пешка · f4 чёрный король · b3 белая пешка · a2 чёрная ладья · f2 белая пешка · g2 белый король | d7 белый слон · f6 чёрная пешка · f5 белая пешка · h5 чёрная пешка · a4 белая пешка · f4 чёрный король · b3 белая пешка · a2 чёрная ладья · f2 белая пешка · g2 белый король | d7 белый слон · f6 чёрная пешка · f5 белая пешка · h5 чёрная пешка · a4 белая пешка · f4 чёрный король · b3 белая пешка · a2 чёрная ладья · f2 белая пешка · g2 белый король | d7 белый слон · f6 чёрная пешка · f5 белая пешка · h5 чёрная пешка · a4 белая пешка · f4 чёрный король · b3 белая пешка · a2 чёрная ладья · f2 белая пешка · g2 белый король | d7 белый слон · f6 чёрная пешка · f5 белая пешка · h5 чёрная пешка · a4 белая пешка · f4 чёрный король · b3 белая пешка · a2 чёрная ладья · f2 белая пешка · g2 белый король | 2 |
| 1 | d7 белый слон · f6 чёрная пешка · f5 белая пешка · h5 чёрная пешка · a4 белая пешка · f4 чёрный король · b3 белая пешка · a2 чёрная ладья · f2 белая пешка · g2 белый король | d7 белый слон · f6 чёрная пешка · f5 белая пешка · h5 чёрная пешка · a4 белая пешка · f4 чёрный король · b3 белая пешка · a2 чёрная ладья · f2 белая пешка · g2 белый король | d7 белый слон · f6 чёрная пешка · f5 белая пешка · h5 чёрная пешка · a4 белая пешка · f4 чёрный король · b3 белая пешка · a2 чёрная ладья · f2 белая пешка · g2 белый король | d7 белый слон · f6 чёрная пешка · f5 белая пешка · h5 чёрная пешка · a4 белая пешка · f4 чёрный король · b3 белая пешка · a2 чёрная ладья · f2 белая пешка · g2 белый король | d7 белый слон · f6 чёрная пешка · f5 белая пешка · h5 чёрная пешка · a4 белая пешка · f4 чёрный король · b3 белая пешка · a2 чёрная ладья · f2 белая пешка · g2 белый король | d7 белый слон · f6 чёрная пешка · f5 белая пешка · h5 чёрная пешка · a4 белая пешка · f4 чёрный король · b3 белая пешка · a2 чёрная ладья · f2 белая пешка · g2 белый король | d7 белый слон · f6 чёрная пешка · f5 белая пешка · h5 чёрная пешка · a4 белая пешка · f4 чёрный король · b3 белая пешка · a2 чёрная ладья · f2 белая пешка · g2 белый король | d7 белый слон · f6 чёрная пешка · f5 белая пешка · h5 чёрная пешка · a4 белая пешка · f4 чёрный король · b3 белая пешка · a2 чёрная ладья · f2 белая пешка · g2 белый король | 1 |
|   | a | b | c | d | e | f | g | h |   |

Двадцать первая партия стала последней в матче (и, как оказалось впоследствии, последней партией Фишера в официальных соревнованиях). Сначала в ней шла равная борьба, но в эндшпиле Спасский допустил несколько ошибок, и к моменту откладывания (41-й ход белых) Фишер владел большим преимуществом в виде ладьи против слона и проходной пешки. Спасский не явился на доигрывание и по телефону признал своё поражение. Фишер сначала отказался признать такую сдачу партии, требуя, чтобы Спасский сдался лично, за доской, но затем согласился обойтись без этого. Со счётом 12,5 : 8,5 Фишер одержал победу в матче и был объявлен одиннадцатым чемпионом мира по шахматам.
Позже, комментируя свою вялую игру во второй половине матча, Спасский писал: «Нервной энергии, необходимой для завершающего рывка, не хватило». Некоторые комментаторы были склонны считать, что на Спасского повлияла развязанная Фишером в начале матча «война нервов», но сам Спасский решительно отверг эту причину, сказав, что был вполне готов к демаршам противника, так что никакие заявления и поступки Фишера, кроме неявки на жеребьёвку и на вторую партию, влияния на него не оказали. Международный мастер Новотельнов, комментируя в своей книге результаты матча, сказал:

Окончательный счёт, думается, не вполне соответствует реальному соотношению сил, тем не менее, победа Бобби Фишера закономерна: он применил более эффективные методы борьбы.

На церемонии закрытия матча президент ФИДЕ экс-чемпион мира Макс Эйве увенчал нового чемпиона венком из исландской берёзы. По свидетельствам очевидцев, Бобби Фишер совершенно равнодушно отнёсся к церемонии — получив награду, конверт с гонораром и наскоро перекусив, он решительно отодвинул бокал с вином, достал карманные шахматы и, не прислушиваясь к произносимым в его честь речам, занялся разбором какой-то партии. Лишь в конце вечера он некоторое время беседовал с советским послом в Исландии, в частности, попросил его дать почитать подшивки «Правды» за последние два месяца, чтобы узнать, что в СССР писали о матче 1972 года.

## Подробный список партий матча
Приведены начальные ходы, название дебюта, название и ECO-код варианта, ход партии в миттельшпиле и эндшпиле, в некоторых партиях - в т.н. "глубоком эндшпиле"
Один из сюрпризов матча. На протяжении всей своей карьеры Фишер никогда не баловал соперников разнообразием дебютов: белыми всегда начинал 1.e4, черными - на 1.e4 отвечал сицилианской защитой (в открытых системах - вариантом Найдорфа), на 1.d4 - почти всегда староиндийской защитой или защитой Грюнфельда. (это же происходило в претендентский матчах с Таймановым, Ларсеном и Петросяном, причем никто из троих не рискнул играть с Фишером 1.e4). Здесь же уже в 1-й партии Бобби применил защиту Нимцовича, в 3-й - защиту Бенони, в 9-й - защиту Тарраша, в 13-й и 19-й на 1.e4 ответил защитой Алехина, в 17-й - защитой Пирца-Уфимцева. А играя белыми, в 6-й партии Фишер и вовсе начал белыми 1.c4, и одержав победу, не остановился на достигнутом, начиная так и остальные партии.
1-я партия Спасский - Фишер 1.d4 Защита Нимцовича, вариант Глигорича-Бернштейна E56. Партия быстро перетекла в равное окончание с одноцветными слонами. На 29-м ходу Фишер побил слоном крайнюю пешку, считая что успеет вывести фигуру из-под боя, но просчитался. В эндшпиле "слон против двух пешек" и белые, и черные имели "этюдные" возможности для победы и ничьей соответственно, но не воспользовались ими. Победа осталась за Спасским. Счет в матче 1-0 в пользу чемпиона.
2-я партия Фишер-Спасский. Неявка Фишера, победа присуждена Спасскому. Счет в матче 2-0 в пользу чемпиона.
3-я партия Спасский-Фишер. 1.d4 Защита Модерн-Бенони A61. Претендент получил преимущество двух слонов, затем - лишнюю пешку в разноцветном эндшпиле при ферзях, и провел решающую атаку на короля. Победа Фишера, счет в матче 2-1 в пользу чемпиона.
4-я партия Фишер-Спасский. 1.e4 Сицилианская защита, Схевенингенский вариант, атака Созина, подвариант Леонарда B88. Ничья в эндшпиле с разноцветными слонами. 2,5 - 1,5 в пользу чемпиона.
5-я партия Спасский-Фишер. 1.d4 Защита Нимцовича, вариант Хюбнера E41. Ходом 8.e4 Спасский получил плохого слона, в результате этого - множество слабостей в пешечном скелете. Уже в миттельшпиле Фишер отпраздновал победу. Счет в матче 2,5 - 2,5.
6-я партия Фишер-Спасский. 1.с4 Ферзевый гамбит, вариант Тартаковера-Макогонова-Бондаревского D59. В тяжелофигурном эндшпиле претендент воспользовался слабыми полями в лагере противника, пожертвовал качество и провел атаку на короля. Победа Фишера, счет 3,5-2,5 в пользу претендента.
7-я партия Спасский-Фишер. 1.e4 Сицилианская защита, вариант Найдорфа, подвариант "отравленной пешки ...Ф:b2" B97. Ничья в четырехладейном эндшпиле с конями. Счет 4-3 в пользу претендента.
8-я партия Фишер-Спасский. 1.с4 Английское начало, симметричный вариант, подвариант Мекинг A39. В эндшпиле чемпион неудачно пожертвовал качество и отдал победу Фишеру. Счет 5-3 в пользу претендента.
9-я партия Спасский-Фишер. 1.d4 Ферзевый гамбит, защита Тарраша, разменный вариант D41. Ничья в четырехладейном эндшпиле. Счет 5,5 - 3,5 в пользу претендента.
10-я партия Фишер-Спасский. 1.e4 Испанская партия, закрытый вариант, подвариант Брейера C95. В миттельшпиле Спасский получил две проходные, но плохо защищенные пешки, вынужден был отдать качество и в эндшпиле уступил Фишеру. Счет 6,5-3,5 в пользу претендента.
11-я партия Спасский-Фишер. 1.e4 Сицилианская защита, вариант Найдорфа, подвариант "отравленной пешки ...Ф:b2" B97. Претендент получил лишнюю пешку, но отстал в развитии, уже в миттельшпиле пропустил атаку на короля и уступил Спасскому. Счет 6,5-4,5 в пользу претедента.
12-я партия Фишер-Спасский. 1.с4 Ферзевый гамбит, ортодоксальная защита, главная линия D55. Ничья в окончании "разноцветные слоны при ферзях". Счет 7-5 в пользу претендента.
13-я партя Спасский-Фишер. 1.e4 Защита Алехина, вариант Альберт B04. В дебюте чемпион пожертвовал пешку, получив преимущество в пространстве и инициативе, но преимуществом этим должным образом не воспользовался. В эндшпиле оба противника имели возможность провести пешку в ферзи, претендент пожертвовал слона и на доске возникла удивительная позиция - ладья, слон и проходная против ладьи и пяти проходных противника. Спасский имел хорошие шансы на ничью, но в решающий момент ошибся и уступил Фишеру. Счет 8-5 в пользу претендента.
14-я партия Фишер-Спасский. 1.с4 Ферзевый гамбит, защита Тарраша, атака Харвица D37. По итогам миттельшпиля Спасский получил лишнюю пешку, но допустил неточность, приведшую к размену легких фигур. Партия перешла в ладейный эндшпиль и завершилась ничьей. Счет 8,5 - 5,5 в пользу претендента.
15-я партия Спасский-Фишер. 1.e4 Сицилианская защита, вариант Найдорфа, главная линия B99. В дебюте Бобби был вынужден отдать пешку и отрокировать короля в непривычную для "сицилианки" и плохо защищенную длинную сторону. Однако, в миттельшпиле Спасский допустил неточности и преимущество упустил, а затем, погнавшись за второй лишней пешкой, и вовсе отдал инициативу, поставив короля в тяжелое положение. В эндшпиле уже Фишер не смог разглядеть правильные ходы для мата и вынужден был завершить партию ничьей повторением ходов. Счет 9-6 в пользу претендента.
16-я партия Фишер-Спасский. 1.e4 Испанская партия, разменный вариант, система Глигорича C69. Партия быстро перешла в глубоко исследованный эндшпиль и закончилась ничьей в окончании "две ладьи при одноцветных слонах". Счет 9,5 - 6,5 в пользу претендента.а
17-я партия Спасский-Фишер. 1.е4 Защита Пирца-Уфимцева, Австрийская атака, построение "дракон" B09. В миттельшпиле Борис отдал пешку за иницитативу и добился преимущества, однако затем уже Бобби остроумной жертвой качества перевел игру в спокойный эндшпиль, где ни одна сторона не имела возможностей lля обострения. Ничья, счет в матче 10-7 в пользу претендента.
18-я партия Фишер-Спасский. 1.e4 Сицилианская защита, атака Рихтера-Раузера, нео-модернистский вариант, система Нижметдинова B69. Острый тяжелофигурный эндшпиль выдался полным неточностей с обеих сторон. Советский гроссмейстер владел преимуществом, но ошибся, а затем уже американец упустил выигрыш. Ничья, счет 10,5-7,5 в пользу претендента.
19-я партия Спасский-Фишер. 1.e4 Защита Алехина, современный вариант, главная линия B05. Чемпион добился пешечного преимущества в центре и решающий момент предложил жертву коня. Претендент, однако, жертву не принял, ограничивший разменом ладьи и дву пешек за две легкие фигуры. После размена ферзей белые имели преимущество в эндшпиле, но после неточного хода вынуждены были упростить игру, перейдя в ничейный ладейный эндшпиль. Счет 11-8 в пользу претендента.
20-я партия Фишер-Спасский. 1.e4 Сицилианская защита, атака Рихтера-Раузера, нео-модернистский вариант B68. Ничья в окончании "слон и конь против двух коней при равенстве пешек". Счет 11,5 - 8,5 в пользу претендента.
21-я партия Спасский-Фишер. 1.e4 Сицилианская защита, система Паульсена B46. Стремясь победить любой ценой, чемпион пожертвовал качество за две пешки, но в эндшпиле "слон против ладьи" попал в проигрышную ситуацию. После 41-го хода белых партия была отложена, но по итогам домашнего анализа Спасский отказался от доигрывания, признав, что Фишер победил в партии и победил в матче в матче со счетом 12.5 - 8.5.

## После матча
После победы Фишера встречали в США как национального героя. Западная пресса осыпала его лестными эпитетами, многие известные люди — певцы, актёры — искали его дружбы и хотели учиться у него шахматной игре. Фишеру предлагали также многомиллионные рекламные контракты, но он отказался от всех предложений. Победа Фишера способствовала популяризации шахмат на Западе — сначала среди светской публики, а затем и среди молодёжи, считавшей Фишера своим кумиром. Особенно заметно это было в США и Исландии.
Для самого Фишера матч 1972 года оказался последним официальным шахматным соревнованием: более он не сыграл ни одной партии в официальных турнирах ФИДЕ. В 1975 году он должен был сыграть матч с претендентом, которым стал победивший в очередном претендетском цикле Анатолий Карпов. Фишер выдвинул ФИДЕ пакет требований по организации матча, в числе которых было изменение формулы: он настаивал, чтобы матч игрался до 10 выигранных партий без учёта ничьих, а при счёте +9-9 по победам чемпион сохранял бы своё звание. После того, как последнее требование было отклонено ФИДЕ как явно несправедливое (из него следует, что для победы в матче претендент должен выиграть на две партии больше, чем чемпион), Фишер отказался играть матч и 3 апреля 1975 года был лишён чемпионского звания.

## Неофициальный матч-реванш 1992 года
В 1992 год Бобби Фишер и Спасский (последний к тому времени также давно покинул ведущие позиции в рейтингах, хотя и не прекращал выступать в турнирах, теперь уже за Францию) провели официально не признанный «матч-реванш» на первенство мира (Бобби Фишер утверждал, что продолжает считать себя чемпионом мира, поскольку матч за это звание он никому не проигрывал). Матч проходил в Югославии — стране, где Бобби Фишер предпочитал провести матч-1972; использовались часы Фишера и безлимитная формула (до 10 побед). Матч закончился победой Бобби Фишера со счётом 10:5 при 15 ничьих. По словам Бориса Спасского, он заработал за этот матч около 2 миллионов долларов. С собственно шахматной точки зрения матч внимания специалистов не привлёк; общим мнением стало то, что уровень игры обоих экс-чемпионов заметно снизился.

## В культуре
- Ещё до матча Владимир Высоцкий написал посвящённую Спасскому «двухсерийную» песню «Честь шахматной короны» — «Подготовка» и «Игра». В иронических песнях отразились опасения не устоять перед беспрецедентным напором Бобби Фишера. Выражение «уронили шахматный престиж», использованное в песне — буквальная цитата из статьи в газете «Советский спорт», где критиковалось руководство советской шахматной федерации, допустившее, что иностранные гроссмейстеры стали всё ближе подходить к высшему шахматному титулу. Сам Высоцкий никогда не играл в шахматы, а тот минимум шахматных знаний, который использован в песне, был рассказан ему Станиславом Говорухиным в течение буквально нескольких минут.[14]
- Матчу 1972 года и Бобби Фишеру посвящён художественный фильм Эдварда Цвика «Жертвуя пешкой», вышедший в прокат в сентябре 2015 года. Роли Роберта Джеймса Фишера и Бориса Спасского исполнили соответственно Тоби Магуайр и Лев Шрайбер. К тому времени Бобби Фишера уже не было в живых, Борис Спасский же негативно оценил картину, указав, что она безнадёжно далека от исторической достоверности[15].

## Документальное кино
- «Бобби Фишер против целого света» (англ.) на сайте Internet Movie Database.
- «Матч Столетия. Русские против Фишера», канал "Культура"